# 2022年ロシアのウクライナ侵攻のタイムライン (2023年9月 - 12月)
2022年ロシアのウクライナ侵攻のタイムライン (2023年9月 - 12月)（2022ねんロシアのウクライナしんこうのタイムライン 2023ねん9がつ12がつ）では、2022年2月24日に開始されたロシアのウクライナ侵攻の経過の2023年9月から12月について述べる。

## 2023年9月

### 9月1日
- ウクライナのキリーロ・ブダノフ情報局長は、8月30日のロシア西部プスコフ州の空港に対する無人機攻撃について「プスコフの空軍基地への攻撃に使われた無人機はロシア国内から離陸していた」とし[1]「ロシア軍の輸送機、IL76が4機攻撃を受けた。2機は破壊され、もう2機も大きく損壊した」と主張した[2]。さらに「燃料タンクと、機体上部にある翼桁の重要部分が攻撃目標になった」とも明らかにした[3]。
- 午前、ロシア西部クルスク州のスタロボイト知事は、クルスク原子力発電所から数キロメートル離れたクルチャトフに対し、ウクライナ製の無人機の攻撃を受けたことを明らかにした[4]。この攻撃で、建物1棟が損傷する被害があったが、人的被害は確認されていない[4]。
- ロシアの首都モスクワ州モスクワ市のセルゲイ・ソビャーニン市長は、モスクワに近づいた無人機を撃墜したと明らかにし、この影響でブヌコボ空港の業務が一時的に混乱したという[4]。
- ロシア国営宇宙機関「ロスコスモス」のユーリー・ボリソフ社長は、射程1万1000キロメートル以上で、10以上の核弾頭が搭載可能とされる大型の大陸間弾道ミサイル（ICBM）「サルマート」が実戦配備されたと明らかにした[5][6]。ロシアとしてはウクライナ侵攻を続ける中、ゼレンスキー政権を支援する西側諸国に対して核の威嚇を強め、ウクライナへの支援をけん制する狙いがある[6]。配備の場所など詳細は明らかにされていない[5]。
- ロシアのウラジーミル・プーチン大統領は、2022年9月にロシアが一方的に併合したウクライナ東・南部のドネツク州、ルガンスク州、ザポリージャ州、ヘルソン州の開発に向け、今後2年半にロシア連邦予算から1兆9000億ルーブルを充てる方針を表明した[7]。
- ウクライナ軍参謀本部は、ウクライナ軍が南部ザポリージャ州で前進したと発表した[8]。
- ウクライナのハンナ・マリャル国防次官は、ウクライナ軍が南下を図る「ザポリージャ戦線」に兵力を集中させた成果が出始め、一部に数か所ではウクライナ軍がロシア軍の第1防衛線を突破したことを明らかにした[9][10]。その一方で、「第1防衛線の後方にもロシア軍の地雷原やコンクリート製の要塞が控えている」として「わが軍はさらなる前進のために多くの障壁を乗り越えなければならない」と述べた[8][10]。また、「地域によって状況は異なる」とも述べ、苦戦が続く地域があることも示唆した[9]。
- 米国家安全保障会議（NSC）のカービー戦略広報調整官は、ロシアが新型大陸間弾道ミサイル（ICBM）「サルマート」を実戦配備したとの情報について、確認する立場にないと述べた[11]。ウクライナ軍の南部での反攻が3か月たってもあまり進展していないとの批判について問われると、ウクライナ側の予想よりペースが遅いことを認めた[12]上で、「過去72時間でザポリージャ地域の進撃線でウクライナ側に進展があったことに注目している」と述べ[8][9][11]、ウクライナ軍が南に向かって反転攻勢を進める中で、「ロシア軍の2番目の防衛ラインに対して、いくつかの戦果を挙げた」としている[13]。この成功をどう生かすかはウクライナ次第だとし「ウクライナ軍がさらに南に進軍するには厳しい戦いが待ち受けている」と語った[8][11]。
- バイデン米政権は、劣化ウラン弾を含む徹甲弾をウクライナに初めて供給する見込みと報じられた[14][15]。来週発表される2億4000万-3億7500万ドル相当の新たな軍事支援に含まれるという[14]。弾薬はアメリカ製戦車「M1エイブラムス」からの発射が可能で、数週間以内にウクライナに届けられるという[14]。イギリスは、3月に主力戦車「チャレンジャー2」の弾薬の一部には劣化ウラン弾が含まれると表明し[14]、既に供与している[15]。劣化ウラン弾は貫通力に優れているが、使用された場合に劣化ウランの粉塵が、肺などの臓器に入り込み健康被害が出たり、環境への影響で懸念の恐れがある[14][15]。
- ジェイク・サリバン米大統領補佐官（国家安全保障問題担当）は、訪米したウクライナ国家汚職防止庁のトップ、セメン・クリボノスらと会談した[16]。ウクライナが進める汚職撲滅に向けた改革について、改めて支持を表明した[16]。サリバン大統領補佐官は、独立した司法機関による汚職追及の重要性を強調した。ウクライナでは今年に入り、軍の食料調達を巡る汚職疑惑が報じられた国防省次官や、人道支援用の自動車を私的流用したと批判された大統領府副長官が解任されるなどした[16]。
- ウクライナのミハイロ・ポドリャク大統領府長官顧問は、ロシア国内でのドローン攻撃は増加していくとの見方を示し、こうした攻撃が頻発していることはウクライナの戦争が徐々にロシア国内に移行していることを示していると述べた[17]。ウクライナはロシア軍に占領された地域への攻撃を強化しているとし、ロシア国内でも「工作員」や「パルチザン」による攻撃が増加すると指摘した上で「敵対行為が徐々にロシアの領土に移行する段階に入っている」と語った[17]。その上で、ウクライナ軍は前進を続けているとし、欧米からの軍事援助が今後も継続されることを望んでいると述べた[17]。ロシアと和平交渉については、現時点で行わないと表明し「いかなる交渉もウクライナの屈服、そして民主主義世界全体の屈服を意味する」とし、ウクライナに多額の兵器を供与してきた西側の同盟国はロシアに対する妥協はあり得ないと理解していると確信していると語った[17]。

### 9月2日
- ウクライナのゼレンスキー大統領は、ウクライナ軍が進展を続けていると述べ、6月に始まった反転攻勢で一定の成果が出ていることを明らかにした[18]。X（旧Twitter）には、「誰が何と言おうと軍は前進している。われわれは活発に動いている」と投稿し、反転攻勢の遅れについて反論している[19]。
- ロシア国防省は、前夜から未明にかけて、ロシアが一方的に併合したウクライナ南部クリミアとロシア本土を結ぶクリミア大橋を狙って、ウクライナが水上無人機3隻を使い攻撃を仕掛けたが、黒海ですべて破壊したと発表した[20][21][22]。
- ロシア国防省によれば、ウクライナと国境を接しているロシア西部のベルゴロド州に無人機が仕掛けられたが、それについても阻止している[22]。
- ウクライナ南部ヘルソン州のプロクディン知事は、ヘルソン州の村にロシア軍の攻撃によって、誘導弾が民家に当たって、1人が死亡、負傷者が出たと明らかにした[19]。
- ウクライナのメディアは、北東部スームィ州でロシア軍の攻撃によって警察官1人が、東部ドネツク州で攻撃によって夫婦2人がそれぞれ死亡したと報じた[19]。
- 英紙オブザーバーは、戦線を指揮するウクライナのオレクサンドル・タルナフスキー司令官が「我々は第1防衛線と第2防衛線の間にいる」と述べたと報じた[23]。ロシア軍は地雷原などで何重にも防衛線をめぐらせているが、ウクライナ軍が一部で最前線の第1防衛線を突破したことを示す[23]。第2防衛線の地雷原はそれほど整備されていないとも述べたという[23]。
- 米シンクタンク「戦争研究所」は、ロシア軍内部で足並みの乱れが顕著になっていると分析した[23]。

### 9月3日
- ゼレンスキー大統領は、オレクシー・レズニコウ国防相の更迭を決めたと明らかにした[24][25][26][27]。理由については「レズニコフ氏は550日間以上、全面戦争に向き合った。国防省は、軍と社会全体の双方との関係について、新しいアプローチを必要としている」と説明した[25][27]。ウクライナ国防省では食料調達などの発注を巡り、不正や汚職の疑惑が相次いで指摘されるうちにレズニコフの監督責任も問題視され[26]綱紀粛正で交代に踏み切った可能性がある[25]。後任には、ロシアに併合されている南部クリミア半島の先住民族にあたるタタール系の政治家でウクライナ最高議会議員などを歴任し、2022年9月から国有財産基金トップを務めているルステム・ウメロウを充てるように議会に承認を求めるとした[24][26]。
- ウクライナ軍の報道官は、東部のドネツク州とルハンスク州の一部において、ロシア軍とウクライナ軍によって、激しい戦闘が継続していることを明らかにした[28]。ウクライナ軍では、この地域の2つの主な都市にちなんで、戦闘が実施されている場所を「クピャンスク・リマン区域」としている[28]。ロシア軍では、ウクライナ軍の反転攻勢を撃退するために、数千人の兵士を追加で投入しており、9月2日にウクライナ軍の陣地に対して、570回の砲撃と航空機による攻撃をそれそれ実施したが、ロシア軍は、過去24時間に5回の銃撃戦を行ったが、いずれも成功せず、ロシア軍の兵士126人が死亡したほか、7機の無人機や弾薬庫が破壊されたと説明している[28]。
- ウクライナ軍部隊のシュトゥピン報道官は、反転攻勢に関して、ロシア軍の第2・第3の防衛線は第1防衛線に比べると、脆弱だと指摘し、更なる前進に自信を示しているという[29]。ロシア軍が構築した3層の防衛線について、全体の強固さを100として、「第1防衛線は60、第2防衛線は20、第3防衛線は20だ」と指摘し、第1防衛線の突破の場合、地雷除去車が砲撃の標的にされ、その地雷の除去を手作業で実施したものの、比較的脆弱となっている第2防衛線以降においては、地雷除去車や部隊の運用が容易になるとして、前進の速度が上がる可能性を示した[29]。ロシア軍が第1防衛線を突破され、本来は攻撃用の精鋭の空挺部隊を防衛に回している状態には、ロシア軍の予備兵力が減りつつある表れという認識を示した[29]。「わが軍の弾薬量や露軍の出方などにもよるが、われわれはさらに前進し、アゾフ海まで南下できると期待している」とも述た[29]。
- ウクライナ軍は、未明にロシア軍がウクライナ南部オデーサ州南部において、3時間半にわたって、無人機を用いて攻撃を行ったと発表した[30]。ウクライナ軍は、通信アプリテレグラムに、イラン製ドローン「シャヘド」が、この攻撃に投入した25機のうち22機を撃墜したと投稿した[30]。この攻撃でドナウ川の港湾インフラが被害を受けて、少なくとも民間人2人が負傷したという[30]。ウクライナの一部のメディアは、ドナウ川沿いのレニ港で爆発があったと報じた[30]。ウクライナのアンドリー・イェルマーク大統領府長官は「ロシアのテロリストは世界に食糧危機と飢餓を引き起こそうとしている」と非難した[30][31]。
- ウクライナ国防省は、南部ヘルソン州にある黒海の海岸において、ウクライナ海軍がロシア軍の高速艇を攻撃した[32]。この攻撃で、ロシア兵の6人が死亡し、2人が負傷した[32]。
- ウクライナの公共放送は、南部のザポリージャ州にいるロシア軍が、ウクライナ軍の反転攻勢を防止するため、ロシア空挺軍の精鋭部隊を最前線に投入し始めたと報じた[33]。これは、ロシア軍がウクライナ軍に対して、防衛線を突破された為に、応急的な対応をしている可能性があるという[33]。ウクライナ軍の報道官の談話として「いわゆるエリート部隊を防御戦に使っているとすれば、何かがうまくいっていないに違いない」とも報じた[33]。
- 米シンクタンク「戦争研究所」は、報告書で「ロシア空挺軍の部隊がザポリージャ戦線上の集落ロボティネ近辺に再配置された」と分析した[33]。
- ロシア民間防衛問題・非常事態・自然災害復旧省は、西部レニングラード州のサンクトペテルブルクにある石油貯蔵施設で火災が発生し、午前10時59分ごろに火災の通報があったと発表した[34]。消防士およそ100人が出動して消火にあたり、既に鎮火した。80メートル×10メートルの格納庫が炎上し、焼失面積は約800平方メートルに及んだ[34]。これまでのところ死傷者は報告されていない[34]。出火原因は不明だが、過去にはロシアの石油貯蔵施設のようなインフラが、ロシアのウクライナ侵攻に関連して標的とされていた[34]。
- 諜報機関の情報を相互に提供しあっている「ファイブアイズ」は、3日までに、ロシア軍のハッカーが、ウクライナ軍の兵士が持っているモバイル機器に対し、戦闘作戦などの情報を盗む目的で工作を仕掛けていると警告した[35]。この盗み取った情報は、ロシアにおいてのウクライナの戦略を支えている可能性があり、ウクライナ軍の反転攻勢の進展が遅く、戦いが熾烈を増す時期とも重なっているため、複数のアメリカ政府当局者は、「反攻が数か月経過しても戦場で重要な突破が実現していない」と懸念を示しているという[35]。また、イギリスの国家サイバーセキュリティーセンターの幹部は、このハッキング攻勢について「ロシアがウクライナに仕掛けた不法な戦争がサイバー空間で展開し続けていることを明示している」という声明を明らかにしている[35]。
- ロシア前大統領のドミートリー・メドヴェージェフ安全保障会議副議長は、極東ロシアのサハリン州ユジノサハリンスクでの式典で、2023年のロシア軍への入隊者が約28万人に上り[23][36]、「一部は予備役、残りは志願兵その他」だと述べた[37]。ロシア軍は、兵員数を30％超増やして150万人にする目標を掲げ[36]、兵員を補充するため、志願を前提にした契約軍人の獲得を急いでいる[23]。
- エマニュエル・マクロン仏大統領は、ゼレンスキー大統領と電話会談を行い、ウクライナの穀物輸出の安全性向上に向け協力を強化することで合意した[38]。マクロン大統領は、ウクライナが完全な主権を回復できるよう長期に支援する決意を表明した[38]。ゼレンスキー大統領は、電話会談後「我々は、穀物回廊の機能を確保し、オデーサ州の安全保障を強化する方法についても協議した」と述べた[39]。新鋭戦闘機に関する協力関係が強まっているとし、フランス国内でのパイロット訓練について重要な合意に達したと明らかにした[40]。

### 9月4日
- ウクライナ政府は、ゼレンスキー大統領が2つの前線地域を視察する中、ロシア軍への反攻により東部戦線でさらに領土を奪還し、南部でも前進していると表明した[41]。マリャル国防次官は、ウクライナ軍はこの1週間で、東部ドネツク州バフムト周辺の約3平方キロメートルを奪還し、南部ザポリージャ州のノボダニリフカ村とノボプロコピフカ村の方面で「成果」があったと述べ、6月上旬に反攻を開始して以来、バフムト周辺の約47平方キロメートルの領土を奪還したという[41]。
- ウクライナ当局は、未明にロシアが南部のオデーサ州のドナウ川沿いにあるイズマイル港を空爆したことを明らかにした[42]。その際に、そのロシアの無人機が北大西洋条約機構（NATO）加盟国のルーマニアの領土に落下して、爆発したことをウクライナが発表した[43]。ウクライナ外務省のニコレンコ報道官はFacebookに、「ウクライナ国境警備隊によると、ロシアが昨夜、イズマイル港付近で大規模な攻撃を行った際、ロシアのイラン製ドローン『シャヘド』がルーマニア領土に落下し爆発した」と投稿し、「これは、ロシアのミサイルによるテロ行為がウクライナの安全保障だけでなく、NATO加盟国を含む近隣諸国の安全保障にも大きな脅威をもたらしていることを裏付ける」と述べた[43]。しかし、ルーマニア国防省は「ルーマニアは攻撃を受けていない」と表明した上でロシアの無人機がルーマニアの領土に落下した情報を「断固否定する」と述べ、「ロシアの攻撃手段がルーマニアの領土や領海に直接軍事的脅威を与えたことはない」とした[43]。これに対し、ウクライナの国営通信社ウクルインフォルムによれば、ウクライナのドミトロ・クレーバ外相は、その「証拠写真がある」と主張した[44]。
- プーチン露大統領とトルコのレジェップ・タイイップ・エルドアン大統領は、ロシア南部のソチで会談し、ウクライナ情勢などを巡り意見交換した[45][46][47][48][49]。ロシアが7月に離脱した黒海穀物イニシアティブの復活の成否が焦点だったが、具体的な進展は見られなかった[45][46]。会談後に共同記者会見を開き、プーチン大統領は、米欧による農耕機械・部品の供給制限やロシア船舶の寄港制限に加え金融・保険サービスの制限制裁の解除[49]などによって「ロシアは合意離脱を余儀なくされた」と主張し[45]、ロシア産穀物の輸出拡大などが実現すれば「すぐ復帰を検討する」と改めて訴えた[46]。また、ロシアが黒海穀物イニシアティブの履行を停止することで食料危機を煽ったという西側の主張は間違っているとし「穀物黒海穀物イニシアティブの停止は、世界の食料市場に影響を与えていない。穀物価格は下がり続けている。物理的な食料不足はない」とした[47][48]。さらに「西側諸国はロシアから世界市場への穀物と肥料の供給を妨害し続けている」と指摘し、黒海穀物イニシアティブに基づいて輸出された穀物の70％以上が富裕国に供給されており、西側諸国は黒海穀物イニシアティブを巡りロシアを騙したと非難した[48]。最大100万トンのロシア産穀物をトルコに低価格で供給してトルコ国内で加工し、最も必要としているアフリカの国々に供給する計画について、黒海穀物イニシアティブに代わるものではないかと説明し、カタールの支援を受けてロシア産穀物をトルコに輸出し、加工後に開発途上国に供給する代替案を協議したとも明かした[46][48]。「アフリカ6か国[注 1]に対するそれぞれ最大5万トンの穀物供給の合意が間もなく締結され、ロシアが食料を無償で提供し、輸送も無償で行う。輸送は数週間以内に始まるだろう」と話した[47][48][49]。エルドアン大統領は、国際連合と共に合意の復活を目指す姿勢を強調し「進展は可能だ。短期間で見解の相違を埋め、（ロシアを復帰させる）解決策に達することができると信じている」と訴えた[45][46][47][48]。ウクライナのクレーバ外相は、会談を受け、ウクライナが立場を変えることはないが、首脳会談に関するトルコの報告に留意すると述べた[48]。
- 米シンクタンク「戦争研究所」は、ウクライナ軍はザポリージャ州西部での作戦で戦術的に重要な進展を得て、2か所で前進したと分析した[50]。
- キューバ外務省は、ロシアによるウクライナ侵攻に参加させるためにキューバ人を勧誘している人身売買ネットワークを特定したと発表し、「キューバはウクライナでの戦争に参加していない」と強調し「いかなる形であっても、他国に対して武器を使わせたり、傭兵（ようへい）にさせたりする目的でキューバ人の人身売買に関わった者」に対する取り締まりを続けると述べた[51][52]。キューバ政府は、声明で「この人身売買ネットワークは、ロシアや自国在住のキューバ人をロシアのウクライナ軍事作戦に参加させるため活動していた。キューバ内務省は、ネットワークの無力化と解散に尽力している」と述べた[51][52][53]。また、人身売買に関与した容疑者らに対する起訴手続きも開始したと発表した[51]。反米のキューバは、ロシアによるウクライナ侵攻を擁護してきた[52]。
- 日本の松野博一官房長官は、ウクライナのレズニコフ国防相が汚職疑惑に関連して更迭されたことを巡り、ウクライナの復興に際し、汚職対策は復興資源の公平・公正な分配、日本を含む民間の積極的な投資など「経済活動の活発化のためにも極めて重要」とし、取り組みを支援していく考えを示し、汚職対策は「法の支配に基づく社会を実現する前提となるもので、あらゆる経済活動の基盤になる」と語った[54]。

### 9月5日
- ウクライナ軍は、南部ザポリージャ州のアゾフ海付近の重要都市メリトーポリ方面に向かう攻撃作戦を継続していると発表した[50]。
- ウクライナ南部ザポリージャ州ロシア側「幹部」ロゴフは、イギリスがウクライナに供与した主力戦車チャレンジャー2をザポリージャ州ロボティネ近郊で破壊したと主張した[55]。事実とすれば1994年の初配備以降、チャレンジャー2が戦闘で破壊されるのは初めての可能性が高いとした[55]。なお、この戦車に乗っていた4人は無事だという[55]。
- ロシア国防省は、未明に首都モスクワで少なくともウクライナのドローン3機を撃墜したと発表した[56]。モスクワ州に隣接するカルーガ州とトベリ州の上空で2機、首都に近いイストラ地区の上空で1機を撃墜した[56]。モスクワ市のソビャーニン市長は、ウクライナが「モスクワに対する攻撃を企てた」と主張[57]し、イストラ地区で施設に被害が出たとした[56]。国防省は、他の場所で物的・人的被害はないとしている[56]。
- ウクライナに接するロシア西部ベルゴロド州のグラトコフ知事は、「グライボロン地区のコジンカ村が繰り返し砲撃を受け、同村に住む民間人1人が死亡した」と述べた[58]。犠牲者は、救急車の到着前に現場で死亡が確認され、別の女性1人も砲弾の破片で太ももを負傷して入院した[58]。
- ウクライナ南東部ザポリージャ州のロシアに任命されたバリツキー「知事代行」は、ロシア軍はウクライナ軍にロボティネ村を明け渡した後、村から戦術的に撤退したとの認識を示し、ロボティネは「大規模な長期の戦闘の結果、もうほとんど存在していない」と指摘し「この集落が残っているのは地図上だけだ」と述べた[59]。更地となった村を守るのは得策ではないため、ロシア軍は高さで優位に立てる丘に退却したという[59]。ロボティネ村がウクライナの南部反攻に持つ戦略的重要性については多くの指摘がある[59]。
- ロシアのセルゲイ・ショイグ国防相は、「ウクライナ軍はどの戦線でも目標を達成していない。最も緊迫しているのはザポリージャの戦線だ」と述べ、ウクライナの反転攻勢は完全に失敗しているものの、ロシア軍が占領する南部ザポリージャ州の一部で情勢が緊迫していると指摘した[60]。
- 米シンクタンク「戦争研究所」は、ウクライナ軍は南部ザポリージャ州で前進し、軽歩兵がロシア軍の塹壕や竜の歯と呼ばれる対戦車障害物を越えたと分析したが、ロシア軍の防衛線を突破したと言えるかどうかは判断できないとした[57]。
- ウクライナの参謀本部は、「ウクライナ軍が南部ザポリージャ州で8月末に奪還したロボティネから要衝トクマクの途上にある集落ノボプロコピフカに向けて前進している」ことを明らかにした[61]。また、「東部ドネツク州での反転攻勢も継続し、バフムト南方で戦果をあげた」ことも明らかにしている[61]。CNNは、「ザポリージャ州で数十の建物やインフラへの攻撃があって住民1人が死亡し、ドネツク州でも2人が負傷した」と報じた[61]。
- 非政府組織（NGO）の「クラスター弾連合」は、ウクライナでクラスター爆弾によって2022年に604人が負傷し、312人が死亡したとの報告書をまとめた[62][63]。2022年のクラスター爆弾の被害者のうちウクライナが8割弱を占め、死傷者の数は2021年比で8倍になり、2010年にクラスター弾に関する条約を発効し年次報告書の作成を開始して以来、最悪の水準となった[62][63]。死傷者の95%は民間人で、4分の3が子供だといい、不発弾で遊んでいて被害に遭うケースが多いという[62][63]。報告書によると、ウクライナではロシアが繰り返しクラスター爆弾を使用し、ウクライナもクラスター爆弾を使用しているが頻度は相対的に少ないという[63]。
- ロシア外務省のマリア・ザハロワ報道官は、ウクライナがオーストラリア製の無人機を使用して、ロシア領内の標的を攻撃していることを明らかにした[64]。その上で、「オーストラリアのドローンが実際にロシアの標的を攻撃するために使われている」と指摘している[64]。オーストラリア紙シドニー・モーニング・ヘラルドは「ウクライナがオーストラリアのドローンを使ってロシアのクルスク市の飛行場を攻撃した」と伝えている[64]。
- サリバン米大統領補佐官（国家安全保障担当）は、北朝鮮はこれまでロシアには武器を供給しないと公約してきたとし、その約束を守らずに武器を提供すれば「国際社会で代償を払うことになるだろう」と追加制裁を示唆し、同盟諸国と連携して圧力を強化すると警告した。[65][66][67]。アメリカ政府によると、ロシアが西側の制裁によって防衛産業基盤の制約を受けているとし、武器や弾薬のあらゆる調達先を模索していると指摘[65]し、北朝鮮に弾薬を含む武器の供与を働き掛けている[66]。サリバン大統領補佐官は「ロ朝間で活発に話し合いが進められている」と指摘し「金正恩は首脳間の対面での会談も含め、今後も話し合いが続くことを期待しているとの情報もある」と明らかにした[66][67]。
- アメリカ合衆国上院は、民主党と共和党のトップが共にウクライナへの支援継続を表明した[68]。民主党のチャック・シューマー院内総務は「ロシア軍に対する反転攻勢が本格化している今こそ、われわれはウクライナの友人たちと闘い続ける必要がある」と強調した[68]。共和党のミッチ・マコーネル院内総務も「上院の最優先課題はアメリカ国民の安全を守ることだ。今月には国家安全保障の緊急課題と災害救援の補正予算でそれを実現する機会がある」と語った[68]。サリバン米大統領補佐官（国家安全保障担当）は、年末までの予算を確保する措置で上下両院と緊密に協力していると説明した[68]。
- ウクライナ西部リヴィウ州の州都リヴィウ市のアンドリー・サドビー市長は、東京都内で記者会見を行い、ロシアによるウクライナ侵攻の長期化で、東・南部の前線などから負傷者の搬送が増えており、医療現場が切迫しているため[69]、「外科病棟の拡張計画が進んでおり、日本からの支援に期待する」と述べた[70]。

### 9月6日
- ゼレンスキー大統領は、前線に近い東部ドネツク州の工業都市コンスタンチノフカでロシアの攻撃があり、市場や薬局などが被害に遭い17人が死亡したと明らかにした[71][72][73][74]。「何の罪もない人々が死傷した。ロシアと何らかの取引を試みようとする人々がなお世界にいるとすれば、それはこの現実や邪悪さから目をそらすことだ。このロシアの悪は一刻も早く打ち負かさなければならない」と述べた[71][72][73]。その後のキーウでの記者会見で「平和な都市」に対する意図的な攻撃だったと考えているとし、「これはロシア連邦による新たなテロ攻撃だ。彼らは意図的に市場を襲撃した」と語った[73]。イゴール・クリメンコ内相は、少なくとも28人が負傷したと述べた[74]。ウクライナ軍には、攻撃がロシア軍の防空システム「S300」から発射されたミサイルによるものだとするの見方もある[72]。
- ゼレンスキー大統領は、ルーマニアの首都ブカレストで開かれた地域協力会合でオンライン演説し、東欧5か国[注 2]によるウクライナ産穀物の輸入規制を念頭に「これ以上の制限に強く反対する」と述べ、規制解除を求めた[75]。ウクライナは欧州が共有する価値観を守るために戦っているとして「いかなる制限も今は問題だ」と強調し、団結してロシアに対抗すべきだと訴えた[75]。5か国は9月15日までを期限に安価なウクライナ産穀物の流入を警戒し、輸入を規制しているが、期限延長することを欧州連合（EU）に提案している[75]。
- ウクライナ空軍は、ロシア軍が一晩で短距離弾道ミサイル「イスカンデル」[71]計8発と無人機25機を発射したと発表した[76]。ミサイル8発全てと無人機15機を迎撃したとしている[76]。南部オデーサ州のオレフ・キペル知事は、未明にドナウ川河口に近い港湾都市イズマイルが約3時間にわたりロシア軍のドローン攻撃があり、港湾や農業関連のインフラが被害を受け、1人が死亡したと発表した[71][76]。
- ウクライナの首都キーウは、前夜から朝の時間帯にかけ、ロシア軍のミサイル攻撃を受けたものの、キーウ市の軍当局は、攻撃を受けたミサイルを全て撃墜したとを明らかにした[76]。
- ウクライナ陸軍のオレクサンドル・シルスキー司令官は、東部の戦況について「依然として厳しい」と述べ、ロシア軍がドネツク、ルハーンシク両州の州境まで到達する計画を維持しているとの認識を示した[76]。
- ウクライナ最高議会は、ウクライナ国有財産基金トップのウメロウを国防相に就任させるゼレンスキー大統領の提案を賛成多数で承認した[77]。承認後、ウメロウ国防相は、全ての領土と全ての人々を解放するため、ウクライナの勝利のために、可能なことも不可能なことも全てを行うとし「不幸にも一時的に捕虜となっている人々を全員帰国させる。子供、戦争捕虜、政治犯、民間人、全員を」と述べた[78]。
- ロシアのグルシコ外務次官は、カタールの資金援助を受けて100万トンのロシア産穀物をトルコで加工し、アフリカなどの貧困国に送るロシアの新提案について、関係国が「基本的合意に達した」と表明し、間もなく技術面の協議が始まると述べた[79][80]。新提案はロシアが7月に離脱した黒海穀物イニシアティブに代わるもので、ラブロフ外相が8月25日にトルコのフィダン外相に説明し、4日に行われたプーチン大統領とトルコのエルドアン大統領の会談でも基本的に一致した[79][80]。
- ルーマニアのティルバル国防相は、ドナウ川沿いのウクライナ国境近くの領土内で、詳細については調査中としながら、ロシア軍が発射したドローンの可能性があり「ドローンの破片とみられる物が見つかったことを確認した」と述べた[81][82]。破片とみられる物の発見地点周辺に差し迫った危険はなく、近隣住民に避難は要請していないと語った[81]。ルーマニア国防省は、ドナウ川を挟んでイズマイルの対岸に位置するプラウル村の付近で「調査班が5日夜、無人機の破片らしきものを発見した」と発表した[82]。クラウス・ヨハニス大統領は、「破片がロシアの無人機のものであることが確認された場合、到底許されることではなく、NATO加盟国であるルーマニアの主権および領土の保全に対する重大な侵害となる」と強調した[82]。
- アントニー・ブリンケン米国務長官は、1年ぶり侵攻開始後3回目[注 3]となるウクライナの首都キーウを訪問した[85][86][87][88][89]。ブリンケン国務長官は、今回の訪問について「アメリカの支援をあらためて強調するためにバイデン大統領は私を派遣した。今回の訪問には、アメリカ及びその他の国による取り組みの最大化を確認する目的がある。これらの取り組みは、ウクライナが反攻をかける上での当面の課題や、今後いかなる侵略も抑止して自国を守ることができる戦力の構築に向けた長期的な支援を念頭に置く」と述べ[90]「ウクライナの反転攻勢や今後の支援、復興について話し合う」とした[85]。クレーバ外相と会談を行い、ウクライナ軍がロシア軍に対して進める反転攻勢について「進展は順調だ」と評価した[87]。また「ウクライナが必要とするものを確保したい。反攻の成功のみならず長期的に必要とするものを整え、強固な抑止力を有することを希望する」とも述べ、ウクライナの経済、民主主義の復興を有志国とともに支援する方針を示した[85]。ブリンケン国務長官がキーウ市内の戦死者墓地で弔意を示し献花した[88]ことに対し、クレーバ外相は「自由のために命をささげた全ての戦士に対する敬意の表れだ」と歓迎した[85]。射程約300キロの地対地ミサイル「ATACMS」の供与に関して協議したことも明らかにし、前向きな決定を望むと表明し、ウクライナへの武器供与は、ロシアの侵略から世界を守ることになると訴えた[88]。デンマークのフレデリクセン首相も同じくウクライナを訪問しており、キーウに向かう電車でブリンケン国務長官はデンマークのF16戦闘機の供与に謝意を示した[88]。ゼレンスキー大統領との会談では、ウクライナ軍の「反転攻勢に重要な進展がみられる」と指摘し、反攻を支える兵器供与とともに、総額10億ドル(約1470億円)以上の追加支援を発表し、ウクライナの反攻という喫緊の課題のみならず、将来的な侵略の抑止などウクライナ軍の防衛力強化に向けた長期的支援を継続することを強調した[91][92][93]。また、既に供与を表明している主力戦車「M1A1エイブラムス」が今秋にウクライナに到着すると述べた[92]。ゼレンスキー氏は「アメリカ高官の訪問は常に、重要な支援の証しとなる。アメリカは戦場における支援のリーダーだ」と述べ、改めて謝意を示した[91][92]。支援の中身は最大1億7500万ドルの兵器供与のほか、1億ドルの「対外軍事融資（FMF）」や約2億ドルの人道的援助などとなる[91][92]。
- アメリカ国防総省は、ウクライナに対する最大1億7500万ドル相当の新たな安全保障支援策を発表した[93][94]。主力戦車「M1A1エイブラムス」に搭載する劣化ウラン弾が含まれる[94]。この支援は、ブリンケン米国務長官が、前述のウクライナ訪問中に発表した総額10億ドル超のウクライナ追加支援策の一角となり、6億6500万ドル超の新たな軍事・民生安全保障支援やウクライナの防空向け支援などが含まれる[94]。劣化ウラン弾の供与は、イギリスに続く2か国目となる[94]。ホワイトハウスのジャンピエール報道官は、このほか高機動ロケット砲システム「HIMARS」や携帯型対戦車ミサイル「ジャベリン」も含まれるとした[88]。
- 在アメリカ合衆国ロシア連邦大使館は、アメリカのウクライナに対する劣化ウラン弾供与を巡り「明らかに非人道的だ」と批判した[95]。劣化ウラン弾は高い貫通力を持つが、放射性物質を拡散させる可能性が指摘される[95]。
- ウクライナ西部リヴィウ州リヴィウ市のサドビー市長らは兵庫県神戸市にある神戸市役所を訪問し、久元喜造市長と面会した[96]。ウクライナの現状などについて意見交換した[96]。リヴィウ・神戸両市はロシアによるウクライナ侵攻前から交流があり、5月には市長同士がオンラインで初めて対談していた[96]。神戸で開かれる国際フロンティア産業メッセにウクライナ・パビリオンの開設が決まり、リヴィウなどの企業が出展するのに合わせて訪問団が神戸を訪問した[96]。サドビー市長は、リヴィウはロシアの占領地から約15万人が避難し、リヴィウの市立病院では約1万3千人の負傷者を受け入れているとし、義肢を必要とする人々は約4万人に上ると述べた[96]。リヴィウの市立病院では、世界的建築家である坂茂がリハビリ施設を拡張するプロジェクトを進めていて「完成すれば病院からあふれている患者の受け皿になる」と期待を寄せた[96]。7日には神戸の医療産業都市を視察し、坂らと共にプロジェクトの詳細を紹介する[96]。久元市長は「義肢の装具の提供が求められている状況を再認識した。神戸市も必要な支援が得られるよう国に働きかけたい」と話した[96]。サドビー市長は、神戸市内で講演も行い、ロシアによるウクライナ侵攻後、世界中からの支援によってリヴィウで医療施設が次々と整備されていると謝意を表明した[97]。義肢の不足など課題を指摘し「問題を共に乗り越えて前に進みたい」と語り、寄付など一層の支援を要請した[97]。

### 9月7日
- ウクライナ当局は、南部オデーサ州のドナウ川沿いにあるイズマイル港がロシア軍の無人機による攻撃によって、穀物の貯蔵施設などが被害を受けたことを明かした[98]。3時間の攻撃で、2人のトラック運転手が負傷し、爆風の影響で数軒の家屋も損傷した[98]。ウクライナ軍は、ロシア軍の33機の無人機の内、25機を撃墜したと発表した[98]。今回の無人機攻撃は、その大部分をオデーサを標的にしていたものの、その一部は、北部スームィを標的としており、当局は、1機の無人機による攻撃で民間の住宅や商店が被害を受けたが、死傷者は出ていないという[98]。
- ウクライナ南部ヘルソン州のプロクディン知事は、ヘルソン州の集落オドラドカミャンカが、朝の時間帯にロシア軍の攻撃を受け、1人の男性が死亡したと発表した[98]。
- ウクライナ軍参謀本部は、東部ドネツク州バフムト周辺やザポリージャ州ベルボベ周辺で前進したと発表した[99]。ブリンケン米国務長官も、ウクライナの反転攻勢について「この数週間で具体的な進展があった」と述べた[99]。
- ゼレンスキー大統領は、イスラエルのベンヤミン・ネタニヤフ首相と会談し、ロシアの侵攻を受けるウクライナをイスラエルがどのように支援できるかについて話し合い、ウクライナの主権と領土の一体性に対するイスラエルの支援の重要性を指摘したという[100]。イスラエルはウクライナに人道・外交的支援を提供しているが、兵器は供与していない。イスラエル首相府は、ゼレンスキー大統領との会談ではイスラエルのウクライナ人難民の受け入れを含む支援の継続や、民間防空システムの開発支援の進展について協議したと発表した[100]。
- ゼレンスキー大統領は、「東部と南部の軍部隊の戦闘状況を挙げてロシア占領地奪還作戦で一定の成果を上げた」と述べているが、その作戦の詳細については踏み込まないで、兵士の奮闘を称えるにとどまった[101]。
- ウクライナのマリャル国防次官は、「先週奪還した南部ザポリージャ州ロボティネから軍が南下している」と説明し、クリミア半島とウクライナの東部のロシア占領地域の間に、ロシアが設置している陸橋を切断しようとしているといい、いわゆる南部戦線について、「事態は急速に進展している」とした[101]。
- ウクライナ国境警備隊の報道担当者は、「（7日の）現段階でロシアは交代制で派遣していた部隊を含めほぼ全ての兵員をベラルーシから撤収させた」と述べ、「ベラルーシからウクライナへ地上戦を仕掛けられるほどの十分な兵力の準備はもはやない」という見方を明らかにした[102]。新たな部隊の到着もないとも述べてた[102]。「ロシア軍は（ベラルーシ東部と国境を接している）北部チェルニーヒウ州、北東部スームィ州やハルキウ州へ頻繁に砲撃を浴びせている」と指摘し、ウクライナとロシアとの北部の国境線沿いにも位置しているという[102]。これらの州では「敵側はウクライナ領への侵入を試みる破壊工作や偵察の要員集団を動かそうとしている」とした上で「これら謀略の大半はスーミ州で起きている」とも話している[102]。また、一部の中立的な立場を取っている軍事アナリストらは「ベラルーシにいた部隊はウクライナの北東部の前線へ送られた」と説明し、その転戦の地として北東部ハルキウ州クプヤンシク市と東部ルハンスク州クレミンナ市の間と示した[102]。* ウクライナと国境を接しているロシア南部ロストフ州のロストフ・ナ・ドヌにあるロシア軍司令部近くで、ドローン攻撃による爆発があった[103]。ゴルベフ州知事は、防空隊がロストフナドヌー上空でドローン2機を迎撃し、1人が負傷、車数台が損傷したと明らかにした。残骸が墜落した現場周辺では非常事態モードが発令され、100人近い住人に一時的な滞在先が案内されたという[103]。
- 米シンクタンク「戦争研究所」は、ウクライナ軍が既に奪還したロボティネ村の東方にあるベルボベ村を北西に進み[104]、戦術的な成功を得るとともに、ロシア軍の戦力をそいでいるとの分析を発表した[99]。ただ「ロシア軍の防衛陣地は依然としてウクライナ軍にとって重大な問題だ」と指摘した[99]。
- モスクワ市のソビャーニン市長は、モスクワ近くで防空システムが作動して、無人機が迎撃されたことを明らかにした[103]。被害や死傷者はなかったとした[103]。
- ロシアのリャブコフ外務次官は、アメリカのウクライナに対する劣化ウラン弾供与を「犯罪行為」だと非難した。劣化ウラン弾の供与は6日発表された[105]。核不拡散に関するセミナーの後で劣化ウラン弾の供与に触れ「この種の兵器の戦場での使用がもたらす環境への影響をあからさまに無視するアメリカ政府の姿勢の表れ」だと主張した[105]。さらに「誰がそれを吸い込むのか、どこに積もるのかを気にかけていないことは明白だ。現在戦闘中の者にどのような影響があるか、今後この地で生活していく世代に何が起きるのかも考慮されていない」と指摘した[105]。ロシア大統領府のドミトリー・ペスコフ報道官も、「非常に悪い知らせだ」と反発し「これらの砲弾を使用したことが、がん患者の急増を引き起こしてきた。これらが使用されるウクライナ領も、間違いなく同様の状況に陥る。責任を負うことになるのは米国だ」と述べた[106]。
- イェンス・ストルテンベルグNATO事務総長は、ブリュッセルで開かれた欧州議会の外交委員会に出席し、ウクライナ軍によるロシアへの反転攻勢について、「期待したほどではないかもしれないが、1日に数百メートルほど、徐々に足掛かりを得ている」と指摘し「激しく困難な戦いだが、前進している」と述べた[107][108]。ウクライナ支援はわれわれの責任だとも訴え、西側諸国による支援の重要性を改めて強調した[107]。ルーマニアでドローンの破片とみられる物体が見つかったことにも言及し、NATOとしても警戒を強める一方で「ロシアによる意図的な攻撃を示す情報はなく、現在行われている調査の結果を待っている」と説明した[107]上で、ロシアの空爆がNATO加盟国のすぐ近くで行われる危険性を強調し「これは事件や事故が起きるリスクを示している」と述べた[109]。
- アメリカとイギリスは、ロシアに拠点を置きロシアの情報機関とつながりがあるとされるサイバー犯罪組織「トリックボット」で指揮や調達を担う主要人物や開発やプログラム作成の担当者の11人に制裁を科したと発表した[110]。米財務省は、ロシアによるウクライナ侵攻を真っ先に支持した組織のひとつであり、ロシア情報機関からの任務を請け負い続けているとした[110]。
- 米財務省は、ロシア政府関係者や新興財閥オリガルヒらへの制裁を強化するため、G7・EU及びオーストラリアが事務レベルによる作業部会を開いたと発表した[111]。情報共有の強化などを通じ、凍結対象の資産把握を進め、ロシアがウクライナに賠償するまで凍結を続けることで一致した[111]。作業部会は、対象資産は約2800億ドル（約41兆円）に上ると推計し、その多くはEU内にあるという[111]。各国は、銀行口座や豪華船、不動産などの資産を差し押さえてきたが、制裁対象者が資産を親族に譲渡するなどの制裁逃れへの対応が課題となっている[111]。
- 米国防総省は、ウクライナに対し、防空システム維持に必要な装置や高機動ロケット砲システム「HIMARS」用弾薬、地雷除去装置などを含む最大6億ドル（約883億円）の追加軍事支援を発表した[112]。
- 米国防総省傘下の国防情報局（DIA）幹部は、ウクライナ南部ザポリージャ州でロシア軍の第1防衛線を突破したウクライナ軍が「第2防衛線を破るのは大いにありうる」と期待を示した[113]。反転攻勢によるウクライナ軍の前進を評価し、2023年末までに残りのロシア軍の防衛線を破る「現実的な可能性」があるとの見方を示した。不足気味の砲弾や兵器と、今後悪化するとみられる天候が懸念材料だと指摘した[113]。
- アメリカのカマラ・ハリス副大統領は、北朝鮮がロシアに軍事支援を提供することは「大きな間違い」とし、「ロシアにとっても北朝鮮にとっても、孤立を深めることになると確信している」とも述べた[114]。さらに、ロシアのウクライナ侵攻が短期間で終了するいった見方が台頭していたことを指摘し、「ロシアが必死になっているのは明らかだ。既に戦略的な失敗を味わっている」とも述べている[114]。
- アントニオ・グテーレス事務総長は、ロシアに黒海穀物イニシアティブに復帰してもらうため、ロシア産の穀物・肥料の輸出状況改善に向けて「積極的な働きかけをしている」と明らかにし「相互保証の仕組みを創設する必要があるとわれわれは考えている」と語り、「われわれが直面している困難は、ロシアがウクライナ側の港湾施設や穀物貯蔵庫を爆撃し、双方の誠意を獲得することがどんどん難しくなっているという点にある」と課題を指摘した[115]。
- 細田博之衆議院議長は、衆議院議長公邸でウクライナ最高議会のステファンチュク議長と会談した[116]。8日に日本が議長国として開くG7下院議長会議に向け、連携を確認した[116]。細田議長は「厳しい戦況だと承知している。支援を惜しまない」と申し出た[116]。ステファンチュク議長は8日の会議を念頭に「ロシアの戦争犯罪を批判してほしい」と強調した[116]。
- ウクライナ最高議会のステファンチュク議長は、東京都内の日本記者クラブで記者会見を行い、日本政府の財政的な支援やウクライナからの避難者の受け入れに対し謝意を示したうえで、ロシアによる侵攻の終結に向け、国際社会の支持を改めて求め「今年の議長国である日本をはじめとするG7諸国が、我が国の領土の一体性と主権を支持してくださることに心から感謝します」と述べた[117]。また、長距離射程の兵器や戦闘機兵器の供与やパイロットの訓練などが勝利を加速させるとし、欧米諸国の継続的な軍事的支援が今後の反転攻勢において不可欠だと改めて訴え[118]、日本にも防空システムや砲弾の供与をお願いするつもりだと話しました[117]。直近の世論調査で国民の8割超が領土奪還まで戦い続ける意志を示したといい、戦争長期化への覚悟があることも付け加えた[118]。第二次世界大戦後に作られた国連の安全保障メカニズムが「機能していない」と主張し、戦争を起こさない体制や侵略国を処罰する仕組みを作るなど改革の必要性を訴えた[118]。北朝鮮の金正恩総書記とロシアのプーチン大統領が近く会談を行う可能性について「いま繰り広げられているのは独裁国家と民主主義国家の戦いで、勝った方が次の100年の流れを決めることになる」として、この戦いに勝利する必要性を強調した[117][118]。戒厳令下における議会や大統領選選挙の実施について「課題を解決して初めて、実施されるかどうかという質問に答えられる」と述べ、現状では困難という見方を示した[119]。ロシアによる侵攻下での選挙実現の条件として、戦場にいる兵士や国外に避難している国民の選挙権の問題、予算の捻出、公平性確保などの課題を列挙し、「国内で猛烈に討論されている」と語った[119]。汚職対策については「汚職が深刻な国という恥ずかしいラベルを外すため社会全体で取り組んでいる。国際社会の信頼を裏切らないため、解決しなければならない」と述べた[118]。ワグネルの反乱などでロシアで混乱が生じ、ロシア軍が訓練をろくに受けていない兵士を盾にウクライナ軍を食い止める作戦を取り、全体の士気が低下しているとも指摘した[118]。

### 9月8日
- 朝、ウクライナ南部クリブイリフの政府関連庁舎に、ロシア軍の攻撃があり、1人が死亡、54人が負傷した。南部ヘルソン州でも、ロシア軍の攻撃で3人が死亡した[99]。北東部スームィ州や南部ザポリージャ州でもミサイルなどによる攻撃があり、数人が負傷した[99]。
- ゼレンスキー大統領は、ウクライナの首都キーウでの会合で、ロシアのプーチン大統領が民間軍事会社ワグネルの創設者エフゲニー・プリゴジンを殺害したとし「プーチンは人として、政治家として心を失った」と批判し「少なくとも、われわれは全ての情報を持っている」と語った[120]。また、「ロシア軍を撃退するための武器の確保が困難かつ、ペースが遅くなっている」と指摘し「戦争は減速している」との認識を示し「ウクライナ軍がより強力な武器を入手できれば、南部と東部における戦闘でより迅速に前進することが可能」と述べた[121]。
- ゼレンスキー大統領は、ビデオ演説で、同盟国がロシアに対しての制裁の手を緩めていることを理由に、ロシアに対する制裁を強めるように要求した上で、「制裁を逃れようとするロシアの動きは非常に活発」だと指摘して「世界の制裁攻勢は再開されなければならない」とした[121]。また「とりわけロシアのエネルギー部門やマイクロエレクトロニクスへのアクセス、金融部門に圧力をかけることに焦点を当てるべき」とも述べている[121]。
- ロシア外務省は、アルメニアの駐ロシア大使を呼び、アルメニア側で非友好的な動きが続いているとして抗議の意思を伝えたと発表した[122]。アルメニア政府が議会に対し、ウクライナ侵攻に絡んでロシアのプーチン大統領に逮捕状を出した国際刑事裁判所（ICC）加盟条約の批准を提案したことなどを挙げ、旧ソ連諸国でつくる集団安全保障条約機構（CSTO）加盟国にふさわしいか「疑問を抱かせる」と不快感を表明した[122]。
- 国際連合安全保障理事会は、ロシアが一方的に「併合」したウクライナ東部・南部4州で統一地方選を強行していることを受け、アメリカなどの要請で公開会合を開いた[123][124]。出席した国連高官が「占領地での選挙に法的根拠はない」と述べるなど、非難が相次いだ[123]。ウッド米国連代理大使は「ロシアは偽の選挙を通じて、占領地での支配を誇示することを望んでいる」と述べ、併合の既成事実化を図る試みだと糾弾した[123]。ウッドワード英国連大使も「選挙結果はあらかじめ決められているとの情報がある」と指摘し、「他人の国で選挙を実施することはできない」と批判した[123]。ドリビエール仏国連大使は、「茶番だ」と批判した[124]。日本の石兼公博国連大使も「全く受け入れられない」と語った[124]。これに対し、ネベンジャ露国連大使は、4州の住民は「脅威にさらされ続けている」と主張し「2022年の住民投票の結果は市民の自決権の表れだ」と述べ[124]「住民をウクライナの政権から解放し保護するためには、ロシアに所属するという法的地位を明確にすることが唯一の方法だ」と正当化した[123]。
- 国際原子力機関（IAEA）の専門家は過去1週間、欧州最大のウクライナ南部ザポリージャ原子力発電所周辺で攻撃が増加しており「核の安全への潜在的な脅威」が増したと改めて警告した[125]。ラファエル・グロッシーIAEA事務局長は声明で、専門家は「過去1週間にわたり、多数の爆発音を聞いた」と指摘した[125]。
- 岸田文雄首相は、訪問先のインドでトルコのエルドアン大統領と会談した[126]。岸田首相は、ロシアのウクライナ侵攻に関し「力による一方的な現状変更の試みは世界のどこであれ認められない」と強調し、エルドアン大統領に「法の支配に基づく自由で開かれた国際秩序の維持・強化の必要性を、国際社会が一致して訴えることが重要だ」と伝えた[126]。
- 林芳正外相は、ポーランドの首都ワルシャワを訪問し、ズビグニェフ・ラウ外相と会談した[127]。ロシアの侵略が続くウクライナへの支援をめぐり両国の官民連携が重要との認識で一致した[127]。ウクライナと国境を接するポーランドは、現在も約100万人の避難民を受け入れているほか、米軍の支援物資の約9割が通過するなど、軍事・人道支援の拠点として大きな役割を担っている[127]。
- G7下院議長会議が、国会議事堂で開かれ、ロシアによるウクライナ侵攻などについて討議した[128]。海江田万里副議長[注 4]は、「ロシアが部隊を撤収させるまで支援を続けなければならない」と呼び掛けた[128][130]。共同声明で、ロシアによる核威嚇を批判し「議会でもロシアの核使用のリスクを最小化させる努力を行う」と明記した[131]。また、ロシアが黒海穀物イニシアティブから離脱したことを非難し「世界の食料安全保障を脅かし、最も弱い立場の人々を飢餓の深刻な危険にさらす」とした[131]。ロシアによる偽情報の流布が民主主義に脅威を与えているとし「偽情報やフェイクニュースと積極的に闘う」と盛り込んだ[131]。ウクライナ最高議会のステファンチュク議長も参加した[128]。
- 今上天皇は、皇居・宮殿「連翠」で、G7各国の下院議長らと面会した[132][133]。ウクライナ最高議会議長のルスラン・ステファンチュクは「2千人以上の避難民を受け入れていただいている。日本政府のみならず、国民の皆さんに感謝したい」と話し、天皇は「ウクライナ国民は大変困難な状況に置かれていると思います。一日も早く平和が回復されることを祈っています」と応じた[132][133]。ロシアによるウクライナへの侵攻後、天皇がウクライナ要人と会うのは初めてとなる[132][133]。

### 9月9日
- 午前、ウクライナで避難民を支援する国際NGO団体「ロード・トゥ・リリーフ」のメンバー4人を乗せた車両が、ウクライナ東部スラビャンスクからバフムート方面へ向かう途中、ロシアの飛翔体に直撃され、車両が反転・炎上し、責任者のスペイン人女性活動家エマ・イグアルが死亡した[134]。スペインのホセ・マヌエル・アルバレス外務・欧州連合・協力大臣は「口頭で死亡の連絡を受け、ウクライナ当局に確認を求めている」と述べた[134]。カナダ人のアンソニー・イナットも死亡し、ドイツ人の医療ボランティアとスウェーデン人ボランティアが、破片による傷ややけどを負った[134]。翌10日、ゼレンスキー大統領は、犠牲者に追悼の意を示し「人命を尊重し、テロを阻止して悪に打ち勝つことが人類共通の道徳的義務と考える世界の人々にとって、ウクライナに対する戦争がいかに身近なものであるかを、このロシアによる攻撃は示している」と述べた[135]。
- ルーマニア国防省は、ウクライナとの国境付近でロシアの無人機のものとみられる残骸を新たに発見したと発表した[136]。海軍部隊が地元当局からの情報提供を受けて東部トゥルチャ県プラウル一帯を捜索したところ「ロシア軍が使用しているものに類似した無人機の一部残骸が見つかった」とした[136]。これを受け、ヨハニス大統領はストルテンベルグNATO事務総長に報告するとともに、「領空侵犯」だと非難した[136]。ストルテンベルク事務総長は、NATOへの攻撃意図は見受けられないとしながらも、無人機攻撃は「不安定化」をもたらすと警告した[136]。
- 英国防省は、ウクライナ軍が、ウクライナ南部ザポリージャ州ロボティネ東方で「何層にも重なったロシアの主要防衛線に進入した」とし「徐々に前進しながらロシア軍を消耗させている」と分析した[137][138]。ロシア軍は他の地域からロボティネ周辺に兵力を向かわせ、部隊を再配置しているという[137]。ウクライナ軍がウクライナ東部ドネツク州バフムト南方でも部隊を維持しているとし、南部でのロシア軍の再配置は別の地域での攻撃能力を制限する可能性があると分析した[137]。
- G20首脳会議は、インドの首都ニューデリーで開幕し、首脳宣言を採択した[139][140]。宣言では、ウクライナを侵略するロシアを名指しで非難するのは避け、「全ての国は領土獲得のため武力を行使してはならない」と明記し、「核使用の脅しは許容できない」と訴え、食料・エネルギーの関連施設への攻撃をやめるよう求めた[139][140]。また、ロシアが一方的に停止しているウクライナ産穀物を黒海経由で輸出する合意について、途上国の需要を満たすため、「完全かつ即時的で効果的な実施を求める」と指摘した[140]。バイデン米大統領は「ロシアによる残虐な戦争は多くの国々に被害をもたらしている」と厳しく批判した[139]。岸田文雄首相は、「一日も早くロシアが部隊を撤退させ、公正かつ永続的な平和を実現することが重要だ」と強調した[139]。ロシアによる核の威嚇については「断じて受け入れられない」と非難した[141]。また、ウクライナ侵略が「G20の協力の基盤を揺るがしている」と述べ「ロシアの侵略により食料、エネルギーを含めた世界経済の混乱が深刻化している」と強調した[141]。ロシアが世界的な食料危機を招いていると指摘し、対露制裁が原因だとするロシアの情報宣伝工作に反論し、世界の食料安全保障を確保するため、ウクライナ産穀物を黒海経由で輸出する合意への早期復帰をロシアに促した[141]。
- ウクライナ外務省のニコレンコ報道官は、G20首脳会議で採択された首脳宣言について「ロシアのウクライナ侵略に関する限り、G20が誇れるものは何もない」と不満を表明した[142]。ウクライナ侵攻に関し「あらゆる国家は領土獲得のための武力行使を控えなければならない」などと訴える宣言を採択したG20に対し「強い表現を盛り込もうと努めたパートナー各国には感謝している」と述べつつ、宣言中の「あらゆる国家」を「ロシア」に赤字で変更するなどした修正案の画像を添付した[142]。
- 林芳正外相は、ロシアが一方的に併合を宣言したウクライナの東部と南部の4州で始まった議会選について、「ウクライナの主権と領土一体性を侵害する明らかな国際法違反だ。決して認められず強く非難する」との談話[143]を発表した[144]。談話で、ロシアによるウクライナ侵略を「国際秩序の根幹を揺るがす暴挙だ。日本は、力による一方的な現状変更の試みに決して看過しない」と非難した[144]。ロシアに対し即時に侵略を停止し、部隊をロシア国内に撤収するよう改めて求め、「一日も早くウクライナに公正かつ永続的な平和を実現する」として、G7など国際社会と連携し、厳しい対露制裁と強力なウクライナ支援を続ける考えを示した[144]。
- 林芳正外相は、楽天グループの三木谷浩史会長兼社長[注 5]やディー・エヌ・エー子会社で医療関連事業を手掛けるアルムの坂野哲平社長などの日本経済団体連合会会員企業を含む数社の日本企業関係者とともに、初めてウクライナを訪問した[149][150][151][152]。今年のG7議長国として、年内に予定する外相会合を前に、引き続きウクライナ支援に取り組む姿勢をアピールする狙いがある[153][154]。日本企業関係者が今回の訪問に同行したことには、日本政府は総額約76億ドルの支援を表明しているが、外務省幹部は「需要は膨大で、官の資金だけではまかなえない」と指摘し、民間投資拡大を期待するウクライナ側と官民連携に関するすり合わせを進め、ウクライナ側の具体的なニーズに合わせ、民間投資の拡大を促す狙いがある[154]。まず最初に、ロシア軍が民間人の大量虐殺を行ったキーウ近郊ブチャを視察し、ブチャの聖アンドリーイ教会を訪れ、集団埋葬地で献花した[155]。関係者から虐殺の状況を聞き、「残虐な行為ですね」と応じた[154]。続いて、首都キーウに移動しデニス・シュミハリ首相やゼレンスキー大統領と面会した[156][157]。林外相は、ブチャを視察したことに触れ、「ウクライナの美しい大地に平和が戻るまで、日本はウクライナと共に歩んでいく」と決意を語った[156]。今後のウクライナの復旧・復興支援への日本企業の関与を深めたいとの意向を伝達し、日本企業関係者は、復旧・復興に各社が果たしうる役割について説明した[156]。シュミハリ首相は、G7議長国の日本による支援に謝意を述べ、今後も日本のリーダーシップに期待する考えを伝えた[153]。ゼレンスキー大統領は、林芳正外相のウクライナ訪問を歓迎し、日本は「アジアでの主要なパートナー」だとして支援への謝意を表明した[158][159]。クレーバ外相と会談を行い、共同記者会見を開いた[160]。林外相は、ウクライナの復旧・復興を支援するため、2024年初頭に東京で「日ウクライナ経済復興推進会議」を開く方針を伝達し[153]、外務省内に「ウクライナ経済復興推進室」を新設すると表明した[160][161]。G7が7月に発表した「ウクライナ支援に関する共同宣言」[162]に基づき、日ウクライナの2国間文書の交渉を開始することで一致したことも明らかにした[160][161]。不発弾運搬用のクレーン付きトラック24台を供与することも明らかにし[153]、会談後に供与式を行った[161]。電力不足の中で厳しい冬を迎えるウクライナに対し、9月中にも大型変圧器施設2基を供与する予定だと伝えた[160][161]。日本の企業関係者らが同行したことについては「ウクライナの実情、要望について企業関係者に把握してもらった。復旧・復興に向けた出発点になる。さらなる協力を進めていく」と述べた[163]。クレーバ外相は、日本に対しロシアの侵攻を受けるウクライナへのこれまでの人道支援や、戦禍からの復興に向けた支援に前向きな姿勢を示していることに謝意を示し「ウクライナ国民は人道支援を受けたことを覚えており、決して忘れないであろうということを、林氏そして日本の皆さんに知っていただきたい」と語った[164]。また、日本は「戦後のウクライナ復興に参画する準備をしている」とし、「他国も追随してほしい」と述べた[164]。ウクライナはこれまでに日本から人道支援などで総額76億ドルを受け取ったとした[164]。

### 9月10日
- ウクライナ軍は、首都キーウとその周辺に一晩でイラン製ドローン「シャヘド」32機が飛来し、うち25機を防空部隊が撃墜したと発表した[138][165][注 6]。キーウ市軍政当局のトップ、セルヒー・ポプコは、「まとまった数の無人機が多方向から首都に飛来した」とし、「防空部隊は無人航空機20数機の撃墜に成功した」と述べた[165]。キーウ州のクラフチェンコ知事は、インフラ施設1か所と住宅8棟が被害を受けたと発表した[166]。キーウ市のビタリ・クリチコ市長は、市内の集合住宅に被害が出た他、公園で火災が発生し、残骸の多くは未開発地域に落下したが、車両やトロリーバスの送電線、道路などへの被害も確認されたと発表した[165]。
- ゼレンスキー大統領は、ウクライナの東部と南部の前線において「過去7日間、私たちは前進した」とし、ウクライナ軍の反転攻勢の成果を強調した上で、東部ドネツク州バフムト方面など、2つの方面において、「動きがある」とも述べた[167]。
- ウクライナのスビリデンコ経済相は、ルーマニアの首都ブカレストで開かれた「三海域イニシアチブ」の首脳会合に出席し、アドリア海に面するクロアチアの港湾を通じてウクライナ産穀物の輸出が既に始まったと明らかにし、「国産の穀物はクロアチアの港から既に輸出されている。この機会を与えられたことに感謝する。この交易路は最適となっている」などと述べた[168]。ロシア軍は黒海沿岸にある穀物関連施設へのミサイル攻撃を続け、結果的に輸出能力が大幅にそがれていると指摘した[168]。クロアチアの港湾利用について開発を準備しており、輸送能力を拡大する可能性にも言及し、ウクライナでの戦争が終結しても、両国間の貿易で重要な役割を果たし得るとの見通しも示した[168]。
- ウクライナのコスチン検事総長は、ロシア軍の捕虜の経験を持つウクライナ軍の兵士のおよそ9割が「拷問、レイプ、性的暴行の脅し」に加え、「他の非人道的な処遇の被害を受けていた」ことを明らかにした[169]。このうち、「南部ヘルソン州だけで11の拷問用の部屋を発見した」と指摘した[169]。また、「北東部ハルキウ州では約100件の拷問事件への捜査に踏み切った」としたうえで、「700人以上の被害者も特定した」とも述べた[169]。コスチン検事総長は、「様々な形態の拷問に関与した156人の容疑者を割り出した」とし、このうち114人を訴追したことを明らかにした[169]。また、その114人のうち35人が「戦争犯罪としての拷問と虐待の罪」によって、有罪判決を受けたことも明らかにしている[169]。
- ウクライナの軍事情報機関は、ロシアは占領している地域に「42万人を超える兵士を駐留させ、ウクライナ軍による領土奪還を阻止」しようとしていると明らかにした[170]。42万人には「ロシアが置いた占領当局の警備をサポートする特殊部隊は含まれていない」と説明した[170]。
- 米軍制服組トップのマーク・ミリー統合参謀本部議長は、戦闘の妨げとなる冬の到来までに残された期間は「あと約30-45日」とし、これを過ぎると気象条件は悪化し、泥と雨が戦場での機動性に影響を及ぼすようになるという見方を示した[171][172]。また、バイデン米政権の立場にたって、この作戦は6月初めに開始して以降「着実な進展」をしてきたと主張し、「ウクライナはまだ戦いを終えていない。終わり方を語るのは時期尚早だ」と強調した[171]。一方で、ウクライナ軍幹部は、秋以降も反転攻勢を継続すると強調し、ゼレンスキー大統領は「長期戦に備える必要がある」と述べた[173]。

### 9月11日
- ゼレンスキー大統領は、ウクライナ軍の反転攻勢が遅れが出ているとの声が出る中、「ロシアとの戦争は565日目を迎えたが、引き続き国家の防衛に集中しなければならない」と強調し「ロシアは勝利を望んでいない。敵が期待しているのはわれわれが耐えられなくなることだ。ウクライナを誰にも弱体化させない」と述べた[174]。
- ウクライナのマリャル国防次官は、ウクライナ軍の反転攻勢で前進を続け、東部ドネツク州で2平方キロメートルの領土を新たに奪還し中部オピトネ村を一部解放したと明らかにした[173][175]。また、南部ザポリージャ州方面において、過去1週間において、4.8平方キロメートルの領土を奪還したことを明らかにした[175]。これにより、ウクライナ軍の反転攻勢での奪還面積が256平方キロメートルになった[175]。
- ウクライナ国防省情報総局（GUR）は、ロシアに2015年から占拠され、2022年2月にロシアがウクライナへ本格的な侵攻を開始してからは軍事目的で使用されているクリミア半島とウクライナ南西部オデーサ州の中間付近に位置する複数のガス・石油掘削海洋プラットフォーム「ボイコ・タワーズ」の支配権を、GURの特殊部隊がユニークな作戦でロシアから奪還したと発表した[175][176][177]。また、プラットフォーム内部からロシア軍のヘリコプター用のミサイルやレーダーを押収し[175]、支配権を取り戻すことは戦略的に重要だとし、「ロシアは黒海海域を完全に支配する能力を奪われ、これによりウクライナはクリミア奪還に大きく近付いた」とした[176]。さらに、「作戦のある段階で、船に乗ったウクライナの特殊部隊とロシアの戦闘機スホイ30の間で戦闘が起きた」とし、戦闘機は「被弾して退却を余儀なくされた」と明らかにした[177]。
- ロイド・オースティン米国防長官は、ウクライナのウメロウ国防相と初の電話協議を行い、ウクライナ軍の反転攻勢を進展させるために必要な支援内容について意見交換した[178]。オースティン国防長官はアメリカによる最新のウクライナ支援の検討状況を説明し、戦場において「すぐに必要な支援」に加え、「長期的な観点で必要な装備」について、と意見交換を行った[178]。また、19日にドイツでウクライナ支援国による会合についても協議を行い、対面で会談することも確認した[178]。アメリカ政府は、射程約300キロの地対地ミサイル「ATACMS」の供与を検討していて、この電話協議においても話し合われた可能性があり、ウクライナのイェルマーク大統領府長官は、ATACMSの供与が「間もなく認められる」と強い期待を表明した[173]。
- バイデン米政権は、ウクライナ軍の反転攻勢に進展の兆しが見え重大局面となる中、ウクライナ軍がロシア軍に大打撃を与えられるような支援措置に積極的になっており、長距離ミサイル「ATACMS」と長距離ロケット「GMLRS」のどちらか、あるいは両方にクラスター爆弾を搭載して供与するための大詰めの調整段階に入った[179][180]。以前から米国務省と米国防総省がウクライナ側の数か月にわたる要請を受けて推奨していたが、この数週間で相当に勢いを増しており、実現する可能性は以前より格段に高まっているという[179]。既にウクライナに提供された155ミリ砲搭載のクラスター爆弾がここ数か月で戦果を上げているためで、ウクライナが現在装備している155ミリ砲に搭載可能なのは最大48発の子弾だが、ATACMSなら約300発以上、GMLRSでは最大404発を打ち出すことが可能とされる[180]。ウクライナ軍がロシア軍を分断し、主要な補給線に脅威を与える狙いでウクライナ南部オリヒウ南方のロシア軍前線の突破を試みている今こそ、供与のタイミングだとし、ATACMSないしGMLRSの能力であれば、ウクライナ軍の士気を高めるだけでなく、必要とされる戦術的な打撃を実行できると付け加えた[180]。ただ、ATACMSやGMLRSの供与がまだ正式に決まったわけではなく、見送られる可能性もあるとした[180]。
- 米国務省のマシュー・ミラー報道官は、「北朝鮮からロシアへの武器の移転は複数の国連安保理決議に違反する」として「われわれはロシアの戦争に資金を提供する団体に対する制裁を積極的に実施してきた。これらの制裁を引き続き実施し、新たな制裁を適切に課すことも躊躇しない」と述べた[181][182][183]。プーチン大統領を「物乞い」だと批判し、ウクライナとの戦いで苦境にあるロシアの戦力維持が困難になり「北朝鮮に軍事支援を乞うことは、制裁と輸出規制の有効性を物語る」と指摘した[183]。
- 米NSCのエイドリアン・ワトソン報道官は、北朝鮮に対して、所持している武器をロシアに売却しないように求めた上で「公的に警告してきたように、金正恩氏のロシア訪問中もロシアと北朝鮮の武器に関する話し合いは続くと予想される。われわれは北朝鮮に対し、ロシアに武器を提供しない、あるいは売らないという公約を守るよう求める」とも述べている[184]。
- EUは、ロシアが一方的に併合したウクライナ東・南部4州[注 7]で行われた違法な選挙について強く非難した[185]。ジョセップ・ボレル欧州連合外務・安全保障政策上級代表は、声明で「ウクライナでのこうした違法ないわゆる『選挙』は、子供へのものも含む強制的かつ違法なパスポートの付与や、強制移住と国外退去、広範かつ組織的な人権侵害、ロシアやウクライナの一時的な占領地域で不法に任命された当局によるウクライナ市民に対する脅迫と増大する弾圧のなかで実施された」と述べた[185]。
- リシ・スナク英首相は、イギリス議会で「機密情報が解除されたことにより、ロシア軍が8月24日に黒海で民間貨物船を複数のミサイルで標的にしたことが分かった」ことを明らかにした[186]。また、外務・英連邦・開発省は、声明で「ミサイルは港に停泊していたリベリア船籍の貨物船を標的としていたが、撃墜に成功した」とを明らかにし、「ミサイルにはロシア海軍黒海艦隊のミサイル母艦から発射された巡航ミサイル「カリブル」2発が含まれていた」とも明らかにした[186]。ジェームズ・クレバリー外務・英連邦・開発大臣は「プーチン氏は勝てない戦争に勝とうとしており、これらの攻撃はプーチン氏がいかに必死かを示している」とし「貨物船とウクライナのインフラを標的にすることで、ロシアは世界の他の国々を傷つけている」と指摘した[186]。
- アンナレーナ・ベアボック独外相は、ウクライナの首都キーウを訪問し、クレーバ外相と会談した[187]。共同記者会見に開き、空中発射巡航ミサイル「タウルス」の供与を改めてドイツに要請した[187]。クレーバ外相は「なぜ時間を無駄にしているのか理解できない。ウクライナに既にタウルスがあれば、もっと多くの戦果を上げられ、ウクライナの兵士や市民の命をもっと救えていただろう」と訴えた[187]。タウルス供与に関するドイツ政府の判断について、「あなた方の手順は尊重するが、タウルスに関するウクライナの知識から言えば、供与に反対する客観的な論拠は一つもない」と主張した[187]。ベアボック外相は、タウルスについて「これまでの武器供与と同様、さまざまな問題をクリアしなければならない」と答えた[187]。一方で、ドイツはウクライナに対する「支援の手を緩めるつもりはない」と明言し[187]、2000万ユーロの追加の人道支援を実施することを明らかにした[188]。ロシアが冬季にインフラ攻撃を強める可能性があるとして「人々を飢えさせ、凍死させようとしている」と批判した[189]。2023年のドイツによるウクライナへの支援の総額は3億8000万ユーロに上る[188]。また、ウクライナのEU加盟について、「汚職問題の解決に向けて一段の取り組みが必要」との認識を示し「司法とメディア法制分野における改革の成果は既に目覚ましいが、反オリガルヒ法の実施や汚職との闘いではまだ長い道のりがある」とも述べた[188]。

### 9月12日
- ウクライナ軍参謀本部は、東部ドネツク州と南部ザポリージャ州の前線で、ロシア軍が空爆やミサイルを含む激しい攻撃を行ったが撃退したと発表した[190]。
- ウクライナ海軍は、11日に奪還した南部クリミア半島とウクライナ南西部オデーサ州の中間付近に位置する複数のガス・石油掘削海洋プラットフォーム「ボイコ・タワーズ」の周辺で、ロシア海軍黒海艦隊が活動できなくなっていると明らかにした[191]。プレテンチュク報道官は、ロシアの航空機は依然として現地で存在感を示し、空からの脅威がまだあるが、ウクライナ軍が沿岸に配備している大砲や携帯式防空ミサイルシステム（MANPADS）により、ロシア軍の艦隊はタワーに近づくことができないという[191]。
- GURは、南部ザポリージャ原子力発電所が立地するエネルホダルのロシア側拠点を無人機で攻撃を行い、ロシア旅券を発行する施設に損害を与え、無線通信拠点を無力化したと発表した[192]。
- ペスコフ露大統領報道官は、アメリカが北朝鮮によるロシアへの武器売却をけん制していることについて、ロシアと北朝鮮は関心はないとし、北朝鮮と関係を築く上で「両国の利益が重要で、アメリカからの警告は重要ではない」と語り、「われわれは2国の国益に重点を置く」とした[193]。
- 英国防省は、ロシアがモスクワの官庁など重要施設の屋上に近距離・中距離対空防衛システムを配備したと指摘し、相次ぐ無人機による攻撃から防御を強化するとともに、脅威へ対処できていると国民に示す狙いがあると分析した[190]。
- デンマーク国防省は、今後3年かけてウクライナに対し戦車や装甲車両などが含む総額58億デンマーククローネの軍事支援を実施すると発表した[190]。
- 仏外務省のアンヌクレール・ルジャンドル報道官は、北朝鮮の金正恩朝鮮労働党総書記がロシアを訪問しプーチン大統領と会談するとみられていることについて、ウクライナ侵攻に伴うロシアの孤立化を浮き彫りにしているにすぎないとの見方を示し、ロシアは「北朝鮮に頼らざるを得なくなっている」と指摘し、「このことは国際社会で孤立化していることを鮮明にしている」と語った[194]。
- G7外相は、ロシアが一方的に併合したウクライナ東・南部4州[注 7]で行われた違法な選挙を強行したことを受け、「ウクライナ領土の違法な占拠を正当化しようとするための喧伝工作」であり、「ウクライナの主権的な領土であるドネツク州、へルソン州、ルハーンシク州、ザポロジエ州、クリミアでロシアが実施した見せかけの『選挙』を明確に非難する」との声明を出し、「こうした見せかけの『選挙』は、国際的に承認された領土を取り戻すために戦っているウクライナに対するわれわれのアプローチや支援を変えるものではない」とし、財政面や安全保障分野などでの支援継続を強調した[195][196][197]。
- 松野博一官房長官は、北朝鮮の金正恩朝鮮労働党総書記がロシアを訪問しプーチン大統領と会談するとみられていることに関し「北朝鮮からの武器などの調達を全面禁止している国連安全保障理事会決議違反につながる可能性や、ロシアのウクライナ侵略に与える影響も含め、懸念を持って注視している」と述べ「関連情報の収集・分析を行い、米韓両国をはじめ国際社会と緊密に連携する」と強調した[198]。

### 9月13日
- 早朝、ウクライナ南部オデッサ州の港湾都市イズマイルなどに、ロシア軍がドローン攻撃を行い、港のインフラ施設が被害を受け、負傷者も出た[199]。ウクライナ空軍は、攻撃は4時間半に及び、飛来したイラン製ドローン「シャヘド」44機のうち32機をウクライナの防空システムが撃墜したが、火災が発生し7人が負傷、建物が損傷した[199]。
- ウクライナ南部クリミア半島セヴァストポリ特別市のロシアに任命されたミハイル・ラズボジャエフ「知事」は、午前、造船所がウクライナ軍のミサイル攻撃を受け、キレン・バルカ地区にある非民間施設で火災が発生し、少なくとも24人が負傷したと明らかにした[199][200][201][202]。ロシア国防省は、ロシア軍艦艇2隻が損傷し、24人が負傷したと発表した[203]。また、ウクライナが巡航ミサイル10発と海上ドローン3機を使用し、うちミサイル7発と海上ドローン3機を防いだが、一部が工場に着弾したとした[203]。GURの当局者は攻撃を認め、ロシア軍の大型揚陸艦と潜水艦を損傷させたことを確認した[203]。ウクライナ空軍のミコラ・オレシチュク司令官は、空軍パイロットの「素晴らしい戦闘行為」に感謝の意を表明し「占領者は今もセヴァストポリへの夜間爆撃から立ち直ろうとしているところだ」とも述べた[204]。ウクライナ軍情報機関のアンドリー・ユソフ報道官は、「大型揚陸艦『ミンスク』と潜水艦『ロストフ・ナ・ドヌー』が打撃を受けたことを確認した。攻撃に使用された手段についてはコメントしない」とし、「かなりの被害が生じており、修理できる可能性は低いと言える」と述べた[205][206]。ミンスクの破壊について、ロシアはもうこの種の艦艇を生産していないことから、ロシアの艦隊にとって「取り返しのつかない損失」になったとの見方を示した[206]。英国防省は、セヴァストポリに司令部を置くロシア海軍黒海艦隊にとってこの攻撃の影響は大きいと指摘し、ロシア軍の大型揚陸艦と潜水艦の損傷程度は甚大だと分析した[207]。
- ウクライナのマリャル国防次官は、反転攻勢を進めるウクライナ軍の部隊が東部戦線でロシア軍の新たな攻撃に直面していると明らかにした[208]。ウクライナ軍は、数か月にわたり防衛を続けてきた東部アブデーフカと近郊のマリンカに対し、ロシア軍が砲撃を強めており、「マリンカの状況はかなり厳しくなっている」と述べた[208]。バフムト奪還作戦では「安定した成功」を収めていると述べた[208]。南部については、ロボティネを確実に支配下に置きつつ、周辺では非常に激しい戦闘が続いていると指摘し、前進を遂げているとも述べた[208]。
- ウクライナのクブラコフ復興担当副首相は、穀物輸出の代替ルートとなっているウクライナ南部ドナウ川沿いの港が早朝にロシア軍のドローンによる大規模な攻撃を受け、港湾インフラに被害が出たと明らかにした[209]。攻撃は4時間半にわたり続き、イズマイル港とレニ港が攻撃を受け、穀物貯蔵倉庫のほか、石油タンクや行政庁舎などが被害を受けたと述べた[209]。ロシアが黒海穀物イニシアティブから離脱した翌日の7月18日以降、ウクライナ国内の105の港湾施設が被害を受け、ウクライナ産穀物のアジア、アフリカ、欧州向けの輸出が月次ベースで約300万トン減少しているといい、「ウクライナの港湾施設に対する攻撃は、世界の食料安全保障に対する攻撃でもある」とも述べた[209]。ウクライナ空軍は、ロシア軍が今回の攻撃に投入したイラン製ドローン「シャヘド」44機のうち32機を撃墜したと発表した[209]。
- ルーマニア国防省は、ルーマニア領内でドローンの破片が発見されたと明らかにした[210]。「空軍のヘリコプターの乗組員が数十メートルの範囲に分散したドローンの破片を確認した」と表明し、破片はルーマニア東部のトゥルチャ県で発見されたとした[210]。ドローンの破片がルーマニア領内で発見されるのはここ10日間で3回目となるが、最初の2件のドローン破片の分析によると、ルーマニア領内で爆発したものではなく、爆発物も搭載されていなかった[210]。ルーマニアのチョラク首相は「誰もルーマニアを攻撃していない。ウクライナ軍が撃墜したドローンの破片が落下したにすぎず、爆発物は搭載されていなかった」と述べた[210]。
- 北朝鮮の金正恩朝鮮労働党総書記は、極東ロシアのアムール州ボストチヌイ宇宙基地を訪問し、プーチン大統領と会談した[211]。一部は非公開で行われ、ロシアのウクライナ侵攻を背景に、北朝鮮からロシアへの武器供与が主要議題となった可能性があるが、プーチン大統領は「あらゆる問題を話し合う」としたのみで、武器供与についての明言を避けた[211]。ペスコフ露大統領報道官は「公表の対象とならないデリケートな分野」も協議されると説明した[211]。金総書記は、ロシアのウクライナ侵攻を念頭に「ロシアは主権と安全を守るため主導的な国々との戦いに立ち上がった。ロシアの決定を全面的に支持する」と応じた[211]。両国は敵対する欧米を視野に結束を確認した形だ。脱北して韓国で研究者として活動する世界北朝鮮研究センターの安燦一は、ロシア側は北朝鮮が備蓄している砲弾の供与を、北朝鮮側は衛星技術や旧ソ連時代の軍事装備を刷新するための支援を求めていると語り、「北朝鮮の多連装ロケット砲などがロシアに大量に提供されれば、ウクライナ戦争に大きな影響を与える可能性がある」と警告した[212]。
- 米NSCのカービー戦略広報調整官は、前述の露朝首脳会談について「非常に注意深く見守っている」と警戒感を示し、「もし彼らが何らかの武器取引に踏み切るのであれば、適切に対処する」と強調した[213]。実際にロシアと北朝鮮の軍事協力強化につながったかについては「現時点では確たることは言えない」と語った[214]。
- 米紙ニューヨーク・タイムズは、ウクライナ侵攻を続けるロシアが、密輸や第三国を経由する貿易網の構築により欧米の制裁を回避しながら兵器の生産を拡大していると報じた[215]。昨年2月の侵攻開始前の倍に当たる年間200万発の砲弾を製造し、戦車の生産量も倍の200両だという[215]。ロシアの現在の砲弾生産量は西側諸国の7倍に上るとされ、ウクライナへの攻撃が今後数か月で激化する可能性が高いとの見方がある一方、生産量は消耗のペースに追いついておらず、北朝鮮から協力を得ようとしていると指摘した[215]。

### 9月14日
- ウクライナは、夜間に22機のロシアの無人機の攻撃を受けて、このうち17機を撃墜したと発表した[216]。ウクライナの検察総長事務所は、南部ヘルソン州の村において、6歳の子供が死亡、4人が負傷したと明らかにした[216]。
- ウクライナ軍は、クリミアに基地があるロシア海軍黒海艦隊に所属のワシリイ・ブイコフ級哨戒艦「セルゲイ・コトフ」2隻を攻撃し、「一定の損傷」を与えたと発表した[217][218]。夜間にはクリミア半島の西にある町イェウパトーリヤ付近のロシア防空システムにも長距離攻撃を行ったとした[219]。ウクライナ保安庁（SBU）の情報当局筋は、SBUの軍事防諜部門とウクライナ海軍が合同でイェウパトーリヤ近くで特殊な特別作戦を実行したと述べ、ドローンがレーダーとアンテナを攻撃した後に、ウクライナ海軍がウクライナ製巡航ミサイル「ネプチューン」2発を打ち込み、ロシアの防空システム「トリウームフ」を破壊したと明らかにした[218][219][220]。一方、ロシア国防省は、クリミア上空でドローン11機を防空システムによって撃墜したと発表し[218]、「テロ攻撃の試みは失敗した」と表明した[219]。セルゲイ・コトフについては、ウクライナが水上ドローン5隻による攻撃を仕掛けようとしたが撃退したとも主張した[218][221]。
- ウクライナ南部クリミア半島セヴァストポリの港湾入り口で、ウクライナの海上無人偵察が、ロシアの小型ミサイル艦「サムーム」の後部右側を攻撃して、「大きな損傷」を与えた[222]。この攻撃を受けたミサイル艦は、片側に傾いて、修理のためにえい航されたとされる[222]。ロシア国防省は、声明でサムームに対するウクライナの攻撃を認め、海上ドローンを迎撃し破壊したと発表した[222]。
- ウクライナのマリャル国防次官は、東部ドネツク州バフムト南方にある3つの村の周辺で進展を遂げ、主要な町への攻撃でロシア軍が「大きな損失」を被り、「自衛能力が著しく低下した」と述べた[223]。
- ウクライナ空軍は、前夜から未明にかけ、イラン製ドローン「シャヘド136」と「シャヘド131」の複数の編隊が3方向から攻撃を仕掛けてきたが、ウクライナ南部と北部の複数の地域で撃墜したと発表した[216]。
- ウクライナ南東部ドニプロペトロウシク州のリサク知事は、無人機3機がドニプロペトロウシク州上空を通過し、複数の建物に損害を与えたとし、別の地域でも大砲とロケット弾の攻撃を受けたと明らかにした[216]。
- ウクライナのユリヤ・ラプチナ退役軍人相は、軍除隊者や戦没者遺族らが国民の1割にあたる400万人以上に膨らむと明らかにし、「戦線の軍人は国を守ることで自由や尊厳、信頼、責任といったウクライナ社会の価値観を体現している」とし、「退役軍人を効果的に民間社会へ統合し、国の再建に生かすことがきわめて重要だ。彼らの潜在力は大きい」と述べた[224]。
- GURのアンドリー・ユーソフ報道官は、ロシアが北朝鮮に大砲やMLRSに使用する発射物を供給するように要請し、北朝鮮が既にロシアへ武器を供給していると主張した[225]。
- ICCは、ロシアによる戦争犯罪の捜査でウクライナと連携強化を図るため、ウクライナの首都キーウに事務所を開設したと発表した[226][227]。
- ロシア外務省は、ウクライナ侵攻と部分動員令に関する情報収集に関与したとして在ロシア米大使館の外交官2人を「ペルソナ・ノン・グラータ」に指定した[228][229]。米国務省のミラー報道官は「いわれのないものだ。ロシアがまたしても建設的な外交よりも対立を選択した」と批判し、遺憾を表明した[229][230]。合法的な仕事をしていただけだと強調し、ロシアが米大使館員への嫌がらせを続けているとし「適切に対応する」と述べた[229][230]。
- 米財務省は、ロシアのウクライナ侵攻に加担したとして、150を超える個人・団体を制裁対象に指定したと発表した[231][232]。軍用車両の部品製造を請け負ったとされる鉄道車両メーカーやその経営者などを務めたロシアのオリガルヒのほか、軍事転用可能な部品をロシア企業に供与したとされるトルコ企業や無人機のカメラやリチウム電池などをロシアに出荷したなどとしたフィンランド企業や同社を所有するフランス人らも制裁対象にした[231][232]。イエレン米財務長官は、声明で「ロシアの軍事サプライチェーンを標的とし、ウクライナでの野蛮な戦争を遂行するのに必要な装備や技術をプーチンから取り上げる」と強調した[231]。米国務省も70以上の個人・団体に制裁を科し[232]、エネルギー・金属鉱物資源機構（JOGMEC）と三井物産が共同出資会社を通じ10％出資し権益を持つ北極圏のロシア液化天然ガス（LNG）プロジェクト「アークティックLNG2」に建設やエンジニアリングサービスを提供しているロシア企業も対象となった[233][234]。日本政府は、ウクライナ侵攻を続けるロシアへの制裁で国際社会と共同歩調を取る中でも、アークティックLNG2はエネルギー安全保障を確保する上で重要として、権益を維持する方針を示してきたが裏目に出た[233]。日本政府関係者は「影響が出るかもしれない」と話し、出荷開始時期も2023年内から遅れる可能性があるとした[234]。三井物産は「新たな米国追加制裁対象が発表されたことは認識している。制裁措置の順守を前提として、日本政府などの関係者と連携しながら対応していく」と述べた[234]。

### 9月15日
- ウクライナ軍参謀本部とゼレンスキー大統領は、東部ドネツク州バフムト南方約15キロに位置する集落アンドリーフカを奪還したと明らかにした[235][236][237]。ウクライナ軍は、ロシア側は多数の犠牲者を出し装備も失ったとし、一部地域を要塞化していると述べた[235]。クリシチウカにおいても「部分的な成功」を収めたと明らかにした[235]。ウクライナ軍部隊は「バフムトの東側への突破口になる」と奪還の意義を説明した[237]。ゼレンスキー大統領は「ウクライナにとって切望されていた重要な成果だ」と強調し、バフムト南方にある別の集落クリシチウカ、クルデュミウカの周辺でも「ウクライナ軍の活発な行動が続いている」と指摘した[238]。
- プーチン露大統領は、契約した志願兵が30万人に上ると述べ、十分な兵員を確保できたという認識を示し、北朝鮮が義勇兵を派遣するのではないかとの一部報道については「ばかげている」と否定した[239]。
- サリバン米大統領補佐官（国家安全保障担当）は、前述の露朝首脳会談後、北朝鮮によるロシアへの武器提供を巡る協議が進展していると明らかにした[240]。ロシアの声明について問われると「われわれは彼らの言葉をうのみにするつもりはない。今、具体的な事例を挙げることはできないが、彼らの発言は大幅に割り引いて聞いている」と述べた[240]。さらに、「ロシアが安保理常任理事国としての基本的責任を果たそうとしているのかどうか、われわれはロシアの行動を見て非常に現実的な懸念を抱いている」と述べた[240]。
- ブリンケン米国務長官は、ワシントンでベアボック独外相と会談し、ロシアの侵攻が続くウクライナへの支援強化で一致し、黒海穀物イニシアティブをロシアに求めていくことを確認した[241]。ウクライナが両国に求めるロシア領内に到達可能な長射程ミサイル供与についても協議したとみられる[241]。ブリンケン国務長官は「効果的な追加支援を常に検討している」とし「ウクライナ領外への使用は可能にはしない」と強調した[241]。ベアボック外相は「何ができるか見極めている」と語った[241]。
- 欧州委員会は、東欧5か国[注 2]に対するウクライナ産穀物の輸入規制の期限を迎えたが、市場のゆがみは解消したとして延長せず解除すると発表した[242][243]。一方で5か国のうちポーランド、スロバキア、ハンガリーの3か国は、ウクライナ産穀物の輸入を独自に制限すると表明した[244]。ゼレンスキー大統領は、ウクライナはロシアとの戦争が続く間、隣国の支援を必要としているおり、欧州の結束に隣国と二国間レベルで協力することが重要になっていると指摘し「隣国が隣人らしくない決定を行った場合、ウクライナは文化的な方法で対応する」と語った[244]。シュミハリ首相は「EU加盟各国に対し、ウクライナの農産物に対する違法かつ一方的な規制を控えるよう呼びかける。こうした規制は世界貿易機関（WTO）の仲裁の対象になる可能性がある」とし、ウクライナには欧州委員会や近隣諸国と協力する用意があり「共通ビジョンと互恵的な対応」を見出すことができると確信していると述べた[244]。
- 世界遺産委員会は、ウクライナの文化遺産「キーウの聖ソフィア大聖堂と関連する修道院群及びキーウ・ペチェールシク大修道院」と「リヴィウ歴史地区」について、ロシアによる爆撃などの危機にさらされているため「危機遺産」に指定した[245][246]。ロシアを含む全ての加盟国には、ウクライナの危機遺産などに「損害を与える行為の自粛」を求めた[246]。2023年1月にも、同様の理由によりオデーサ歴史地区が世界遺産と同時に危機遺産に登録されており、ウクライナの危機遺産は今回の決定で3件となった[245][246]。

### 9月16日
- ウクライナのポドリャク大統領府長官顧問は、南部クリミア半島を奪還するために注力するとした三つの主要な作戦に言及した[247]。まず、ロシア軍の軍事インフラなどの無力化を活発に進めるためにクリミア半島の制空権の確保が必要と主張し、この狙いに沿って半島のエフパトリア町近くに据えられるミサイル迎撃手段や防空網の壊滅を図る作戦が遂行されているとした[247]。次に、交戦が多い地域への大規模な予備役兵や資源の投入の続行を断ち切ることが重要であるため「クリミア半島とロシアに挟まれたケルチ海峡上に架かる橋など兵站を支える輸送網が破壊されている」と説明した[247]。最後に、ロシア海軍黒海艦隊の残存勢力をクリミア半島の領海や以遠の海域から追い出し、黒海を国際的な管轄権が及ぶ場所として改めて位置づけることだと強調し、ロシア海軍の戦闘艦船や修理施設を標的にしていると明らかにした[247]。
- ウクライナ北東部ハルキウ州の村落で、ロシア軍の対戦車ミサイルが乗用車を直撃し、市民2人が死亡、1人が負傷した[248]。ハルキウ州の別の地域では、ロシア軍の短距離弾道ミサイル「イスカンデル」の攻撃で、民間人5人が負傷した[248]。
- ウクライナのマリャル国防次官は、東部ドネツク州バフムト南方の集落クリシチウカとクルデュミウカでロシア軍との激しい戦闘が続いていると明らかにし、クリシチウカ周辺で攻撃に「成功した」と述べた[249]。
- 英国防省は、ロシア軍が巡航ミサイルの生産を増強しているが発射を減らしていると指摘し、今冬にウクライナの電力インフラを攻撃するため巡航ミサイルを備蓄している可能性があると分析した[248]。
- 米シンクタンク「戦争研究所」は、ウクライナ軍はバフムト方面での作戦を継続し前進を続けているほか、南部ザポリージャ州でも攻勢を続けていると分析した[249]。

### 9月17日
- ウクライナ陸軍のシルスキー司令官は、廃墟と化した建物にウクライナの国旗を掲げ「兵士は毎日、多大な努力と果敢さを発揮し、わが国の領土のために戦っている」をSNSに投稿し、東部ドネツク州バフムト南方約9キロにある集落クリシチウカからロシア軍を一掃し、クリシチウカを奪還したと明らかにした[250][251][252][253]。ウクライナ軍東部作戦管区のエブラシュ報道官は、クリシチウカ奪還がロシア側に大きな打撃を与えバフムト包囲に役立つと強調し「われわれは攻撃を継続し、侵略者から領土を解放する足場を得た」と述べた[250]。ゼレンスキー大統領は、数週間にわたる激しい戦闘の中、ウクライナ軍がクリシチウカを奪還したと発表し「きょう私は特に、ウクライナのバフムト地域を少しずつ奪還している兵士たちを称賛したい」と述べた[251]。ウクライナは、15日にバフムト近郊の集落アンドレエフカの奪還を発表しており、ウクライナ軍が東部でも一定の前進に成功し続けている[252]。
- ウクライナ軍は、ロシア軍が10発のミサイルと6発の無人機による攻撃を行い、南部オデーサ州の農業用倉庫が被害を受けたと明らかにした[254]。
- ゼレンスキー大統領は、ウクライナが敗北すればロシアはポーランドやバルト三国に迫り、第三次世界大戦に発展しかねないと警告し「プーチンを食い止めるか、世界大戦を始めるか、全世界が選ばなければならない」と述べた[255]。これまでのアメリカの支援に感謝を表明し、追加の軍事支援に対する消極的な意見がアメリカ国内で広がっているのを念頭に、世界を守るため「最も高い代償を払っているのは実際に戦い、死んでいくウクライナ人だ」と訴えた[255]。
- ロシア国防省は、未明にモスクワの北西と南の近郊において、無人機による攻撃がそれぞれ仕掛けられたが、いずれも撃墜したと明らかにした[254]。モスクワ市のソビャーニン市長は「これまでのところけが人の情報はない説明した[254]。また、ウクライナ南部クリミア半島で、ウクライナの無人機6機による攻撃が行われたが、防空システムによって、撃墜したと明らかにし[254]、「攻撃の試みは失敗に終わった」とした[253]。
- ストルテンベルグNATO事務総長は、「戦争の大部分は、始まった当初に予想されていたよりも長く続く。したがって、我々はウクライナでの長期戦に備える必要がある。我々はみな、一刻も早い平和を望んでいる。しかし、同時に、次のことも認識しなければならない。もし、ゼレンスキー大統領とウクライナの人々が戦いを放棄すれば、彼らの国はもはや存在しなくなる。もし、プーチン大統領とロシアが武器を置けば、平和が訪れる。この戦争を終わらせる最も簡単な方法は、プーチン氏が軍を撤退させることだ」と述べ、ロシアのウクライナ侵攻について長期化する可能性があると警告した[256]。
- 英国防省は、ロシアが占領しているウクライナ南部ザポリージャ州トクマク周辺において、ロシア軍が対戦車用の障害物や新たな 塹壕を設置し、防衛態勢を強化していると分析した[253]。
- 米軍制服組トップのミリー統合参謀本部議長は、ウクライナ軍の反転攻勢について「計画よりは遅いが着実に進展している」と指摘し「失敗しているとの批判は承知しているが、失敗はしていない」とし、ウクライナ軍には「かなりの戦闘力が残っている。消耗していない」と述べた[257]。また「被占領地から20万人以上のロシア兵を軍事的に排除するには相当な時間がかかる。非常に高いハードルだ」との認識を示した[257]。武器供与のペースが遅いとウクライナ側から批判が出ていることに関しては、兵站にも左右される問題だとし、「魔法の粉をまけば物資が直ちに現れるというわけにはいかない」と強調した[257]。
- ポーランドは、欧州委員会が8日に公表した指針でロシアで登録された車のEU入境を禁じたことを受け、ロシアで登録された乗用車の入国を禁止した[258][259]。既にロシアと国境を接するEU加盟国フィンランドとバルト三国のリトアニア、ラトビア、エストニアは同様の措置をとった[259]が、EU非加盟国でシェンゲン圏の一部であるノルウェーはこの措置を導入していない。マリウシュ・カミンスキ内務・行政相は「ウクライナでの残忍な戦争に伴うロシアとその国民へのさらなる制裁の一環であり、ロシアが国際安全保障への脅威になっているという事実によるものだ」と述べた[258]。

### 9月18日
- ウクライナ陸軍のシルスキー司令官は、ウクライナが奪還した東部ドネツク州バフムト南方の集落アンドレーエフカとクレシチェエフカで「敵はさまざまな方向から反撃して失地を取り戻そうとしているが、失敗している」と指摘し、ロシア軍は防衛線を守ろうとして予備兵力を投入しが、戦闘の結果、最も訓練されたロシア軍部隊の一部が戦闘能力を完全に失ったとした[260][261]。共に前線にいるという兵士らに対して感謝を表明し、着実な前進を果たしクリシチウカとアンドリーウカの2つの村を解放したと称賛した[261]。ロシア軍について、「様々な方向から数多くの反撃」を仕掛けたが、ウクライナ軍の行動により防衛線が崩壊したが、失った領土の奪還をあきらめてはおらず、「東部戦域の全体的な状況は依然として困難だ」と警告した。ロシア軍はクピャンスクとリマンに向けた攻撃の再開を図っている[261]。この2つの町はロシア軍が6か月にわたり掌握したが、1年近く前にウクライナ軍によって解放された[261]。
- ウクライナ政府は、ロシアによるウクライナ侵攻を報告してきたマリャル国防次官を含む国防次官6人全員を解任することを決定した[262][263][264]。3日に国防大臣が解任されたおり、国防大臣が解任された場合は次官も解任されるとするウクライナの法律に基づく措置だとした[262]。ウクライナ国防省を巡っては1月以降、軍の物品納入や徴兵逃れを巡る汚職問題が浮上したため、ゼレンスキー政権は人事を刷新し、国民や欧米諸国からの信頼回復を図る構えだとみられ[262]、ウクライナ国防省内では「抜本的な大改革が進行中」という[263]。
- ゼレンスキー大統領は、アメリカ北東部ニューヨーク州ニューヨーク市を訪問し、病院で治療を受けているウクライナ兵を慰問した[265]。その際、安保理常任理事国のロシアが拒否権を有していることについて問われ、国連は今なお「ロシアのテロリストに居場所」を提供していると非難した[265]。
- ウクライナのユリヤ・スヴィリデンコ第一副首相兼経済発展貿易相は、ウクライナ産穀物の輸入を制限しているポーランドとハンガリー、スロバキアの東欧3か国をWTOに提訴したと発表した[266][267][268]。ウクライナ政府は、声明で「個々の加盟国がウクライナ製品の輸入を禁止できないと証明することが非常に重要だ。そのためWTOを通じて提訴した」と指摘[266]し、禁輸により「ウクライナの輸出業者は既に多大な損失を被っている」と批判した[267]。3か国は第三国への輸送には協力しつつ、安価な穀物の流入による国内農家への悪影響を懸念している[267]。ウクライナのタラス・カチカ通商代表は、3か国の措置が「法的に誤っていることを証明することが重要だ」と指摘した[268]。特に影響が大きいポーランドの措置が撤廃されなければ「報復を余儀なくされる」と述べ、ポーランド産の果物や野菜のウクライナへの輸入を規制する可能性を示唆した[268]。ポーランド政府報道官は提訴を受け「われわれの行動は正当だ。輸入規制を撤回するつもりはない」と述べた[268]。ウクライナ産の農作物は主に黒海経由で輸出されてきたが、ロシアによる侵攻で停滞し、EUが陸路での輸出促進のため関税を撤廃した結果、東欧諸国に大量の穀物が流入した[267]。ポーランドのテルス農相は「ウクライナがポーランドを訴えると言っている以上、われわれは将来に目を向けなければならない。このプラットフォームでのわれわれの発言は全て、われわれに不利に働く可能性がある」と語った[266]。
- 国際連合人権理事会が任命したロシアの人権問題の特別報告者マリアナ・カツァロバは、ロシアのウクライナ侵攻開始後、ロシアでの人権抑圧が一層悪化していると危機感を示し、ロシア政府に改善を求める報告書を公表した[269][270]。報告書は、ロシアで2022年3月に、軍に関する偽情報を拡散した場合は最長15年の懲役を科せるようにした法が成立したと指摘し、撤回を要求した[269]。この法はしばしば暴力的な執行で、市民社会組織を組織的に弾圧し、市民的な空間や独立系メディアを閉鎖しているという[270]。また、ロシア当局が反戦派を大量に恣意的に逮捕し、拘束された人は市民社会に対する「組織的な弾圧」により「執拗な拷問や虐待」で命の危険にさらされ[270]、表現の自由や平和裏に自由に集会を行う権利なども侵害されているとした[269]。反政府活動家アレクセイ・ナワリヌイら政治犯の釈放も求めた[269]。
- ブルガリア国防省は、17日にブルガリア北東部ドブリチ州シャブラ市の黒海に面した町チュレノボのホテル関係者から、大型の無人機のような物体が打ち上げられていると通報があり、ブルガリア海軍の専門班が爆破処理を行ったと発表した[271]。砲弾の様子から動かすのは不可能と判断されたことから、現場で制御爆破処理を実施し、「調査の結果、無人機の残骸に82ミリ迫撃砲弾が取り付けられているのが見つかった」という[271]。トドル・タガレフ国防相は「われわれは当然、ロシアがウクライナに仕掛けた戦争に関連するものだとみている」と述べ「この戦争はいや応なしに、われわれの安全保障にとってのリスク増大を招いている」と指摘した[271]。ウクライナ侵攻開始以降、ブルガリア海軍は領海内で見つかった四つの機雷の爆破処理を行っているが、爆発物を搭載した無人機が発見されたのは今回が初めてとなる[271]。
- ボリス・ピストリウス独国防相は、ウクライナに弾薬や地雷除去システムなど4億ユーロ規模の追加軍事支援を明らかにした[272]。冬に向けた衣類や発電機などの支援含まれるという[272]。ウクライナが強く求めている長射程の巡航ミサイル「タウルス」については未定だとした[272]。ピストリウス国防相は「武器供与を慎重に検討するのは政府の義務だ。政府はタウルスを提供するかどうかをまだ決定しない」と述べた[272]。
- 中国の王毅共産党政治局員兼外相は、ロシアを訪問し、ラブロフ外相と会談した[273]。ウクライナ情勢について「ロシアの利益、とりわけロシアの参加を考慮せずに危機を解決しようとする試みは無益だ」と指摘し、ウクライナ危機の解決に向けたいかなる試みもロシアの利益を考慮しなければならないとの認識で一致した[273]。
- 韓国政府は、戦闘工兵車「K600」2両をウクライナに供与する方針を固めた[274]。韓国政府筋は「韓国政府はウクライナに旧式の地雷探知機を既に提供しているが、これに加えて2両の戦闘工兵車も早期に提供することが先日事実上決まったようだ。これはウクライナ政府の強い要請と尹錫悦大統領によるウクライナ支援の約束によるものだ」と述べた[274]。殺傷能力はないものの、必要な場合は敵の防衛ライン突破に使用されることから、韓国がウクライナに供与した軍用車両の中では最も強力となる[274]。尹大統領は、5月のG7広島サミットや7月のウクライナ訪問でゼレンスキー大統領と首脳会談を行い、地雷除去車両など非殺傷兵器の提供や戦後の復興支援などを約束していた[274]。

### 9月19日
- ロシア軍は、未明から早朝にかけ、ウクライナ西部や南部の広範囲でドローンや砲弾によるの大規模な攻撃を行った[275]。ウクライナ空軍は、飛来したドローン計30機のうち27機を防空システムで撃墜した[275]。南部ヘルソン州では、警察官1人が死亡、住民2人が負傷した。西部リヴィウ州のコジツキー知事は、州都リヴィウ市へ向かっていたロシア軍がドローン攻撃15機を撃墜したが、残る3機が防空網を逃れ、複数の軍用品は一切保管していない一般の産業用倉庫に命中したと発表した[276]。攻撃による火災の焼失面積は9000平方メートルに及び、少なくとも2人が負傷したと述べた[276]。州都リヴィウ市のサドビー市長は、倉庫の作業員1人が死亡し、保管されていた数百万ドルに相当する約300トンの人道支援物資や車両が焼失したと明らかにした[276]。攻撃で大規模な火災が起きた現場に立ち、NGO国際カリタスの倉庫が攻撃を受けたと述べた[276]。国際カリタスの責任者は、最近リヴィウに届いたばかりで国内各地へ送る予定だった冬物の衣類や靴、発電機、食料、軽工業品が燃えていると語った[276]。
- ウクライナのクブラコフ副首相兼インフラ相は、南部オデーサ州のチョルノモルスク港から小麦を積んだ民間貨物船が黒海に出港したと明らかにした[277]。ロシアの黒海穀物イニシアティブ離脱後、ウクライナが設けた臨時回廊を通じて入港した貨物船が穀物を積んで出港するのは初めてとなる[277]。この間、ロシア軍は、オデーサ州の港湾施設を無人機などで攻撃した[277]。
- アメリカ北東部ニューヨーク州にある国際連合本部ビルで第78回国際連合総会の一般討論演説が行われた[278][279]。長期化するロシアのウクライナ侵攻は大きな焦点となった[278]。グテーレス事務総長は、核の脅威をちらつかせながら侵略を続けるロシアを平和を乱す「代表例」とみなし、ウクライナの領土保全とロシア軍の即時撤退を求める2023年2月の国連総会決議[280]に沿った「公正な和平」の実現を呼びかけた[278]。また、ロシアが離脱した黒海穀物イニシアティブ再開へ努力を続ける決意も表明した[278]。ブラジルのルイス・イナシオ・ルーラ・ダ・シルヴァ大統領は「世界は疲れ果てている」と述べ、早期和平の実現を訴えた[278]。バイデン米大統領は、「私たちはむき出しの侵略に立ち向かい、明日の侵略者を抑止しなければならない。ロシアは、世界が疲れ果て、自らがその結果を負うことなくウクライナを残忍に扱うことが許されると信じている」と指摘した[279][281]。「ロシアだけがこの戦争の責任を負い、平和への道を阻んでいる」と批判し「もしウクライナを切り分けることを許せば、どの国の独立も安全だろうか」と問いかけた[279][281]。国家による武力行使を原則禁じる国連憲章の堅持を呼びかけ、ウクライナを「世界中の同盟国やパートナーと共に支え続ける」とも訴えた[279]。ゼレンスキー大統領は、侵攻後初の対面で一般討論演説に参加し、議場の各国代表から拍手で迎えられた[282][283][284]。「戦争犯罪は処罰され、送還された人々は家に戻り、占領者は自分の土地に戻らなければならない。私たちはそれを達成するために、団結して行動しなくてはならない」と呼び掛け、ロシアが食料やエネルギーなど「あらゆるものを武器化」し、世界各国を脅かしていると強調した[282][284][285]。ロシアは「ウクライナ産穀物の輸送拠点への攻撃」を繰り返し、食料価格の高騰を武器としてアフリカやアジアに「脅威を与えた」と指摘[284]し、ロシアが黒海穀物イニシアティブを離脱した後も、ウクライナは食料の安定供給の確保に努めていると訴えた[283]。ザポリージャ原子力発電所を占領したロシアが「放射能が漏れると脅しをかけている」と訴え、平和利用が目的の核エネルギーを武器化していると主張し「テロリストに核兵器を持つ資格はない」とも述べた[283][284]。ロシアがウクライナから連れ去った子供たちが「ウクライナを憎むように教え込まれ、家族との絆は断ち切られている」と語り「これはジェノサイドだ」と糾弾した[283][284][285]。2022年11月に提示した10項目の和平案[注 8]からなる「平和の公式」については「140以上の国や機関が全面的か部分的に支持している」と浸透ぶりをアピールした[284]。「ロシアがこの戦争に勝てば、この議場の多くの席が空席になるかもしれない」と警告を発した[282]。イランのエブラーヒーム・ライースィー大統領は、アフリカがウクライナで「暴力の炎を燃え立たせている」と非難した[286]。「ありとあらゆる形式での暴力の炎が、ウクライナで燃え立っている。米国がそれを燃え立たせている。欧州諸国を弱体化する目的で。残念ながら、これは長期的な計画に他ならない」との認識を示し「我々はどのようなものであれ、戦争の激化に歯止めをかける構想を支持する。あらゆる政治的な措置を支持する。そうした構想への支持を全面的に表明する」と強調した[286]。岸田文雄首相は、ロシアについて「国際法、法の支配を 蹂躙じゅうりん している」と名指しで非難し、「力や威圧による一方的な現状変更は認められない」と強調した[287]。ロシアは2022年2月の安保理で、ウクライナ侵攻への非難決議案に拒否権を行使したことを踏まえ、ロシアのウクライナ侵攻に対し安全保障理事会が役割を十分果たせていない点を踏まえ、常任理事国だけが持つ拒否権の行使抑制や、常任・非常任理事国の拡大を主張し、「具体的な行動に移る機会が今だ」と訴えた[288]。
- ウクライナのオレーナ・ゼレンシカ大統領夫人は、国連本部で開かれた国連総会の関連行事に出席し、ロシアに連れ去られて洗脳を受け、国民としてのアイデンティティーを奪われているウクライナの子供たちが帰国できるよう、各国首脳に支援を要請した[289]。これまでにウクライナの子供たち計1万9000人以上が、強制連行されたり、ロシアの本国や占領地に送られたりしており、このうち帰国を果たしたのはわずか386人だと説明した[289]。連れ去られた子供たちはロシアで、「両親も国もあなたたちを必要としていない、誰も帰りを待っていないと言われている。もうウクライナの子ではなく、ロシアの子なのだと教え込まれている」と訴えた[289]。
- 国際司法裁判所（ICJ）は、ウクライナがロシアの軍事行動停止などを求めた訴訟の口頭弁論があり、ウクライナの代表がロシアに対して賠償金の支払いを命じるようICJに求めた[290]。ロシアは、ICJに裁判権がないとして請求棄却を求めたが、ウクライナの代表は「全面的な裁判権を有する」と強調した[290]。ウクライナ東部の親露派地域でのウクライナによるジェノサイドから住民を保護することが侵攻理由だったとのロシアの主張に対して「ひどいうそだ」と反論した[290]。ウクライナはロシアによる侵攻直後の2022年2月末にICJに提訴し、ICJは2022年3月に侵攻に深い懸念を表明し、仮処分として請求通り侵攻を停止するよう命じたが、ロシアは従っていない[290]。
- グロッシーIAEA事務局長は、ロシアの占領下にあるウクライナ南部ザポリージャ原子力発電所の安全性について「これまでにやや改善が見られているが、状況は依然として極めて不安定だ」と述べた[291]。ロシアとウクライナは原子力発電所周辺での砲撃を巡り非難の応酬を繰り広げているが、IAEAは事故防止に向け安全確保を目指している[291]。
- ロシア国防省は、ウクライナに近いベルゴロド州とオリョール州にドローンが飛来し、いずれも撃墜したと発表した[292]。
- ロシアのショイグ国防相は、イランの首都テヘランを訪問し、イラン・イスラム共和国軍のバゲリ参謀総長と会談した[293]。ウクライナ侵攻を続けるロシアは、イランから自爆ドローンなどの兵器供与を受けており、戦争の長期化を見据えて軍事協力を推進する可能性がある[293]。
- オースティン米国防長官は、ドイツのラムシュタイン空軍基地で開かれたウクライナ支援国で構成する「ウクライナ防衛コンタクトグループ（UDCG）」の会議に出席し、既にウクライナへの供与を表明した主力戦車「M1A1エイブラムス」が劣化ウラン弾と共に間もなく引き渡されると述べた[294]。ウクライナ軍の反転攻勢については「着実に前進している」と強調した[295].。また、これまでに欧米などによるウクライナへの軍事支援は、総額760億ドル以上に上ると述べ、ロシアが穀物輸出のための港湾インフラを攻撃していることを受け、防空システム強化へさらなる支援が必要だと訴えた[295]。米軍制服組トップのミリー統合参謀本部議長もUDCGに出席し、ウクライナ軍の反転攻勢を評価しつつも「（ウクライナ軍は）54％の占領地域を解放し、戦略的な主導権も維持しているが、まだ先には多くの仕事が残っている」と指摘し「占領地域に展開する20万-30万人のロシア兵を追い出すのは、ウクライナ軍にとって厳しい仕事だ」と述べた[296][297]。
- デンマークとオランダ、チェコの国防省は、各国産業界の在庫や製造による物資の継続的な提供がウクライナの軍事力にとって極めて重要であるとの認識を共有しているという共同声明を出した[298]。この声明に基づき、デンマーク国防省は、ウクライナに近代化された「T-72」戦車15両と「レオパルト1」戦車30両の計45両の戦車を追加供与すると明らかにした。追加の兵器や弾薬、地雷除去装置も提供する[298]。
- ノルウェー政府は、ウクライナに車輪のついた車両ではアクセスできない地形でも運転でき、弾薬や水、食料、兵士を輸送できる貨物運搬車を約50両を提供する予定だと明らかにした[298]。
- ポーランドのアンジェイ・ドゥダ大統領は、ロシアの侵攻からウクライナを守るために西側諸国がウクライナを支援することは世界的に重要な結果をもたらすとの認識を示し、ウクライナの支援国に対して揺るぎない姿勢を保つよう促した[299]。「ロシアが欧州の国境を強制的に動かすことを合法的にできないようにすることだ」とし「これが将来の和平を保証するものであり、アメリカにとってもそうだ」と述べた[299]。「ロシアを止めることができるのは、ロシアが敗北したときだけだ。ウクライナが占領地からロシア軍を追い出し、西側諸国の援助のおかげで、ウクライナが国際的に承認された国境を再び支配できるようになったとき、ロシアは敗北する。そのとき初めて、ロシア帝国主義が敗北したと言うことができる」と述べた[299]。
- 韓国外務省は、クリク在韓国ロシア大使を呼び出し、露朝首脳会談を契機とした北朝鮮との軍事協力の動きを直ちに中断するよう求めたと明らかにした[300]。張虎鎮外務第1次官は、韓国の安全保障を脅かすいかなる行為に対しても「国際社会と協力し、明らかな代価が伴うよう強く対処していく」と強調し、国連安全保障理事会決議に違反するロシアの対北協力は「韓露関係にも否定的な影響を及ぼす」と警告した[300]。
- G7外相会合をアメリカ北東部ニューヨーク州ニューヨーク市で開催し、ロシアの侵攻を受けるウクライナ支援継続を確認し、ロシアと北朝鮮の関係強化に懸念を示した[301][302]。日本からは上川陽子外相が出席した[303]。日本政府は、「G7はロシアによる侵略戦争を可能な限り最も強い言葉で非難する」とした議長声明[304][305]を発表した[301]。米国務省の高官は、この会談で「ロシアが中長期的にこの戦争に落ち着くとの認識があった」とし、これは西側諸国によるウクライナへの支援継続と中期的な安全保障支援および経済支援の確保を意味するとした[306]。
- 松野博一官房長官は、ロシアによるウクライナ侵略を巡り「中国に対して、ロシアが軍事的侵略を停止するよう圧力をかけることを求める」とし、ロシアへの経済制裁を効果的にするために「第三国を通じた制裁の迂回・回避を防ぐことが重要だ。国連総会の場も含めて、さまざまな国との間で協力を確認する」と述べた[307]。

### 9月20日
- ウクライナ軍は、ウクライナ南部クリミア半島セヴァストポリ近郊にあるロシア海軍黒海艦隊の司令部を攻撃し、成功したと発表した[308][309][310]。一方でロシアに任命されたミハイル・ラズボジャエフ「知事」は、セヴァストポリに対するミサイル攻撃を阻止したと表明した[308]。
- GURは、18日にロシアの首都モスクワから北東に30キロ離れたところにあるチカロフスキー空軍基地の飛行場が攻撃を受け「未確認の工作員が航空機2機とヘリコプター1機を爆破した」と明らかにした[311]。「ロシア連邦捜査委員会がチカロフスキー空軍基地の飛行場での破壊工作を調べている」と明らかにした[311]。「未確認の人物が厳重に警備されている飛行場に爆発物を仕掛け、ロシア空軍第354特殊部隊連隊に所属するアントノフ148型機とイリューシン20型機に加えモスクワ州上空で攻撃ドローンの撃墜を積極的に行っていたMI-28Nヘリコプターを爆破した」と説明し、機体の損傷の程度から早期の修復は見込めないとの見方を示した[311]。
- ウクライナ軍参謀本部は、前夜から朝にかけてロシア軍がドローン攻撃を仕掛け、ウクライナ空軍が領内に飛来した24機のうち17機を破壊したと発表した[292]。ドローンは中部ポルタワ州、北東部スームィ州、南東部ドニプロペトロウシク州などに到達し、ポルタワ州では製油所で被害が出た[292]。ポルタワ州の当局高官は「ロシアは繰り返しポルタワを攻撃した」とし「防空システムがロシアのドローン攻撃にうまく対応した」ものの、クレメンチュクの製油所で火災が発生したと明らかにした[292]。
- 国連安全保障理事会のロシアによるウクライナ侵攻を巡り国連憲章の原則を討議する首脳級の公開会合が開かれた[312]。グテーレス事務総長は「国連憲章は、より平和な世界に向かうためのロードマップだ」と強調し、ロシアのウクライナ侵攻は「憲章の明確な違反だ」と非難した[312]。国際情勢がこれ以上悪化しないよう、各国がそれぞれできることに取り組むよう求めた[312]。ゼレンスキー大統領は「ウクライナは自衛権を行使している」とし、ウクライナへの軍事支援や対露制裁、国連でのロシア非難決議は「国連憲章を守ることに資する」などと訴えた[313]。ロシアの侵攻開始以降「我々は苦痛を感じている」と述べ、「世界のほぼ全てがロシアの犯罪を理解している。この国家（ロシア）は侵略を行うことによって、国際規範を損なおうとしている」と非難し、10項目の和平案[注 8]からなる「平和の公式」について説明した[314]。ロシアのワシリー・ネベンジャ国連大使は、ゼレンスキー大統領がグテーレス事務総長に続き2番目に発言することに対し「ウクライナの大統領が理事国より先に発言することは受け入れられない。西側の一方的なルールだ」と批判した[314]が、議長であるアルバニアのエディ・ラマ首相が「ロシアが戦争をやめれば問題は解決する」と一蹴した[312]。カナダのジャスティン・トルドー首相は、ロシアのウクライナ侵攻に対して行動を起こすよう呼び掛け「今何が起きているのか、100％明確にする必要がある。常任理事国のロシアが違法な戦争を開始し、今も続けている」と述べ、ロシアが安保理で拒否権を行使し、ウクライナでの戦争と国連の原則の侵害を助長していると指摘した[315]。ゼレンスキー大統領も、「侵略者が拒否権を握っていることが、国連を行き詰まりに追い込んでいる」と述べ[316]、ロシアによる拒否権が戦争を止めることを不可能にしているとして、ロシアから拒否権をはく奪するよう求めた[315][317][318]。ラブロフ露外相は、ゼレンスキー大統領が退席した後に出席し、西側諸国が「偏狭な地政学的ニーズのみに基づきケースバイケースで国連憲章を利用している」と非難し、「これは世界の安定を揺るがし、新たな緊張の温床を悪化させ助長する結果となった。世界的な紛争のリスクが高まった」と主張した[318]。岸田文雄首相は、ウクライナ侵攻を続けるロシアが「世界中で無法の支配への懸念を深刻化させている」と述べ、即時かつ無条件の撤退を要求し、ウクライナの平和実現に積極的に貢献する意向も示した[319][320]。ロシアからベラルーシへの核兵器配備、ウクライナ南部ザポリージャ原子力発電所の占拠に関し「世界の平和と安定を脅かしている。ロシアによる核の威嚇と使用は断じて受け入れられない」と反発し、侵攻が難民、食料・エネルギー安全保障、原子力安全の問題を引き起こし「世界中で多くの人々を苦しめている」と非難した[319]。
- 国連総会の一般討論演説は続き、韓国の尹錫悦大統領は、ウクライナを侵攻するロシアと北朝鮮の軍事協力について「韓国と同盟国、友好国はこれを座視しない」と表明し「ウクライナだけでなく韓国の安全保障と平和を直接的に狙った挑発になる」と批判した[321][322][323]。
- 英国防省は、東部ドネツク州の要衝バフムト近郊での前進を「戦術的成功」と評価し、「南側からバフムトに通じる主要補給路の一つにウクライナ軍は近づくことになる」と分析した[292]。
- ポーランドのマテウシュ・モラヴィエツキ首相は、「もうウクライナに武器は送らない。我々はいま自国の武装を進めているからだ」と宣言した[324][325][326]。ウクライナの隣国ポーランドは、最も強力な支援国の一つだが、ウクライナ産穀物の受け入れを巡り、ウクライナとの対立が激化していた[324]。ウクライナを危険にさらすつもりはないとし、安全保障上の協調は維持する姿勢を示した[324]。21日、政府のピオトル・ミュラー報道官は、「ポーランドは、合意済みの武器・弾薬の供与のみ履行する。これにはウクライナとの合意に基づくものも含まれる」と説明した[327][328][329]。22日、ドゥダ大統領は、首相の発言について、「最悪の形で解釈された。ポーランド軍を近代化するために現在購入している新しい兵器は、ウクライナに供与しないという趣旨だったのだろう」として「米国と韓国から新兵器を受け取れば、ポーランド軍が現在使用している兵器を放出することになる。おそらくウクライナに供与することになるだろう」と述べた[327][328][330]。
- ゼレンスキー大統領とブラジルのルーラ大統領は、ニューヨークで会談し、ウクライナとロシアの紛争の平和的な解決策を見いだすことが重要との認識で一致した[331][332]。和平の仲介に意欲を示すルーラ大統領が、ゼレンスキー氏と対面で会ったのは初めてとなる[331]。ルーラ大統領は「われわれの国の間で対話を維持することが重要だ」とし、ゼレンスキー大統領は「誠実で建設的な議論だった」と応じた[331]。
- ゼレンスキー大統領は、ニューヨークにあるウクライナの国連代表部で、金融最大手JPモルガン・チェースが主催する会合[注 9]に出席し、戦争で荒廃した国と経済の再建策について協議を行い、ウクライナへの資金援助を訴えた[333][334]。
- 上川陽子外相とクレーバ外相は、ニューヨークで会談し、「公正かつ永続的な平和」の実現に向け、緊密に連携することを確認した[335][336]。 上川外相は、ロシアを非難し「一日も早くウクライナに公正かつ永続的な平和が実現するよう緊密に連携したい」と呼びかけ、越冬対策として9月中にウクライナに大型変圧施設2基の供与を行うなど、今後も支援を継続する考えの伝達も行った[335][336]。クレーバ外相は「今後協力していくことを楽しみにしている」と述べ、日ウクライナ両国がウクライナ支援に向けた2国間文書の作成のための交渉開始で一致していることを念頭に、日本の支援に謝意を示した[336]。

### 9月21日
- ウクライナの当局者は、ウクライナ軍の部隊がロシア軍の防御を突破して深く入り込むなど南部ザポリージャ州で進展があったと明らかにした[337]。国家警備隊の高官はメリトーポリの戦況について「ロシア軍の強い抵抗にもかかわらず、攻撃部隊がロシア軍を追い出し、陣地を固めている」と報告し、多くの地雷が埋められている中、一部でロシア軍の防御を突破して前進していると述べた[337]。一方、ウクライナ南部ザポリージャ州ロシア側「幹部」ロゴフは、ロボティネ村とベルボベ村の間に位置するオリヒフ方面で、ロシア軍のドローンが突破を試みたウクライナ軍の襲撃グループを攻撃したと明らかにし、ウクライナ軍は多大な損失を被り、撤退を余儀なくされたと主張した[337]。ザポリージャ州のロシアに任命されたバリツキー「知事代行」は、ウクライナ軍がロボティネ地域で部隊の再配置を完了しつつあると述べ、ロボティネとベルボベの一帯では状況は悪化するとの見通しを示した[337]。
- ロシア軍は、ウクライナの首都キーウなど各地に大規模な空爆を行い、インフラ施設が被害に遭った[338][339][340]。暖房需要が高まる冬場を前に、エネルギー施設への攻撃を強化した可能性があり[341]、「電力インフラ攻撃は6か月ぶりだ」と指摘した[342]。シュミハリ首相は、少なくとも20人が負傷したと明らかにした[341]。ウクライナ空軍はミサイル43発のうち36発を撃墜したと発表した[341]。クリメンコ内相は、北部キーウ州、中部チェルカースィ州、東部ハルキウ市で負傷者が出たとし、多数の州で爆発音が聞こえたとも述べた[338]。キーウ市のクリチコ市長は、市中心部にはミサイルの破片が落下し、インフラ施設や数軒のビルが損傷し、7人が市内で負傷したと明らかにした[338][341]。西部リヴィウ州のコジツキー知事は、ポーランドとの国境から約60キロのドロホビッチ市にロシア軍が発射したミサイル3発が着弾したと述べた[338]。中部チェルカーシではホテルや商店などが被害を受け、11人が負傷した[341]。内務省や地方当局は、北東部ハルキウ州、西部のフメリニツキー、リブネ、リビウ、イワノフランコフスクの4州、中部ビンニツァ州で爆発があった他、南部ヘルソン州のプロクディン知事は夜間にヘルソン市の寮がロシア軍の砲撃を受け、2人が死亡したと明らかにした[338]。
- SBUは、ウクライナ軍が南部クリミア半島のサーキ飛行場を攻撃し、ロシア側の戦闘機が少なくとも12機やドローンの関連施設に「深刻な打撃」を与えたと明らかにした[343]。一方で、ロシア国防省は、対空部隊が黒海とクリミア半島上空でウクライナのドローン19機を破壊し、ロシア中南部クルスク、ベルゴロド、オルロフの地域上空でも3機を破壊したとし、ウクライナによる「テロ攻撃の試み」を阻止したと説明した[344]。
- スロバキア政府は、停止しているウクライナ産穀物の受け入れについて、ウクライナと取引許可制度の創設で合意したと発表した[345][346][347]。スロバキア農業省は「ライセンスの発行と管理に基づく穀物取引制度」を設けることでウクライナと合意したと発表し、制度創設後にウクライナ産農産物の禁輸を解除すると述べた[346]。ウクライナはスロバキアとのWTOでの係争を中断する方針で、禁輸を巡り対立が先鋭化するポーランドとの間でも和解を模索する動きがあり、紛争緩和の兆しが出ている[345]。
- ウクライナとポーランドの農業担当相は電話会談し、近く輸出問題での協力策など具体的な解決策を協議ウクライナ産穀物の輸出を巡る通商摩擦の解決を目指すことで一致した[347]。
- ウクライナ南部オデーサの港を出航し、黒海のルーマニア、ブルガリア沖合を南下していた穀物船が、トルコの最大都市イスタンブールのボスポラス海峡付近に黒海穀物イニシアティブ停止以降初めて到着し、穀物船はイスラエルに向かっているという[348]。
- ゼレンスキー大統領は、ワシントンD.C.にあるアメリカ合衆国議会で共和党のマッカーシー下院議長ら下院指導部と会談した。民主・共和両党の上院議員との会合に出席し、「支援を受けなければ、われわれは戦争に負ける」などと訴えた[349]。その後、ホワイトハウスでバイデン米大統領と会談し、ウクライナ軍の反転攻勢がロシア軍の第一防衛線を突破するなど徐々に戦果を挙げていると説明し支援継続を訴えた[349]。「子供や家族、自由と民主主義を守る連帯を強めたい」と表明した[349]。ロシア軍が国民の戦意喪失を狙いインフラ施設の爆撃を激化する冬季を控え、「防空システム増強が急務」と訴えた[349]。バイデン大統領は、クラスター弾や防空能力を向上させる砲弾など3億2500万ドルの追加軍事支援を発表するなどウクライナの長期的な安全保障を支える立場を強調し、「ウクライナの主権と領土の一体性を尊重し公正で恒久的な和平を支持する」と述べた[349]。また、射程約300キロの地対地ミサイル「ATACMS」のクラスター爆弾を使うタイプを少数供与する方針を伝達した[350][351][352][353]。
- ゼレンスキー大統領は、ワシントンD.C.の国立公文書館で演説し「ウクライナと米国の間に、これほど強力な結束があったことはかつてなかった」と述べ、支援に繰り返し謝意を示した[354]。「アメリカが（支援によって）何百万人ものウクライナ人の命を救ったことを知ってほしい」と語り、「ウクライナは常に感謝している」と強調し「ウクライナは共通の勝利によって、この戦争を終わらせることができる」とも語り、ロシアに対する勝利を誓った[354]。
- チャールズ英国王は、元老院で演説し、ロシアの侵攻を受けたウクライナの勝利に向け、英仏両国の団結を訴えた[355]。第二次世界大戦でのイギリスと自由フランス軍の団結を引き合いに出し「あれから80年以上が経過した今われわれは再び不当な侵略に直面している」と指摘し、ロシアのウクライナ侵攻に「共に立ち向かわなければならない」と述べた[355]。
- 米紙ウォール・ストリート・ジャーナル（WSJ）は、ウクライナ南部ザポリージャ州で、ウクライナ軍の反転攻勢により装甲車両が初めてロシアの主要防衛線を通過したと報じた[356]。一方で突破口は小さく、ロシア軍の激しい抵抗を受けているといい、南部戦線では、塹壕や「竜の歯」と呼ばれる対戦車障害物による防衛網の先に戦闘車両を運べず、ウクライナの進軍ペースが上がっていないと指摘した[356]。今回の成果はクリミア半島とロシア本土を分断する南下作戦の「重大な節目」になると分析した[356]。

### 9月22日
- ウクライナ軍は、南部クリミア半島セヴァストポリにあるロシア海軍黒海艦隊司令部への攻撃に成功したと発表した[357][358][359]。ロシア国防省は、ロシア南部クラスノダール地方とウクライナ南部クリミア半島の南東岸付近の黒海上空で、防空システムがウクライナのドローンを1機ずつ撃墜したと明らかにした[360][361]。合計5発のミサイルも迎撃した[361]が、少なくとも1発のウクライナ軍のミサイル攻撃を受け、軍人1人が行方不明になったことも発表した[358]。ウクライナ南部クリミア半島セヴァストポリ特別市のロシアに任命されたミハイル・ラズボジャエフ「知事」は、黒海艦隊司令部に黒煙が上がったが、死傷者はいないと明らかにした[362]。23日、ウクライナ特殊作戦軍は、この攻撃が「Crab Trap」と名付けられた特別作戦だったと明らかにし、ロシア海軍上層部の会合に合わせて行われ上層部を含む数十人の死傷者が出たと発表した[363]。ウクライナ軍の「大胆で念入りな仕事」により「時間を合わせた精密な攻撃」が可能になったと述べた[363]。25日、ウクライナ特殊作戦軍は、声明で「黒海艦隊のビクトル・ニコラエヴィッチ・ソコロフ司令官を含む将校34人を殺害した。その他に105人を負傷させた。司令部は修理不能だ」と主張した[364][365][366][367][368][369]。27日、ロシア外務省のザハロワ報道官は「あの攻撃が、西側の情報網やNATOの人工衛星機器、偵察機を用いて事前に計画されていたことには、ほんのわずかな疑いの余地もない」と断定し、「米英の情報機関との緊密な調整の下に」実行されたとの見方を示した[370]。
- ウクライナ中部ポルタワ州のドミトロ・ルーニン知事は、ロシア軍がポルタワ州クレメンチュクの民間施設をミサイル攻撃し、1人が死亡、31人が負傷したと明らかにした[359]。
- サイバー防衛を担当するウクライナ国家特殊通信庁国家特殊通信・情報保護局（SSSCIP）のユーリ・シチホリ局長は、ロシア軍の情報機関ロシア連邦軍参謀本部情報総局（GRU）やロシア連邦保安庁（FSB）によるハッカー攻撃が「エネルギー施設に焦点を当てたものから、以前はそれほど標的にされなかった法執行機関へと方向性が変わってきている」と指摘し、「こうした裁判所、検察、法執行機関へのシフトは、ハッカーがウクライナにおけるロシアの戦争犯罪に関する証拠を集めていることを示している」と述べた[371]。
- ウクライナ軍で南部戦線を指揮するウクライナのタルナフスキー司令官は、「天候は前進時の深刻な障害となりうるが、我々が車両をほぼ使わずに前進していることを踏まえると、反攻に大きく影響するとは思えない」との見通しを示し、ウクライナ軍に最大の突破口が開けるのはこれからになると指摘した[372]。現在のロシア軍はトクマクの防衛線の深さに頼っている状況であり、突破口が開けるのは「トクマクの後になるだろう」とも指摘した[372]。小規模で有害な敵の防衛グループの組み合わせが細かく巧みに配置されているが、ウクライナの急襲部隊と向かい合えば「彼らは徐々に後退せざる得ない」状況だとも説明した[372]。最終結果については自信を示しつつも、反転攻勢を成功させるには少なくともトクマクに到達する必要があるとし、「トクマクは最低限の目標に過ぎない。全体の目標は国境に到達することだ」とした[372]。
- ゼレンスキー大統領は、カナダの首都オタワを訪問し、カナダ議会に集まったカナダ議員らから満場の拍手で歓迎を受け演説を行った[373][374][375]。カナダの支援により「何千もの命が救われた」と謝意を表明し「ロシアの侵略はわれわれの勝利で終わらなければならない」と述べ、さらなる連帯や支援の継続を訴えた[373]。トルドー首相は、今後3年間でカナダ国内で製造される装甲車50台の提供を含む6億5000万カナダドル相当の追加支援を供与すると発表した[373][374]。また「カナダによるウクライナへの支援は揺るぎなく、今後も変わることはない」と改めて表明し「ウクライナはわれわれ全てを守るルールに基づく秩序のために立ち上がり、戦い、命を落としている。ウクライナがこの戦争に勝利することはカナダ国民の利益になる」と述べた[375]。63のロシアの個人と団体を制裁対象に新たに加え、ウクライナと共同で中央銀行資産を含むロシアの資産の差し押さえと没収について、政策決定者に助言を行う専門家チームの設立を支援することも明らかにした[375]。
- ペスコフ露大統領報道官は「ポーランドとウクライナの間には間違いなくあつれきがある。われわれは、こうした両国のあつれきが増大するとみている。ウクライナと他の欧州諸国とのあつれきも時間とともに増大するだろう。これは避けられない」と述べた[376]。また「当然ながら、わが国はこれを注視していく」として、ウクライナとポーランドを「反ロシア」の中心地であり、ポーランドを「かなり攻撃的な」国と呼び、「破壊工作」を行っていると非難し、ロシアと同盟国ベラルーシは「ポーランドから来る可能性のあるあらゆる潜在的脅威」を「警戒」していると述べた[376]。
- ポーランドのドゥダ大統領は、「ウクライナからポーランド市場への穀物供給を巡る対立がポーランドとウクライナの全体的な関係の一欠片であることに疑いの余地はない」と指摘し、ウクライナとポーランドの良好な二国間関係に「大きな影響を与えるとは思えず、この問題はわれわれの間で解決する必要がある」とした[377]。また、ポーランドのラウ外相は、ポーランドは「この戦争から活気に満ちた経済を伴った力強いウクライナ国家が誕生する」ことを望んでいるとし、ポーランドは「NATOとEU加盟に向けたウクライナの取り組みを支援し続ける」とした[377]。
- 松野博一官房長官は、ウクライナ産穀物を巡る対立に関して「ウクライナと東欧諸国の連携はこれまで極めて重要な機能を果たしてきており、今後も重要性は不変であると認識している」と述べ「今後の事態の推移を注意深く見守っていきたい」とした[378][379]。

### 9月23日
- ゼレンスキー大統領は、アイルランド西部クレア県にあるシャノン空港で、アフリカ北東部スーダン人民解放軍トップのアブドゥルファッターハ・アブドッラフマーン・ブルハーン主権評議会議長とロシアが資金援助している「非合法の武装集団」について会談し、ロシアの資金源を断つために協力を要請した[380]。
- ゼレンスキー大統領は、ウクライナと国境を接するポーランド東部ルブリン県ルブリンを訪れ、「これほど強い隣国があることを誇りに思う」と述べて良好な両国関係をアピールした[381]。また、ウクライナ支援に関わったポーランド人ジャーナリストやボランティアを表彰した[381]。
- ウクライナのイリーナ・ベレシチュク副首相は、ロシアが一方的に併合したウクライナ南部クリミア半島に住むウクライナ人に避難を呼びかけた[382]。ウクライナはクリミア半島奪還を目指し、クリミアのロシア軍拠点への攻撃を強化しているためで、住民に「ウクライナ側の地域か第三国で半島の解放を待ってほしい」と訴えた[382]。
- ウクライナ軍で南部戦線を指揮するタルナフスキー司令官は、ロシアの民間軍事企業「ワグネル」が南部ヘルソン州に再配備されたとの情報の真偽について尋ねられ、「一部の方面に出現している。ヘルソン州なのかは言えない」とし、「事実は彼らのバッジがあちこちで見られるということだ。絶え間なくだ」と続けた[383]。敵側が戦術的などによりこなれた動きを示し始めた時、自らの部下はワグネルの戦闘員の存在を常に疑っているとも指摘し「我々の攻撃が、通常ではなく注意を引くような手立てなどで阻止された時、ワグネルの介在を疑っている」と主張した[383]。また、ウクライナ軍が南部ザポリージャ州ロボティネ近郊の村ベルボベでの戦闘でロシア軍の「第3防衛線」を破ったと明かし、「大きな突破口になる」との見方を示した[384]。
- ラブロフ露外相は、ウクライナが提唱する10項目の和平案[注 8]からなる「平和の公式」について「完全に実現不可能だ」と述べ、「（和平計画は）非現実的だと誰もが分かっているにもかかわらず（ウクライナや西側諸国は）交渉の唯一の土台だと言っている」と非難した[385][386][387][388]。ウクライナがこの姿勢を変えない限り、戦闘は続くと主張した[385]。ロシアが離脱した黒海穀物イニシアティブについては、ロシア産穀物の輸出正常化の約束が果たされなかったと主張し、復帰は「現実的でない」と否定した[386][387]。侵攻開始以降ウクライナに数十億ドル規模の武器を供与し続けている西側諸国と「われわれと真っ向から戦っている」とし、「どのように表現しても構わない。われわれはハイブリッド戦争と呼ぶが、（ロシアと戦っているという）事実は変わらない」と述べ、ロシアと「事実上の」戦闘を行っていると非難した[389][390]。特に米英については情報活動面でも支援しており、西側の軍事顧問も存在すると述べた[389][390]。国連総会一般討論演説では、ウクライナを支援する西側諸国などを「うその帝国」などと批判[386]し、「世界を民主主義と専制主義に分断し、自分たちの新植民地主義的なルールだけを全ての人に指示している」と非難し、国際的な議論の議題を「ウクライナ化」する試みは「西側の利己主義」だと指摘した[388]。
- ロシアが一方的に併合を宣言したウクライナ南部ザポリージャ州のロシア側「議会」は、2022年4月からロシア側行政府トップを務めているエフゲニー・バリツキーを「州知事」に選出した[391]。
- カトリック教会のフランシスコ教皇は、「今、一部の国が前言を取り消し、武器を供与しないことを目の当たりにしている。殉教者がウクライナ国民となる過程が始まっており、これはひどいことだ」と述べ、ウクライナへの武器供与を保留することでウクライナの人々が殉教者となるとした[392]。また、各国がウクライナに対して武器を供与しながら、それを奪うという「矛盾」により、ウクライナの人々が殉教者のままとなっていると述べた[392]。武器を売買する人々は自分の選択の結果について報いを受けることは決していないが、ウクライナの人々のような殉教者がその報いを受けるという[392]。バチカンの報道官は、フランシスコ教皇は各国がウクライナに武器を供与し続けるべきか、あるいはやめるべきかについて、一定の立場を示しているものではないと指摘し、むしろ軍需産業がもたらした結果についての考えだと説明した[392]。

### 9月24日
- ロシア軍は、 ウクライナ南部ヘルソン州の各地に爆撃を行い、少なくとも2人が死亡、8人が負傷した[393]。ドニプロ川西岸地域では、ロシア軍が占拠する東岸から攻撃があった。
- ゼレンスキー大統領は「アメリカと兵器や対空防衛システムを共同生産する歴史的な決定があった」と明らかにし「防衛産業を強靱にし、経済や都市の防衛につながる」と期待を示した[394]。実現すれば前線への兵器供給拡大や、自爆無人機やミサイルによる攻撃を受け続けているインフラ施設の防衛能力が大幅に向上するとみられる[394]。
- ウクライナ東部ドネツク州の一部を占領する自称「ドネツク人民共和国」のデニス・プシーリン「首長」が18日に署名した平日の午後11時から午前4時までを外出禁止とする法令が施行された[395]。FSBやドネツク人民共和国の「情報省」による郵便物やインターネット通信、電話での会話に対して軍事的な検閲も始まった[395]。
- ロシア西部クルスク州当局は、FSBの施設がウクライナの無人機攻撃を受け、屋根を損傷したと明らかにした[393]。
- ロシア軍は、東部ドネツク州の戦線で失地を回復しようと攻勢を強めた[396]。
- グラント・シャップス英国防相は、ロシアの侵攻を受けるウクライナへの支援を巡り、2024年アメリカ合衆国大統領選挙の結果にかかわらず「われわれは引き続き支援する」と表明した[396][397]。米共和党の一部に支援継続への懐疑論が広がっていることを問われ、イギリスの「揺るぎない支援」継続の立場を改めて説明し、「ゼレンスキー大統領が言うように、ウクライナが民主国家であり続けることが、アメリカにとっても世界にとっても利益になる」と強調した[396][397]。
- ポーランドのドゥダ大統領は、ウクライナ産穀物がポーランドを通過し、最も必要としている国々に届くことを可能とする輸送経路の準備を進めていると明らかにした[398]。ポーランドが国内市場でウクライナ産穀物の販売禁止を維持したことについて正しい判断だとの認識を示した上で、穀物が国内を通過できるようあらゆる措置を取らなければならないと述べた[398]。

### 9月25日
- ウクライナ軍は、南部のオデーサ港がロシアによるミサイルやドローン攻撃を受け、女性1人が負傷し、ホテルで火災が発生するなど建物や港湾インフラが大きな被害を受けたと発表した[399]。ウクライナ空軍は、ロシアが夜間にオデーサを中心とするウクライナに向けて展開させたイラン製ドローン「シャヘド」19機、巡航ミサイル「カリブル」11発[注 10]、極超音速ミサイル「オーニクス」2発を防空システムが破壊したと明らかにした[399][400]。破壊された施設には約1,000トンの穀物が貯蔵されていたといい、ウクライナ国防省は、22日に行ったロシア海軍黒海艦隊司令部攻撃への「哀れな報復の試みだ」との見方を示した[368]。
- ロシア国防省は、防空システムが黒海北西部とクリミア半島上空でウクライナのドローン4機を、ロシア西部クルスクとベルゴロド地方上空でウクライナのドローン4機をそれぞれ破壊したと発表した[399]。一方、ベルゴロド州のグラドコフ知事は、ベルゴロド州南部上空でロシアの防空部隊がウクライナのドローン7機を撃墜したと明らかにした[401]。
- ゼレンスキー大統領は「朗報だ。エイブラムスが到着し、部隊増強のための準備に入っている」と述べ、米主力戦車「M1A1エイブラムス」がウクライナに到着したと明らかにした[368][402][403][404][405]。アメリカはM1A1エイブラムスを31両供与すると表明しており、米国防総省はその第1陣がウクライナに到着したことを確認した。[404]。米当局者は、「2個小隊程度」の同戦車の引き渡しが完了し、今後数か月以内に追加の引き渡しが行われると述べた[405]。
- ウクライナは国内のエネルギーシステムを強化するため、アメリカから新規のエネルギー支援4億2200万ドルを受け取るほか、改革など一定の措置の履行を条件に追加で1億ドルを受け取る了解覚書に調印した[406]。ウクライナでは発電所や変電所がロシアの空爆を受けており、重要インフラの復旧を支援する[406]。電力部門の改革も支援し、EUと統合された競争力のある低炭素エネルギー経済への移行を促す[406]。
- ロシア内務省は、ICCの所長ピョートル・ホフマンスキと副所長ルス・デル・カルメン・イバニェス・カランサと裁判官バートラム・シュミットの3人を指名手配したと発表した[407][408][409][410]。容疑の詳細には言及していない[407][408][409]。ICCは3月、ウクライナの子供たちを国外へ違法連行した戦争犯罪の疑いで、プーチン大統領に逮捕状を出した[407][408][409][410]。対抗措置として7月以降、ロシアはICCのカリム・カーン主任検察官や赤根智子など複数の裁判官を指名手配している[407][408][409][410]。
- 国連のウクライナ調査委員会は、ロシア軍が占拠した地域で残酷な拷問を行い、死者が出ていると報告した[411]。エリック・モーセ委員長は、人権理事会で「占拠地域におけるロシア軍の拷問が広範かつ組織的に行われていたことを示すさらなる証拠を得た」と説明し、「被害者を死に至らしめるほどの残虐な拷問も行われた」と述べた[411]。また、ヘルソン州の占領地域で「ロシア兵は19歳から83歳までの女性に性的暴行を加えた」と述べた[411]。多くの場合、家族は隣の部屋に監禁され、暴行の様子を聞かされていたという[411]。ウクライナ軍による違反行為も少数あったと指摘し、無差別攻撃やロシア人拘束者に対する不当な扱いに関するものだと述べた[411]。
- ハンガリーのオルバーン・ヴィクトル首相は、ウクライナのハンガリー系住民の権利が回復されるまで、国際的ないかなる問題においてもウクライナを支持しないと表明した[412]。ハンガリーはウクライナが2017年に学校で少数言語の使用を制限する法律を可決したことを受け、約15万人のハンガリー系住民が教育などで母国語を使用する権利が制限されていると主張している[412]。
- 松野博一官房長官は、ロシアが離脱した黒海穀物イニシアティブについて「引き続き国際社会と連携し、ロシアが国際的な枠組みに復帰しウクライナから穀物輸出が再開されるよう強く求めていく」と述べ、復帰を否定していることについては「極めて遺憾で、世界の食料安全保障に与える影響を懸念している」と非難した[413]。

### 9月26日
- ウクライナ軍の当局者は、ドナウ川の港湾インフラが夜間にロシアのドローン攻撃を受け、トラックの運転手2人が負傷したと明らかにした[414]。ウクライナ南部オデーサ州のキペル知事は「ロシアのテロリストは2時間にわたり攻撃ドローンでオデーサ州を襲った」と説明し、イズマイール地区への攻撃で渡河点や倉庫、トラック約30台が損傷する被害が出たと述べた。大半の無人機はウクライナの防空システムが撃墜したとも述べた[414]。
- ウクライナ南部オデッサ州にあるルーマニアとの国境に位置する唯一のフェリー検問所であるオルリフカ検問所がロシア軍の無人機攻撃を受け、2人が負傷し、トラック数十台に被害が出た[415][416]。ルーマニア国防省は、声明で「不当かつ違法な攻撃を非難する」とした[415][416]。
- ゼレンスキー大統領は、前線から「良い詳細」について報告があり、ウクライナ軍はロシアに圧力をかけるべき場所を明確に把握していると明らかにした[417]。「侵略を続ける限り、ロシアは損失を感じなければならない」と強調し、「制裁だけでは十分ではない。テロ国家に対するわれわれの行動が増える」と述べた[417]。ウクライナ東部軍の報道官は、ウクライナ軍が東部ドネツク州バフムト近郊の村で「成功を収めた」と述べた[417]。ウクライナ南部部隊の報道官は、アゾフ海への進軍の一環として、南部ザポリージャ州ベルボベへの進軍態勢を整えており「間もなく良い知らせがあると信じている」と述べた[417]。
- ノルウェー政府は、ウクライナに対する人道支援として10億ノルウェー・クローネを拠出すると明らかにした[418]。今回の拠出資金について、最も弱い立場にある子供たちや難民、国内の避難民が、シェルターをはじめ、食料や水、衛生設備、教育、医療、心理的な支援、性的な暴力やジェンダーに基づく暴力からの保護などの重要な支援を受けられるようにすることを目的としていると説明した[418]。ウィットフェルト外相は「ロシアの残忍な戦争がウクライナの市民に多大な苦しみをもたらしている」とし、ウクライナの人々が再び戦争の冬を乗り越えるためにはノルウェーの支援が必要だと述べた[418]。
- ロシアの液化石油ガス生産業者が、西側諸国からの制裁を受け2015年から停止していたクリミア半島ケルチ港を経由するプロパンとブタンの定期輸出を再開した[419]。
- ペスコフ露大統領報道官は、米主力戦車「M1A1エイブラムス」がウクライナに到着したことについて、他の兵器と同じようにエイブラムスも燃やされ、紛争地帯の状況を変えることはないと述べた[420]。エイブラムス戦車は重大な兵器だとし、プーチン大統領が外国製の戦車について簡単に燃えてしまうと発言したことを思い出してほしいと述べ、エイブラムス戦車も同じように燃えるだろうとの認識を示した[420]。エイブラムス戦車の存在は重要ではあるものの、1種類の兵器が戦場の力関係を変えたり、戦争の行方や結果を変更したりすることはできないと指摘し、「これらすべてが『特別軍事作戦』の本質やその結果に影響を与えることは決してない」と述べた[420]。
- ロシア国防省は、ロシア軍の高官会議をモスクワで開き、ショイグ国防相ともに、ウクライナ軍が死亡させたと主張したロシア海軍黒海艦隊のソコロフ司令官が映っているオンライン会議の映像を公開した[421][422]。ただ映像では、ソコロフ司令官に発言はなく、映像の信憑性は低い[422]。
- 英国防省は、連日のウクライナ軍による攻撃で被害を受けたロシア海軍黒海艦隊について、一帯での広範な警備活動や港湾封鎖能力が低下する公算が大きいという見方を示し、ロシアの被害は深刻ながらも限定的だと分析した[423][424]。艦隊は巡航ミサイル発射など中核任務の遂行能力を残している半面、ウクライナ軍にとっては「ロシアの象徴的、戦略的な戦力を弱体化できる」証明になったと指摘し[423]、「これまでで最も損傷を与え、連携の取れたものだった」と評価した[424]。
- ヒラリー・クリントン元米国務長官は、ロシアによるウクライナ侵攻開始以降、NATO拡大が進んでいることについて、「おあいにくさま、ウラジーミル、自業自得だ。争点になっているが、以前から言い続けてきた通り、NATO加盟は強制ではない。自ら望んで選択する人々がいるのだ」と述べた[425]。
- 木原稔防衛相は、ウクライナの負傷兵2人を治療のため自衛隊中央病院で新たに受け入れたと明らかにし、「ウクライナから遠く離れた日本での治療であり、憲法上の問題は生じないと考えている。何より人道的な観点から（受け入れは）意義がある。今後もできる限り支援したい」と述べた[426][427]。2人はいずれも片脚を切断しており、9月21日に入院し義足の製作やリハビリ治療を受けている[426][427]。6月8日から7月29日にも2人のウクライナ兵を受け入れおり、第2陣となる[426][427]。

### 9月27日
- ウクライナ南部ザポリージャ州のマラシコ知事は、ザポリージャ州は直近24時間にロシア軍から130回の攻撃を受け、オリヒウではロシア軍の砲撃で66歳の住民が死亡し、別の村でも56歳の男性が負傷したと述べた[428]。また、ロシア軍は数か所の村に空爆4回とドローン、MLRSによる攻撃を仕掛け、住宅やインフラ施設を破壊したと述べた[428]。
- ウクライナ北東部ハルキウ州のシネフボウ知事は、州都ハルキウとボホドヒウ、チュフイフ、クプヤンシク、イジュームの各地区がロシア軍に攻撃されたと述べた[428]。チュフイウ地区の街ボウチャンスクでは複数の建物が損壊して火災が発生し、65歳の男性が負傷した[428]。イジューム地区の村ボロバでも砲撃で火災が発生し、その近くの村では小麦畑が被害を受けた。クピャンスクでは火災でインフラ施設が損壊した[428]。
- ウクライナ中部ドニプロペトロウスク州のリサク知事は、ドニプロペトロウスク州で2人の男性が負傷し、複数の建物に被害が出たと述べた[428]。
- ウクライナ東部ドネツク州の村オルリウカで、住民少なくとも1人が負傷した[428]。
- ウクライナ軍東部作戦管区のセルヒイ・チェレバティ報道官は「われわれはアンドリーフカとクリシチウカ付近で、敵の激しい攻撃を撃退し続けている」と述べ「敵は失った占領地を奪還しようと攻撃しているが、成功していない」とした[429]。一方、ロシア国防省は、ウクライナ東部ドネツク州クリシチウカ付近などでロシア軍がウクライナ軍による10回の攻撃を撃退したと明らかにした[429]。また、チェレバティ報道官は「最大数百人の元ワグネル戦闘員の存在を確認している」としながらも、さまざまな場所に散らばっており、一体化した組織的な部隊を構成していないため、戦況に大きな影響は出ていないと述べた[430][431]。ウクライナのポドリャク大統領府長官顧問は、ワグネルはもはや存在しないと指摘し、元ワグネル戦闘員はアフリカに渡航したり、ロシア国内で分散したり、ロシア国防省と契約してウクライナ東部のバフムト方面で戦っていたりしているとの見方を示した[430]。
- ロシアのウクライナ侵攻を受け、2022年4月に国連人権理事会の理事国を追放されたロシアが、2024年からの理事国復帰に向けて立候補した[432]。
- 米財務省は、イラン政府が、ウクライナ侵攻で使用する目的でロシアにドローンを供給していると非難し、イラン製ドローン向け部品調達網を対象に制裁を課すと発表した[433]。この調達網は、イランのイスラム革命防衛隊（IRGC）がイラン製ドローン「シャヘド」に使用される重要部品を調達するための出荷や金融取引を支援した[433]。
- アメリカのウクライナ経済復興担当特別代表ペニー・プリツカーは、現在はまだ戦闘が続いているものの、米民間企業は戦後のウクライナの再建に向けた準備にすぐにも着手しなければならないと指摘し、「ウクライナは大きな可能性を秘めている。農業、エネルギー、金属、鉱業、重要鉱物などの多岐にわたる分野で大きな機会がある」とした。同時に、復興は透明性と説明責任の改善を含む改革と同時に進められる必要があるとの考えを示した[434]。
- ポーランドのテルス農業相は、ウクライナのソルスキー農業政策・食料相とオンラインで会談を行い、ウクライナ産穀物を巡るウクライナとの対立について解決に向けた協議を行ったと明らかにし「将来についての協議を喜ばしく思う。お互い冷静になり、対話は恐らく良い方向に向かっている」と述べた[435]。ウクライナのカチカ通商代表はポーランドとの協議を建設的だと評価し、穀物輸入に対するこうした制限措置が今後繰り返されない保証を望むと述べた[435]。
- 英紙ガーディアンは、ウクライナ政府がG7政府に宛てた秘密文書にウクライナが撃ち落としたロシアのイラン製ドローン「シャヘド」から日本や欧米の企業が製造した電子部品が多数見つかったと報じた[436]。民生用部品が転用されており、企業による不正行為はなかったとしているが、イランに渡った民生用部品が軍事転用されていたことが浮き彫りになった[436]。
- 警察庁は、10月2-6日にウクライナ国家警察の鑑識担当警察官ら15人が来日し、東京都内で福島県警や警視庁から多くの遺体の身元を効率的に特定する手法を学ぶ研修を受けると明らかにした[437]。7月に幹部10人が来日したのに続き2回目となる[437]。福島県警察科学捜査研究所や警視庁の職員から研修を受け、前回より実務的な内容になるという[437]。

### 9月28日
- ウクライナ軍は、南部ザポリージャ州の集落ノボプロコポフカ付近に到達したと明らかにした[438]。
- プーチン露大統領は、民間軍事会社ワグネルの元司令官で現在国防省で働いているアンドレイ・トロシェフと義勇兵部隊をウクライナでどう活用できるか会談した[439]。プーチン大統領は、ワグネルの反乱からわずか数日後にワグネル戦闘員に軍務を続ける機会を提示したが、トロシェフ司令官の指揮下に入ることが条件だったという[439]。
- IAEA総会で、ウクライナ南部ザポリージャ原子力発電所を占拠するロシアに対して「全ての公認されていない軍や人員の速やかな撤退」を要請する内容を盛り込んだ決議が、賛成69、反対はロシアを含む6、棄権は30以上の賛成多数で採択された[440]。
- 米国防総省のシン副報道官は、ウクライナ操縦士に対するF16戦闘機の訓練で前段階となる英語教育がアメリカ南部テキサス州で始まったと明らかにした[441]。
- 米シンクタンク「戦争研究所」は、10月以降にイランのミサイルや核兵器開発に関与する個人や企業に対する国連の制裁が一部期限切れになるため、イランとロシアがミサイルや無人機のロシアへの供与拡大で合意する可能性があると指摘した[442]。
- シャップス英国防相は、ウクライナの首都キーウを訪問し、ゼレンスキー大統領と防空強化について協議した[443]。ゼレンスキー大統領は「全国民を代表して、イギリスの軍事的、財政的、人道的支援に感謝する」と表明し、防衛分野の協力により、長距離兵器を通じて戦闘能力を大幅に強化できたと述べた[443]。ウクライナのウメロウ国防相とも会談し、戦況やウクライナが緊急に必要としていることの説明を受けた[443]。ウメロウ国防相は「防空、大砲、対ドローンシステムを重視する。冬が来るが、準備はできている。一緒に強くなろう」と述べた[443]。
- ストルテンベルグNATO事務総長は、ウクライナの首都キーウを訪問し、ゼレンスキー大統領と会談した[444]。共同記者会見で、ゼレンスキー大統領は「ウクライナがNATOの正式なメンバーになるのは時間の問題だ。できる限り早く実現するよう、われわれは手を尽くしている」と述べた[444]。また、NATOに対しロシア軍が実施すると予想されているウクライナの電力網への攻撃が始まる前に、防空システムの追加供与を要請したと明らかにし、「事務総長はこの件で、われわれが支援を得られるよう尽力し、加盟国に働き掛けていくことに合意した」と述べ、「われわれはこの冬を共に乗り越え、エネルギーインフラと人命を守らなければならない」と訴えた[444]。ストルテンベルグ事務総長は「ウクライナは今やNATOにこれまでで最も近い」と応じ[444]、「ウクライナ軍が1メートル前進するたびに、ロシア軍は1メートル後退する。ウクライナは家族のため、未来のため、自由のために戦っている。対照的にロシアは帝国的な妄想のために戦っている」と述べた[445]。NATO同盟国に対しウクライナへの支援を強化し、防空システムの納入を早めるよう「常に働きかけている」とし、NATOは兵器製造業者と24億ユーロ相当の弾薬に関する包括的な枠組み契約を結んでいると表明した[445]。
- カザフスタンのカシムジョマルト・トカエフ大統領は、ドイツを訪問し、ショルツ首相と会談した[446]。西側諸国から制裁を科されているロシアがカザフスタンなど中央アジアを介して制裁逃れを行っているとの指摘に対し、「カザフスタンは対露制裁に従うと明言した。わが国は制裁を順守するために関係機関と連絡を取り合っている。制裁回避を目的とした行動が起きる可能性について、ドイツ側が懸念する必要はないだろう」と述べた[446]。
- 日本政府は、ウクライナのエネルギー・インフラ分野における復旧・復興のための支援として、国際連合開発計画（UNDP）を通じて実施中の「戦争による多次元的な危機への対応を通したウクライナ内外の人間の安全保障の推進」プロジェクトを通じ、ウクライナ政府に対して大型変圧施設2基を供与した[447]。

### 9月29日
- ウクライナ政府は、首都キーウで「第1回国際防衛産業フォーラム」を開催し、約30か国から250社以上が参加した[448]。ウクライナは欧米の武器供与に頼るが、自国の防衛産業を強化し、欧米を中心とした外国企業を誘致して現地生産を加速させたい考えがあり、ゼレンスキー大統領は冒頭で「自由の世界のための武器庫をつくっている」と演説し、協力を呼びかけた[448]。また、ウクライナが「世界初の海上ドローン艦隊」を創設すると表明したほか、NATO規格と同じ155ミリ口径の大砲や砲弾の生産を開始したと明らかにした。トルコのバイカル社の代表は、約1億ドルを投資してウクライナに工場を建設中だとし、2025年春頃には高性能攻撃型無人機「バイラクタル TB2」の生産が始まるとした。
- ロシア西部クルスク州のスタロボイト知事は、ウクライナ軍が大規模なドローン攻撃を行い、州内の5か所の集落や1か所にある病院が停電被害などを受けたと明らかにした[449]。ドローン1機がベロフスキー地区の変電所に爆発物を投下し、変圧器に火災が生じたと述べた[449]。ロシア国防省は、ウクライナ軍のドローンを、クルスク州上空で10機、カルーガ州で1機迎撃したと発表した[449]。ウクライナ保安庁は、クルスク州の変電所への攻撃に関与していることを認め、ロシア軍の重要な施設に給電しているため標的にしたと説明した[449]。ウクライナのインフラ施設へのロシア軍の攻撃が続くのなら、ウクライナ軍も同様に対応するとした[449]。
- プーチン大統領は、新たに13万人を徴兵する法令に署名した[450][451]。対象地域には、2022年にロシアが一方的に併合したウクライナ東・南部4州[注 7]も初めて含まれた[452]。ロシアでは、18歳から27歳までの男性に1年間の兵役に就くか、高等教育を受けている間に同等の訓練を受けることが義務付けられている[450]。ショイグ国防相は、ロシア軍幹部との会談で、この徴集兵が「特別軍事作戦」の地域に送られることはないと述べた[453]。
- イギリスは、ウクライナの領土一体性や主権を脅かしているとして、ロシアのクレンコフ非常事態相やウクライナ東部で独立宣言した親露派「ドネツク人民共和国」や「ルガンスク人民共和国」の幹部、ウクライナ南部ザポリージャ州やヘルソン州のロシア占領地の行政府幹部ら10人とロシア中央選挙管理委員会を追加制裁の対象に指定し、イギリス国内の資産凍結や渡英禁止するたと発表した[454]。クレバリー英外相は、ロシアによるウクライナ南部クリミア半島と東部・南部4州の領有主張を「決して認めない」と強調した[454]。
- ウクライナ軍参謀本部は、ロシアのウクライナ侵攻開始以降、ロシア軍の死者が27万7600人に上ったと発表した[455]。また、ロシア軍は4687台の戦車を失い、536基の防空システムが損害を受けた[455]。
- 国際パラリンピック委員会（IPC）は、ウクライナ侵攻に伴うロシアパラリンピック委員会（RPC）とベラルーシパラリンピック委員会の処遇について投票を行い、部分的資格停止について賛成90、反対56（棄権6）で支持された[456][457]。2024年パリパラリンピックに両国選手は国歌や国旗を使用しない個人資格での「中立」選手として参加が認められる[456][457]。一方、団体種目への出場は認めない[457]。RPCのパベル・ロジコフ委員長は、「資格停止によりRPCはIPCメンバーとしての権利を失っている。ロシア選手の権利のために完全回復を求める」と主張した[458]。
- 欧州防衛機関（EDA）は、EUに加盟する7か国がロシアの侵攻を受けるウクライナへの軍事支援の強化と、支援により枯渇した自国の在庫を補充するためにEDAを通じた155ミリ砲弾の共同発注を開始したと明らかにした[459]。
- 英国放送協会とロシア独立系メディア「メディアゾナ」は、独自の共同調査の結果、ウクライナ侵攻開始以降に死亡した民間軍事会社ワグネルの戦闘員も含むロシア側の兵士ら3万3236人の名前を確認したと報じた[460]。死者のうち、動員兵は3836人で、6月に始まったウクライナ軍の反転攻勢により少なくとも2448人が死亡したと推計し、実際の死者数がさらに多いのは確実とした[460]。

### 9月30日
- ウクライナ北東部ハルキウ州の発送電施設にロシア軍の攻撃があり、約2万8千世帯が停電に陥った[461]。
- 南部ザポロジエ州の村落で、ロシアのミサイル攻撃があり、民間人5人が負傷した[461]。
- ゼレンスキー大統領は、ウクライナの首都キーウで開かれている「第1回国際防衛産業フォーラム」で、ロシア軍への反転攻勢のための武器供給を増やすために欧米の装備品メーカーと提携することでウクライナの防衛産業を「一大集積地」にしたいと述べた[462]。戦況について「後退することなく前進することが非常に重要な局面で、前線での成果が日々求められている」と説明し、「ウクライナの防衛に必要な装備品や、ウクライナの兵士が使用する先進的な防衛システムの生産を現地化し、前線で最高の結果を出すことにわれわれは関心がある」と述べた[462]。防空と地雷除去が当面の優先課題で、ミサイル、無人機、砲弾の国内生産を強化することも目指している[462]。ウクライナ外務省は、ウクライナの防衛企業は無人機、装甲車、弾薬の共同生産、技術交換、部品供給について、海外企業と約20の契約を結んだと明らかにした[462]。
- ウクライナの非政府機関「CISS」は、ロシアによるウクライナ国内の文化遺産施設に対する攻撃、悪用や私物化などの違反行為が、2014年からロシアの占領下にあるクリミア半島で200件、2022年からロシアの占領下にある東・南部4州[注 7]では334件に達すると報告した[463]。違反行為として「これら施設の流用、軍事目的のための利用、占領地にある文化遺産の移送」に加え、博物館の略奪、違法な考古学上の作業や史跡の由来の歪曲化なども含まれるとした[463]。
- プーチン露大統領は、ロシアが一方的にウクライナ東・南部4州[注 7]併合を宣言してから1年を迎え、ロシア国民向けにビデオ演説を行った[464][465]。ロシアが併合の根拠として4州で強行した「住民投票」について「完全に国際基準に則したもの」だったと主張し、4州併合を改めて正当化した[464][465]。4州併合が「真に歴史的かつ運命的な出来事」だったと指摘し、4州住民はウクライナの迫害から逃れるためにロシアへの併合を選んだと一方的に論じた[464]。また、ロシアは4州で学校や病院、文化施設、交通インフラなどの再建を進めており、今後も「地域の発展目標を必ず達成する」と述べた[464]。ウクライナ侵攻については、ウクライナの民族主義的な指導者と西側諸国から「人々を救った」と独自の主張を繰り返した[465]。
- メドヴェージェフ露安全保障会議副議長は、「特別軍事作戦はキーウのナチス政権を完全に追いやるまで続く」と述べ、「勝利はわれわれのものとなる。ロシアに併合される地域は増えるだろう」と続けた[466]。
- ボレルEU外務・安全保障政策上級代表は、ウクライナ南部オデーサを訪問し、歴史的な街オデーサの遺跡が「ロシアによって野蛮に破壊された」と批判、ウクライナ支持を表明した[467]。ロシアが一方的にウクライナ東・南部4州[注 7]併合を宣言してから1年を迎えたことに言及し「ウクライナはロシアの侵略から自らを守り、領土を完全に取り戻す権利を持つ」と訴えた[464][467]。
- シャップス英国防相は、現在イギリスで実施しているウクライナ兵に対する訓練を、イギリス兵をウクライナに派遣して行うことを検討していると明らかにした[468][469]。イギリスを含むNATO加盟国は、ロシアとの直接の戦闘になる可能性を懸念し、ウクライナに軍の派遣は行っていなかったが、実現すればロシアのウクライナ侵攻後初のケースとなる[468]。一方、スナク英首相は「国防相が言っていたのは、将来的にはウクライナで訓練を行うこともあり得るということだ。しかし、それは長期的な話であって、今すぐにということではない。現在の紛争にイギリス兵を派遣することはない」と述べ、国防相の発言を否定した[470]。

## 2023年10月

### 10月1日
- ウクライナは、戦死した兵士らを追悼する「防衛者の日」を迎え、首都キーウなど各地で午前9時から1分間の黙祷をささげた[471]。式典に出席したゼレンスキー大統領は、戦死者をしのぶ壁に献花した後、右手を胸に当て、目を閉じた[471][472]。ロシアとの戦争で「勝利は必ず訪れる」が、そのためには団結によってロシア軍をウクライナの領土から追い出すことを可能にする必要があるとし、「ウクライナは、子供たちの未来や主権、意思を幻の平和の約束にささげることは二度とない。勇気、立ち直る力、団結こそ、ウクライナを失わないためになくしてはならないものだ」と述べた[472]。動画メッセージで「わが国は今、ある意味で歴史の岐路に立っている。過去の記憶と共に現在をつくり、運命の新たなページを書いている。『防衛者の日』が制定されたことにもそれは示されている。この祝日は真に国民のものとなった」と述べた[471]。
- ウクライナ空軍は、前夜から未明にかけてウクライナ中・南・東部にロシアのドローン攻撃があり、約30機中16機を迎撃したと発表した[473]。中部チェルカースィ州高官は「敵はドローンで大規模攻撃を行った」と述べた[473]。また、チェルカースィ州ウマニの穀物倉庫で火災が起きたほか、1人が負傷した[473]。南東部ドニプロペトロウシク州ではドローンが民間施設を直撃し、火災が発生。南部ムィコラーイウ州州でも倉庫が被害を受けた[473]。
- ロシア国防省は、ウクライナ南部クリミア半島ジャンコイにウクライナのミサイル2発が飛来し、迎撃したと発表した[469]。ロシア西部ベルゴロド州とスモレンスク州、南部クラスノダール地方へのドローン攻撃を阻止したことも明らかにした[469]。
- ボレルEU外務・安全保障政策上級代表は、ウクライナのウメロウ国防相と会談を行い、ウクライナ軍が進める反転攻勢の戦況にかかわらず「恒久的な支援」を約束し、支援については「今後数日や数週間の戦況に影響されない」とし、ウクライナ軍の勝利に向けて「より良い武器を提供しなければならない」と強調した[474][475]。EU加盟国が年末までに援助拡大について決定することを望むとも述べた[475]。ウメロウ国防相は、EUの「継続的な支援」に謝意を表明し、軍事援助に関する協議は「大砲・弾薬、防空、電子戦、長期支援プログラム、訓練、防衛産業の現地化」に及んだと述べた[475]。

### 10月2日
- ウクライナ南部ヘルソン州の人口密集地で、ロシア軍による砲撃があり、2人が死亡、少なくとも7人が負傷した[476]。ヘルソン方面のウクライナ軍幹部は「迫撃砲や戦車、攻撃機などから、502発の砲撃があった」と説明し、教育施設やショッピングセンターも標的になったと訴えた[476]。
- ウクライナのポドリャク大統領府長官顧問は、アメリカの「NASAMS」やドイツの「IRIS-T」といった西側のミサイル迎撃システムをイラン製ドローン「シャヘド」に使用するにはコストパフォーマンスが悪く、「同盟国の備蓄減少と長期的な弱体化につながる」と指摘し、「解決策は明白だ。移動式の大口径機関銃に加え、シャヘドに対して有効であることが証明されているよりシンプルで安価な対空システムが多くある。ゲパルト（ドイツの対空戦車）やバンパイア（アメリカの対無人機システム） などだ」と述べた[477]。ゲパルトやバンパイアの供与により、ロシアの攻撃による影響を最小限に抑え、ウクライナ上空と近隣のNATO諸国の長期的な安定を確保できるとした[477]。
- ボレル外交安全保障上級代表とEUに加盟する27か国の外相らは、ウクライナの首都キーウで、EU域外では初となるEU外相会合を開いた[478][479][480]。ウクライナのゼレンスキー大統領やクレーバ外相も参加した[478]。クレーバ外相は「歴史的な出来事だ」と述べ[479]、「開催自体にウクライナへの揺るぎない支援の意図がある」と評価した[480]。会合ではウクライナが目指すEU加盟について協議し、10項目の和平案[注 8]からなる「平和の公式」も議題となった[478]。ボレル外交安全保障上級代表は、会合をキーウで開いたことで「EUはウクライナに連帯と支援の強いメッセージを送った」と強調し、軍事支援に使えるEU基金「欧州平和ファシリティ」の下で、来年に50億ユーロを上限とする支援策をウクライナ側に提案したと述べた[478][481]。また、ウクライナのEU加盟を認めることが「安全保障上、最も強力な約束だ」との見解を示した[478]。カトリーヌ・コロナ仏外相は「ウクライナが勝利できるまでEUがウクライナを断固として永続的に支援する方針を示した」とした上で「（EU諸国の）疲弊をあてにすべきではないというロシアへのメッセージだ」と訴えた[478]。
- ゼレンスキー大統領とウルズラ・フォン・デア・ライエン欧州委員長は、ウクライナからの穀物輸出のための代替「回廊」の可能性について協議した[482]。また、ポーランドやハンガリーなど周辺国が課しているウクライナ産穀物の輸入禁止措置の解除に向けて「建設的な対話」を続けることで合意した[482]。
- ポーランドの防衛企業PGZは、ウクライナが修理を終えた戦車「レオパルト2A4」の第1陣をポーランドから受け取ったと明らかにした[483]。ブマル・ラベンディで特別に修理された戦車の第1陣がウクライナによって受領されたと明らかにした[483]。ウクライナ向けに別の戦車の修理も行われているという[483]。
- ロシア外務省は、ルデンコ外務次官が日本維新の会の鈴木宗男参議院議員を迎え、会談したと発表した[484]。日本政府は、ロシア全土に渡航中止勧告以上の危険情報を発出しており[485]、ロシアのウクライナ侵攻開始後、日本の国会議員のロシア訪問は初めてとなる[484]。会談では、ルデンコ外務次官が二国間関係の発展に鈴木宗男が「重要な貢献」をしたと述べた[484]。何十年も積み上げた協力関係がアメリカに追随する日本の対露制裁や、欧米の反露路線によって破壊されていると遺憾の意を表明し、日本の国益や国民の意に沿わないと主張した[484]。

### 10月3日
- ウクライナ東部ドニプロペトロウシク州などにドローン31機とミサイル1発が飛来し、大半を撃墜したが、工場や民家に被害が出た[476]。
- ウクライナ南部ヘルソン近郊に、ロシア軍による砲撃があり、民間人1人が死亡した[486]。
- ゼレンスキー大統領は、北東部ハルキウ州クプヤンシクの前線付近の旅団司令部を訪れた[486][487]。「我々の各戦闘旅団、一歩一歩前進して占領軍を破壊する各兵士は、ウクライナの勝利が必ず訪れると断言している」と述べ、兵士らを激励した[488]。ドイツ製主力戦車「レオパルト2」の運用状況などを確認した[486][487]。また、ウクライナ陸軍のシルスキー司令官からクプヤンシクの防衛や南方バフムト近郊での攻撃について説明を受けたと明らかにし、「旅団や大隊の指揮官と戦況や差し迫った問題、必要なものについて話し合った」と述べた[489]。
- ウクライナ軍参謀本部は、ウクライナ軍がロシア軍の防衛線の一部を突破したと伝えられる南部ザポリージャ州ベルボベ西方で「敵が失地回復を図ったが失敗した」と主張した[476]。
- SBUは、ウクライナ南部で大規模なロシアのスパイ網を摘発したと発表した[490]。ムィコラーイウ州に住む密告者13人が拘束され、うち4人は既に有罪となり、それぞれ8-15年の禁錮刑が言い渡された[490]。13人はムィコラーイウ州におけるウクライナ国防軍の位置や動きに関する情報を収集し、ムィコラーイウ市の住宅や公共インフラへのロシア軍による空襲を調整した疑いが持たれている[490]。密告者らはロシア軍が2022年秋、地対空ミサイル「S300」でムィコラーイウにあるビルを攻撃するのを支援したといい、この攻撃では7人が死亡した[490]。密告者らは「連絡係」を通じて攻撃対象の座標をFSBに提供したという[490]。この連絡係について、SBUは親露派ブロガーのセルゲイ・レベデフ容疑者だとし、6月に反逆罪の疑いで起訴された[490]。SBUは「レベデフ容疑者の犯罪を調べる過程で、レベデフ容疑者がFSBの指示に従ってムィコラーイウ州に独自のスパイネットワークを構築したことが立証された」と説明した[490]。
- ロシア国防省は、ロシアの防空システムがウクライナ南部クリミア半島沖の黒海北西部上空でウクライナ製対艦巡航ミサイル「ネプチューン」を撃墜したと発表した[491]。ロシアに任命されたセルゲイ・アクショーノフ「知事」は、撃墜されたドローンの破片により住居へ被害が出たと報告した[491]。セヴァストポリ特別市のロシアに任命されたミハイル・ラズボジャエフ「知事」は、ドローンの破片がアパートの屋上に落下したが、負傷者はいなかったと明らかにした[491]。
- ロシア西部ブリャンスク州のアレクサンドル・ボゴマズ知事は、ウクライナが州内のクリモボ村にクラスター弾を撃ち込み、複数の住宅が被害を受けたと明らかにした[492]。
- ロシアのショイグ国防相は、ロシア軍司令官らとの電話会議を行い、「追加の動員は計画していない。軍は特別軍事作戦を実行する十分な数の軍人を確保した」と述べた[493]。また、契約兵の愛国心を称え「年初から33万5000人以上が契約や志願の形で軍務に服した。9月だけで5万以上の市民が契約した」と述べた[493]。戦況については、ウクライナ軍がザポリージャ州のベルボベとロボティネ近郊でロシア軍の防衛線を突破しようとしたものの失敗したと述べ、ウクライナ南部とバフムト近郊でウクライナ軍を撃退したロシア軍部隊をたたえた[494]。
- ロシア国営テレビ「RT」のマルガリータ・シモニャン編集長は、ウクライナ危機は核による最後通告に向かっており、ロシアが核によるメッセージを送るまで西側諸国は止まらないと指摘し、「核による最後通告はますます差し迫っており、回避することは不可能になっている。西側諸国は痛い目を見ない限り、後戻りしないだろう」と述べた[495]。また、ロシアはシベリア上空で核爆弾を爆発させるべきとした[495]。ペスコフ露大統領府報道官は、この発言に関して「現時点で核実験を放棄する体制から抜け出していない。公式の観点から見てそのような議論は今は不可能だ」とした[495]。シベリアの中心都市ノヴォシビルスクのアナトリー・ローコチ（英語版、ロシア語版）市長らからは、批判が噴出した[496]。
- NATOのロブ・バウアー軍事委員会議長は、ワルシャワ安全保障フォーラムでの討議の中で「弾薬の在庫が底を尽きつつある」と述べ、「防衛産業界が生産を大幅に増強する必要がある」と指摘した[497]。ウクライナを支援する国々はロシアがウクライナに侵攻する前に予算を増額したが、生産能力は増強していないため、弾薬の価格は侵攻前に上昇していたという[497]。「兵器や弾薬をウクライナに送ることはいいことだが、在庫が十分にある倉庫から提供しているわけではないという事実により、弾薬を取り巻く状況は悪化した。欧州の兵器や弾薬の倉庫が半分かそれ以下の状態からウクライナに提供を始めたため、在庫が底を尽きつつある」と説明した[497]。ジェームズ・ヒーピー英国防担当閣外相は「ぎりぎり」の生産モデルは「明日の戦闘に備える必要があるときに間違いなく機能しない」と警告した[497]。ウクライナへの支援は継続すべきとの考えを示し「在庫が少なくなっているからといって支援をやめることはできない。ウクライナが今夜、そして明日以降も戦えるようにしなければならない。我々が供給をやめれば、ロシアのプーチン大統領が自動的に戦争をやめるわけではない」と指摘し、「それはウクライナに日々供給し、我々の在庫も再構築することを意味する」と増産の必要性を訴えた[497]。
- ポーランド、ウクライナ両政府は、ポーランドとウクライナ及びリトアニアの3か国は、ウクライナ産穀物をアフリカや中東などの第三国に輸出する際に、ウクライナ国境での検査は行わず、直接ポーランドを経由させ、リトアニアのクライペダ港で検査を実施することで合意を結んだと発表した[498][499]。この合意により、ウクライナ産穀物の鉄道輸送が迅速化される[498]。ポーランドのテルス農相は「あす（4日）から、リトアニア経由で輸出される穀物は、ポーランド・ウクライナ国境ではなくリトアニアの港で検査される」と述べた[498]。ウクライナのソリスキー農業食料相は、ポーランドとリトアニアの農相との会談後に「今回の合意でポーランド経由の輸送が迅速化される」と歓迎した[499]。ウクライナ農務省は声明で、「今後2日間、ウクライナとポーランドの国境からクライペダ港へ向かう全ての農作物の貨物について、獣医学的、衛生的、植物検疫的な検査が移管される。これによって、ポーランド経由の移送が速まる」と述べた[500]。リトアニアの農相も、こうした管理メカニズムを支持しており、建設的な一歩だと認識しており、リトアニア外相は、今回の合意をたたえた[500]。
- バイデン米大統領の呼び掛けで、日米欧の首脳らは、ロシアのウクライナ侵攻を巡り、電話会談を行った[501][502][503]。岸田文雄首相のほか、カナダのトルドー首相、ショルツ独首相、ジョルジャ・メローニ首相、ポーランドのドゥダ大統領、ルーマニアのヨハニス大統領、スナク英首相、マクロン仏大統領、ストルテンベルグNATO事務総長、フォンデアライエン欧州委員長、欧州理事会のシャルル・ミシェル議長が参加した[504]。バイデン大統領は参加国首脳らに対し、ウクライナへの支援を継続する姿勢を改めて表明し、日米欧の結束を確認した[501]。また、ロシア軍が電力など民間インフラへの爆撃を強めていることから防空システムの増強や経済復興への支援についても協議した[503]。

### 10月4日
- GURは、ウクライナ特殊作戦軍が南部クリミア半島に上陸し、ロシア空挺軍を攻撃した上で撤収したと発表した[505][506][507][508]。また、7-8隻の小型ボートが岸に近づき、ボートから降りた複数の兵士が上陸してウクライナ国旗を掲げる様子を撮影したとする動画も公開し、「クリミアはわれわれのものだ」と表明した[505]。ロシア軍に「大きな損害」を与えたが、ウクライナ側にも被害が出たという[506][507]。一方、ロシア国防省は、クリミア西部タルハヌート岬方面に小型ボートなどで上陸を試みたウクライナ軍を撃退したと主張した[505][507]。FSBは、上陸を試みたウクライナ兵士1人を拘束したと発表し、兵士が尋問に「クリミアで国旗を掲げる写真と動画を撮影するのが目的だった」と述べたとした[505]。
- ゼレンスキー大統領は、ウクライナがロシアと戦うなか、バイデン米大統領やウクライナを支援している欧州諸国の首脳に個人的に感謝していると述べ、「我々はそれを失わないよう全力を尽くす」と述べた[509]。
- NATO・ウクライナ理事会を、ベルギーの首都ブリュッセルで開催し、ウクライナに対する長期的な支援を再確認した[510]。ウクライナのステファニシナ副首相が出席した[510]。議長であるNATOのゲオアナ副事務総長は、NATOとウクライナが、7月にリトアニアで開催されたNATO首脳会合で決定されたことを迅速に実行に移そうとしていることを称賛した[510]。
- アメリカ中央軍は、押収したイラン製の弾薬100万発以上をウクライナ軍に2日引き渡したと発表した[511][512]。ウクライナ軍が直面している武器不足を緩和するのに役立つ可能性がある[511]。声明で「アメリカ政府はイランのIRGCに対する司法省の民事没収請求により、7月20日にこれらの弾薬の所有権を得た」とし、これらは中央軍の海軍部隊が2022年12月9日に航行していた無国籍の木造船から押収したもので「国連安保理決議2216号に反して、IRGCからイエメンの反政府武装勢力フーシへと移送中だった」と述べた[511]。
- 米シンクタンク「戦争研究所」は、ロシア海軍黒海艦隊が1日以降、少なくとも10隻をウクライナ南部クリミア半島の軍港セヴァストポリから、ロシア南部ノヴォロシースクに退避させたと分析した[506][508]。
- イギリスは、ロシアがウクライナ産穀物を黒海経由で輸出するのを阻止するため、ウクライナの港周辺に機雷を敷設し、民間商船を標的にする可能性があるとの情報分析を公表した[513]。ロシアは民間船舶へのあからさまな攻撃を避け、責任をウクライナに押しつけようとしていると指摘し、「ロシアの戦術を暴露し、このような事態の発生を抑止するため」に情報分析を公表した[513]。
- 松野博一官房長官は、岸田文雄首相が欧米首脳らと3日に行った電話会談でウクライナ支援の継続で一致したことに関し、「わが国として対露制裁とウクライナ支援を強力に推進しており、今後とも国際社会と緊密に連携しながら取り組みを継続していく」と述べた[514]。

### 10月5日
- ウクライナのクリメンコ内相は、北東部ハルキウ州の村落がロシア軍によるミサイル攻撃があり、追悼式が行われていたカフェなどで少なくとも51人が死亡したと明らかにした[515][516][517][518]。また、ロシア軍は弾道ミサイル「イスカンデル」を使用した可能性があるとした[515]。ハルキウ州のオレグ・シネグボウ知事は、ハリコフ州のクピャンスク近郊の村落でカフェと食料品店がミサイル攻撃を受け、大きく損壊したと述べた[516]。ゼレンスキー大統領は「明らかに残忍なロシアの犯罪だ。普通の食料品店へのロケット攻撃であり、完全に意図的なテロ攻撃だ」と批判した[517]。さらに「ロシアのテロは止めなければならない。ロシアの制裁回避の手助けは犯罪だ。いまだにロシアを支援している者は悪を支援している。ロシアが今回の攻撃、そして同様のテロ攻撃を必要とする理由はただひとつ。それは、大量虐殺的な侵略を全世界のニューノーマルにするためだ」と訴えた[517]。ウメロウ国防相は、ロシア軍は最大限の犠牲者を出すために意図的に昼食時を狙って攻撃したとし、「攻撃された場所に軍事目標はなかった。ウクライナ国民を恐怖に陥れるための凶悪犯罪だ」と非難した[516]。ハルキウ州報道官は、今回の攻撃による犠牲者の数は、ロシアのウクライナ侵攻開始以降でハルキウ州で最多だったと述べた[516]。31日、国際連合人権高等弁務官事務所（OHCHR）は、この攻撃に関する調査報告書で、死亡した59人全てが民間人だったと認定し、「周辺には（攻撃の）根拠となる軍事目標の存在を示すものはなかった」と指摘、国際人道法違反だとロシアを非難した[519]。ロシアのウクライナ侵攻開始以来、最も多くの民間人犠牲者を出した攻撃の一つだとした[519]。
- ウクライナは、3人の新たな国防次官を任命した[520]。軍をNATO基準に近づけ、透明性と説明責任を高める狙いがある[520]。国防省は声明で、国営ガス輸送会社のディレクターであるドミトロ・クリメンコフ氏を調達監督の担当に充て、全過程のデジタル化と統一にも取り組むとした[520]。軍幹部のイワン・ガブリリョクは軍事・技術を担当し、国内での武器生産・供給の拡大や西側友好国との調整を行うとした[520]。汚職取り締まり当局のデジタル改革部門トップを務めたスタニスラフ・ハイダーは国防省の透明性と説明責任の向上を担うほか、データ管理システムを構築するとした[520]。
- ウクライナのレオニード・ティムチェンコ内務次官は「現時点で2万6000人以上が、特殊な状況で行方不明になっている。うち1万1000人が民間人で、約1万5000人が軍関係者だ」と述べた[521]。内務省報道官によると、この人数には正式に確認された人しか含まれていないため、不明者数は今後さらに増える恐れがあるという[521]。
- ウクライナのカチカ通商代表は、ウクライナ産穀物の輸入を制限しているポーランドとハンガリー、スロバキアの東欧3か国に対するWTOでの訴訟手続きを中断すると発表し、「この問題は数週間から数か月で解消する見通しだ」と述べた[522][523]。
- プーチン露大統領は、南部ソチで開かれた「ヴァルダイ・クラブ」で演説し、開発中の核弾頭を搭載可能な新型原子力巡航ミサイル「ブレベスニク」の発射実験に成功したと明らかにした[524][525]。ブレベスニクは、推進力として小型原子炉を搭載し、飛行距離は理論上は「無限」とされる[524]。また、ロシア政府が核兵器の使用条件などを定めた「核抑止力の国家政策指針」の改定は必要ないとしつつ、包括的核実験禁止条約（CTBT）をアメリカが批准していないことに触れ、ロシア側も「理論上は批准を取り消せる」と述べた[524]。ウクライナへの侵攻について「我々が始めたのではない。その反対で終わらせようとしているのだ」と一方的に訴え、改めて正当化した[526]。一方、「ウクライナ危機は領土対立ではない。それをはっきりさせておきたい。ロシアは世界最大の領土を持ち、さらに領土を増やすことに関心はない」と述べ[527]、むしろ「新たな国際秩序の基礎となる信条」こそが問題になっていると指摘した[528]。その信条の一つは「世界の均衡の中で、誰であれ一方的に力で他者をねじ伏せることはできないということだ」と説明し、「ある覇権国が他国に対し、その国のあり方や行動を意のままに従わせることがあってはならない」と続け、この信条の否定こそが対立を引き起こすとの見解を示した[528]。その上で、西側諸国の指導者は「敵を求めている。軍事行動とその拡大の必要性を正当化するためだ」と述べ[528]、「合理的な自制心や妥協、譲歩の姿勢という概念を完全に忘れたかのようだ」と批判した[524]。ウクライナ軍の反転攻勢については、「ウクライナ軍は9万人以上の人や、557両の戦車、1900台近くの装甲車を失った」と述べ、ウクライナ側が打撃を受けていると主張した[524]。ウクライナは米欧の経済・軍事支援に依存しているため、支援が止まれば、「1週間しかもたない」などと訴えた[524]。ウクライナによるNATO加盟はロシアの安全保障を脅かすため常に反対してきたが、ウクライナのEU加盟には反対しないと述べた[529]。対露制裁を続ける日本との関係について「我々が日本に制裁を科したわけではない。対話の窓を閉ざした側から申し出があれば応じる用意がある」と述べた[524]。
- ジョージアの親露派支配地域である自称「アブハジア共和国」のアスラン・ブジャニヤ「大統領」は、「私たちは協定に署名し、近い将来に（黒海沿岸の）オチャムチレに恒久的な基地ができる」と述べた[530][531]。「これは全てロシアとアブハジアの防衛能力を高めることを目的としている。こうした交流は今後も続く」と述べた[531]。ジョージアは「重大な主権侵害」と批判した[531]。ジョージア外務省は、「ロシアが開始した統合プロセスにアブハジア地域が含まれている」ことに懸念を表明し、ジョージアの主権と領土の一体性への重大な侵害だと批判した[531]。ロシア海軍黒海艦隊は、ウクライナ南部クリミア半島セヴァストポリに司令部を置くが、ウクライナの度重なる攻撃を受けているため、黒海艦隊の展開をトルコ方面に広げるとともに、セヴァストポリに代わる新たな基地を求めていると見られる[531]。
- 欧州政治共同体（EPC）の第3回会合が、スペイン南部グラナダで開かれた[532]。40か国超の首脳が参加し、ロシアの侵攻が続くウクライナへの支援継続で連帯する姿勢を改めてアピールした[532]。欧州理事会のミシェル議長は、ウクライナ支持を強調し、軍事、財政面などで「引き続き強力に支援する」と断言した[532]。侵攻の長期化に伴う「支援疲れ」が目立つ中、ゼレンスキー大統領は「欧州が団結し、価値観や自由な空間を守ることが非常に重要だ」と訴えた[532]。欧州各国によるウクライナ支援が揺らいだ場合には、ロシアは5年以内に軍事力を増強し、他国を攻撃する可能性があると警告した[533]。ウクライナに追加的な軍事支援を行うことで、欧州諸国は「ロシアが欧州のいずれかの国を攻撃するような事態を防ぐことができる」と述べ、「他国の領土にロシアやその軍隊、あるいは代理人が存在することは、われわれ全員にとっての脅威だ。協力してロシアを他国の領土から追い出さなければならない」とした[533]。「特に冬の間は、防空システム以外で人々を守ることはできない。今回の非人道的なテロ攻撃によって悲惨極まりない死を遂げた人々を守るにはそれ以外手段がない」と説明し、防空体制の強化を改めて求めた[534]。ロシアは連日のようにハルキウ州を攻撃しており、助けとなるのは防空システムだけだとも述べた[534]。ウクライナはスペインから「ホーク」システム6基を受領する予定だと明らかにした[534]。
- ショルツ独首相は、スペイン南部グラナダで、ゼレンスキー大統領と会談し、地上配備型迎撃ミサイル「パトリオット」の追加供与を約束した[535]。冬季の暖房需要を踏まえ、エネルギー施設を狙うロシア軍の攻撃を防ぎたい思惑がある[535]。ゼレンスキー大統領は、「充実した会談。ドイツの支援に感謝する」と述べた[535]。
- ウクライナ中部の電力施設で、日本政府がウクライナに供与した大型変圧施設2基の引き渡し式が開かれた[536]。ロシア軍の攻撃で多くのインフラが被害を受けており、日本政府は「冬に向けて電力供給の回復を支援し、市民生活を助ける」とした。ハルシチェンコ・エネルギー相は式典で「設備の提供は施設維持に不可欠だ」と謝意を示した[536]。松田邦紀駐ウクライナ大使は「年末までにさらに2基を供与する計画だ」と表明した。ウクライナ市民が戦い続けるために「電力分野の支援が最も重要」と強調した[536]。
- 日本の農林水産省は、ウクライナの農業復興を支援するため、ウクライナ政府と具体策を話し合う枠組み「日ウクライナ農業復興戦略合同タスクフォース」の設置[537]で合意したと発表した[538]。日本企業が農業機械などを輸出し、潅漑やデジタル関連の技術も提供する見込みとなっている[538]。ウクライナ政府が機械を買い取り、主に中小規模の農家にリースすることを想定している[538]。大手の農業機械メーカーに加え、スマート農業などを支援するスタートアップ企業も参画するという[538]。ウクライナは、農業大国で「欧州の穀倉地帯」と呼ばれてきたが、戦争で農家は苦境に置かれ、輸出も停滞している[538]。
- 日本政府は、ウクライナの経済復興に向け、関係府省庁による「ウクライナ経済復興推進準備会議」の第3回会合を首相官邸で開いた[539]。議長・村井英樹内閣官房副長官は、2024年初頭に東京で開催を予定している「日ウクライナ経済復興推進会議」に向けた準備や、ウクライナ側のニーズの具体的なニーズを的確に把握しウクライナに役立つ「日本ならでは」の強みを積極的に情報提供するよう指示した[539]。また、戦時下のウクライナとの連携は民間企業にとって大きな困難であるため、官側があらゆる機会を活用し、より一歩踏み込んだ支援を実施するよう指示した[539]。

### 10月6日
- ゼレンスキー大統領は、ウクライナ北東部ハルキウ州ハルキウ市にロシア軍のミサイル攻撃があり、10歳の少年を含む2人が死亡したと明らかにした[540][541]。ハルキウ州のシネグボフ知事は、ハルキウ市では弾道ミサイル「イスカンデル」2発が撃ち込まれ、10歳の少年が死亡し、23人が負傷したと明らかにした[542]。
- ウクライナ空軍は、夜間の攻撃でロシアが発射したドローン33機中25機を撃ち落としたと発表した[542]。ドローン攻撃は南部オデーサ州、ムィコラーイウ州、南東部ドニプロペトロウシク州、中部チェルカースィ州、ジトーミル州、北東部ハルキウ州で行われた[542]。オデーサ州のキペル知事によると、オデーサ州イズマイールではドローン攻撃で穀物サイロが攻撃され、付近のトラック9台が燃え上がった[542]。
- ウクライナ検察は、ロシアのウクライナ侵攻により子供計505人が殺害され、1100人以上が負傷したと明らかにした[543]。激戦地である東部ドネツク州やハルキウ州で死傷した子供が多いとした[543]。
- ペスコフ露大統領府報道官は、「改めて表明する。ロシア軍は民間人の目標は攻撃しない」と発言し、「攻撃対象となるのは軍事インフラや、軍要員および軍指導部の代表者が集まる場所だけだ」と述べた[544]。
- ロシアのショイグ国防相は、戦闘爆撃機「スホイ34」の増産を命じた[545]。スホイ34には需要があるため、国防省は「同機の生産と修理を急ぐよう工場管理者に命じた」とした[545]。
- 英国防省は、ウクライナ軍の大規模な反転攻勢の主戦場となっている南部ザポリージャ州トクマクなどで、ロシア軍が追加の 要塞を建設し、防衛線を強化していると分析した[546]。
- 米商務省は、ロシアの防衛・軍事産業に対し、アメリカの技術を使った集積回路（IC）を提供し、ウクライナの民間人を標的とする攻撃に使われたミサイルやドローンの精密誘導システムにも使用されたため、中国企業42社とエストニア、フィンランド、ドイツ、インド、トルコ、アラブ首長国連邦、イギリスにそれぞれ拠点を置く7社をエンティティリストに追加したと発表した[547][548][549]。商務省幹部は「アメリカの技術をロシアの防衛部門に提供した場合は、見つけ出し、行動する」と強調した[547]。
- スウェーデンは、主に砲弾で構成される22億スウェーデン・クローナ相当の新たな軍事支援パッケージをウクライナに供与すると表明した[550]。スウェーデン製戦闘機「グリペン」のウクライナ供与の可能性について、ヨンソン国防相は、スウェーデンのNATO加盟が条件になるとした[550]。
- 松野博一官房長官は、プーチン露大統領が日露関係について、日本がウクライナ侵略を踏まえた対露制裁を見直して対話を申し出るのであれば、ロシアも拒まないとの立場を示したことについて「まずは一刻も早くロシアによる侵略をやめさせることが必要だ。わが国はG7を始めとする国際社会と連携しつつ制裁等の外交的取り組みを進める」と述べた[551]。核弾頭を搭載可能な新型原子力巡航ミサイル「ブレベスニク」の発射実験に成功したと述べたことについては、「核兵器使用の可能性を深刻に懸念する。ロシアの核兵器による威嚇も使用もあってはならない」と述べた[552]。

### 10月7日
- ウクライナ南部ザポリージャ州で、ロシア軍の攻撃により2人が死亡した[553]。
- ウクライナ南部ヘルソン州ノヴァ・カホウカで、ロシアの与党「統一ロシア」の地元幹部が車の爆発で死亡した[553]。
- ウクライナ軍東部作戦管区のチェレバティ報道官は、ロシア軍が砲撃や航空機による空爆で抵抗を続ける中、東部の各戦線で「1日に100-300メートル前進した」と明らかにした[553]。東部ドネツク州リマン方面やハルキウ州クピャンスク方面で「4日間で敵軍の戦車25両を破壊した」と主張した[553]。
- ロシアの同盟国ベラルーシのアレクサンドル・ルカシェンコ大統領は、「あくまでも私見だが、アメリカ人がロシア人を追い込んで、最も恐ろしい兵器を使わせようとしている印象を持っている。彼らはウォロディミル・オレクサンドロビチ・ゼレンスキーと彼の軍隊を武装し、長距離ミサイルを供与する。300キロ飛べるミサイルまで与えている」と述べた[554]。もしそうしたミサイルがロシアの領土に撃ち込まれれば、ロシア政府は反撃せざるを得なくなると指摘し、反撃は核兵器による極めて大規模なものになるとの見方を示唆した[554]。
- 日本の外務省の中込正志欧州局長とウクライナのジョウクバ大統領府副長官は、G7が7月に発表した「ウクライナ支援に関する共同宣言」[162]に基づくウクライナに対する安全保障上の支援に関する二国間文書の締結に向けた初協議をオンラインで行った[555][556][557]。双方の基本的立場を確認し、協力して文書作成作業を進めることで一致した[555][556][557]。

### 10月8日
- ウクライナ空軍のイグナット報道官は、ロシア軍が秋から冬にかけてエネルギー施設を狙った大規模な無人機攻撃を準備していると述べた[558]。また、ロシア軍が2022年冬の半年間の攻撃でイラン製ドローン「シャヘド」1,000機を投入したと指摘した[558]。
- 英国防省は、ウクライナ軍の反転攻勢で東部ドネツク州の激戦地ヴフレダールの周辺で少なくとも125平方キロメートルの領土を奪還したと分析した[558]。ウクライナ軍は、この作戦でロシア軍を引き付け、ロシア側が他地域に増援することを阻止したが、ロシア軍はウクライナ側のさらなる攻勢に備えて防御態勢を維持するとみられ、今後1か月半の間に大規模な撤退が起きる可能性は低いとした[558]。

### 10月9日
- ウクライナ軍の報道官は、東部ドネツク州バフムト南方約15キロに位置する集落アンドリーフカ近郊で「部分的な成功」を収めたと明らかにし、「バフムト地区で日々前進している。しかし、具体的な目標の達成について語るには時期尚早だ」と述べた[559]。ウクライナ軍で南部戦線を指揮するタルナフスキー司令官は、「（南部ザポリージャ州）ベルボベの西で部分的な成功を収めた」と明らかにした[559]。一方、ロシア軍は、バフムト近郊でウクライナ軍の攻撃を撃退し、郊外のウクライナ軍陣地への攻撃でかなりの人的被害を与えたと明らかにした[559]。
- ゼレンスキー大統領は、パレスチナ自治区ガザ地区を実効支配するイスラム組織ハマースによるイスラエル攻撃について「ロシアは中東で戦争を引き起こすことに関心を持っている」と主張し、ウクライナ侵攻を続けるプーチン政権を利するものだとして警鐘を鳴らした[560][561]。ハマースのイスラエル攻撃とロシアのウクライナ侵攻は「テロであり、本質は同じだ」と指摘し、ウクライナ支援を継続するようNATO諸国に訴えた[561][562][563]。「新たな苦痛の種が世界の団結を弱め、欧州の自由を破壊することにつながる」と指摘し、「ロシアの友好国イランが、イスラエルの攻撃者（ハマース）に公然と協力している」と述べた[560][561][564]。イランは、ハマースによる攻撃の立案に関与したと報道されている[565]ほか、ウクライナへの攻撃に使用される自爆ドローンもロシアに供給しており、50年間の経済制裁を科すなどゼレンスキー政権はイランに不信感を抱いている[560]。GURは、ロシア対外情報庁が中東紛争を利用し、ウクライナに対して行動を起こそうとしていると表明した[564]。ロシア側がウクライナでの戦闘で獲得した武器をハマースに渡したとし、後にウクライナが西側の武器をテロリストに流していると非難することを目的としていると指摘した[564]。一方、米国防総省高官は、アメリカがウクライナとイスラエルに同時に武器を支援するのに苦慮するのではないかとの懸念に否定的な見方を示し、「両国に支援を続けるとともに、われわれ自身の世界的な即応態勢も維持することができる」と述べた[566]。
- ペスコフ露大統領報道官は2024年ロシア大統領選挙と2026年ロシア下院選挙（英語版）について、「民主主義と憲法の全規定を満たす必要があると強調したプーチン大統領の意向に基づき、これらの選挙実施に向け手続きを進める」と述べ、ウクライナ情勢にかかわらず予定通り実施すべきという考えを示した[567]。

### 10月10日
- ロシア軍は、東部ドネツク州アウディーイウカに総攻撃を行った[568]。アウディーイウカは、ロシア軍による包囲が進んでいる[568]。アウディーイウカの当局者は、侵攻開始以来最大のアウディーイウカに対する攻撃で、ロシア軍は大量の兵力と装備を振り向けたと述べた[569]。ウクライナ軍参謀本部は、町への敵の攻撃を10回撃退したと明らかにした[569]。
- ウクライナ東部ドネツク州アブデーフカ市の当局者は、ロシア軍がアブデーフカ市への攻勢を強めており「激しい戦闘が起きている」と述べた[570]。イエルマーク大統領府長官も「大規模な砲撃と空爆にさらされている」と述べた[570]。
- ゼレンスキー大統領は、侵攻開始後初めてルーマニアの首都ブカレストを訪れ、ヨハニス大統領と会談した[570]。共同記者会見で、NATOとEU加盟国からウクライナの火砲・防空システム強化について「朗報があるだろう」と述べた[570][571][572]。また、ロシアが黒海穀物イニシアティブから離脱したことを受け、「ロシアが黒海とドナウ地域のどこかを通常の航行ができないデッドゾーンにしてしまうのを防ぐため、われわれはあらゆる手を尽くさなければならない」と述べ、穀物をモルドバ経由でルーマニアに運ぶ「回廊」が間もなく確立されると明らかにした[571]。ヨハニス大統領は、ルーマニアがウクライナのパイロットに対するF16戦闘機の操縦訓練を支援すると表明し、安全保障と経済協力に関する2国間宣言に署名したほか、ウクライナと隣国の関係の重要性を強調した[571]。
- ゼレンスキー大統領は、「ロシアが何らかの方法でハマースの軍事行動を支援していると確信している。今回の危機は、ロシアが世界中で不安定化工作を試みている証拠だ」と述べた[573]。一方、ハマースの攻撃を受けたイスラエルの「悲劇」を前に、ウクライナ紛争から国際社会の関心が薄れることに懸念を示し、「比較はしたくない。わが国では恐ろしい戦争が続いている。イスラエルでは多くの人が愛する家族を失っている。これらは異なるものだが、いずれも計り知れない悲劇だ」とし、「国際的な関心がウクライナから離れる恐れ」があれば、「影響はある」と警告した[573]。「ウクライナの運命は世界中の結束にかかっている。世界の結束は、米国の結束に大きく左右される」と指摘した[573]。
- ウクライナは、防弾チョッキの購入費用2億5000万フリヴニャを横領した疑いで国防省の高官2人を拘束したと明らかにした[574]。国家捜査局は、2人が「低品質の防弾チョッキ」を他国に発注し、「これにより2億5000万フリヴニャの予算を失っただけでなく、わが国の防衛力を低下させ、兵士の命と健康が脅かされた」とした[574]。2人は現在、勾留中だという[574]。
- 国連総会は、人権理事会で2023年1月から3年間の任期を務める新理事国の選挙を行った[575]。2022年に理事会を追放されたロシアが復帰に向けて立候補していたが落選し、東欧枠の2議席はブルガリアとアルバニアが当選した[575]。当選に必要な全加盟国の過半数97票を獲得できず、ロシアの得票は83票にとどまった[575]。ブルガリアは160票、アルバニアは123票だった[576]。
- オースティン米国防長官は、ベルギーの首都ブリュッセルでウクライナ防衛支援に関する50か国近くによる関係国会合を主催し、冬季が近づいていることからロシアによる「巡航ミサイルや無人機による攻撃に備えなければいけない」と述べ、防空システムや弾薬の供給を急ぐ考えを示した[577]。会合でウクライナ軍の反転攻勢について「着実に前進しており、重要な地域を解放し続けている」と評価し、冬季到来を踏まえた現在の戦況に合わせた兵器支援と、ウクライナ軍の戦闘能力向上に向けた長期的な取り組みを同時に進める方針を述べた[577]。兵器支援に関し「最も緊急なニーズ」として防空装備と弾薬を挙げ、参加国に理解を求めた[577]。

### 10月11日
- ウクライナ中部ドニエプロペトロフスク州ニコポリにある学校が、ロシア軍によるミサイル攻撃を受け、少なくとも4人が死亡した[578][579]。
- ウクライナ空軍は、ロシア軍がウクライナにドローン33機で攻撃を行い、このうち28機を撃墜したと発表した[580]。
- ウクライナ軍参謀本部は、ロシア軍が東部ドネツク州の前線であるアブデーフカやマリンカ、ウグレダルのウクライナ軍の陣地をで繰り返し激しい攻撃を行ったが、ウクライナ側が「全て撃退した」と主張した[579]。
- ゼレンスキー大統領は、イスラム原理主義組織ハマースとイスラエルの戦闘が続く中東情勢の余波により、「軍事支援の減少を私が懸念しているかに関して言えば、そうしたリスクはある。しかし、パートナー諸国はウクライナを見捨てず、支援を続けると確約しており、われわれは信じる」と述べた[581]。また、「ロシアは軍事支援の分散を期待しているはずだ」と述べ、ロシアの思惑通りにさせるべきではないとの認識も示した[581]。ロシアについて「加害者および協力者の資産を没収し、生じた損害を補償しなければならない」と述べ、制裁によって凍結したロシア関連の資産をウクライナが受けた被害の補償に活用することを要請した[582]。
- ウクライナのシュミハリ首相は、ウクライナは巨額の財政赤字を穴埋めし、ロシアの侵攻による壊滅的被害からの復興を支援するために、2023年と2024年で約420億ドルの財政支援を必要としていると述べた[583]。全てのパートナーからの支援を望んでいると期待を示し、この金額の支援があれば政府は年金を支給し、医師・教員の給与を支払い、自宅を破壊された市民を助けることが可能になるという[583]。世界銀行から復興ニーズの調査で助力を得ており、迅速な復興対応計画だけでも140億ドルが必要だと訴えた[583]。また、ウクライナ復興の鍵は汚職の撲滅やデジタル化の促進などを盛り込んだ経済改革プログラムにあると指摘し、国際的な勧告とウクライナ自体の提案に基づき、改革に向けて2027年までの統一的なロードマップを準備中だと付け加えた[583]。ゼレンスキー大統領は、国際社会による支援継続を訴え、西側諸国の一部で「支援疲れ」が見え始める中、「侵略者から生命を守る上で、大事なことの一つは支援の継続だ」と強調し、復興を加速させる民間投資の促進も呼び掛けた[584]。
- ロシア国防省は、ウクライナ東部ドネツク州アウディーイウカで「前進している」と発表した[585]。
- プーチン露大統領は、ロシアの通貨ルーブルの下落に歯止めをかけるため、輸出企業の外貨収入を強制的にルーブルに両替させる措置を6か月間再導入する大統領令に署名した[586]。
- ロシア下院のウォロジン議長は、ウクライナを支持するために外国へ逃亡した反逆者とみなされるロシア人の帰国には厳しく対応すると表明し、国家の政策に反対すると表明したり、ウクライナ軍に資金を提供したりしたロシア人が帰国し始めれば、「彼らを送り込む場所を選ばなければならなくなる」と述べ、候補地として鉱山などを挙げた[587]。ペスコフ露大統領報道官は、出国したロシア人のうち、強い反ロシア姿勢を取っている者とその他の者とでは対応が異なると指摘し、後者が「大多数」を占めており、彼らの帰国は常に歓迎されると説明した[587]。
- ロシアの首都モスクワの裁判所は、反戦投稿でロシア軍の信用を失墜させた罪に問われていたロシアの人権団体「メモリアル」幹部であるオレグ・オルロフを有罪とし、罰金15万ルーブルの支払いを命じた[588]。オルロフは、ロシアのウクライナ侵攻について、ウクライナの経済や文化の破壊にとどまらず、「ロシアの未来に対する深刻な打撃でもある」と指摘し、ロシアについて「彼らはファシズムを望み、それを手に入れた」と論評するフランスメディアの記事を投稿したことで罪に問われた[588]。メモリアルは、2022年にノーベル平和賞を受賞した[588]。2021年12月には、ロシア連邦最高裁判所から解散命令を受け、2022年2月下旬に解散を表明していた[588]。
- NATO国防相会合が、ベルギーの首都ブリュッセルで2日間の日程で始まった[589]。ウクライナへの支援強化策などについて話し合う[589][590]。ゼレンスキー大統領も出席し[589]、ロシアが発電所などのインフラに対して攻撃するのに備え、冬を乗り切るための武器や防空設備を供給するようNATO同盟国に要請した[591]。ロシアの侵攻開始後で初めてNATO本部を訪問し、ロシアのプーチン大統領をイスラム組織ハマースになぞらえ、ロシアのウクライナ侵攻とハマースのイスラエル攻撃を同じ硬貨の表裏のようだと指摘し、西側の軍事支援が不可欠だと訴えた[591]。NATO加盟国と非加盟国でウクライナを軍事支援する約20か国の国防担当相が集まった会合では「この戦争がいつ終わるのか、ウクライナにとって正当に終わるのかという問いに対し、冬の防空戦が答えの重要な部分を握る」とし、「私たちはテロとの冬の戦いに勝たなければならないし、勝つことができる」と訴えた[591]。ベルギーのデドンデ国防相は、ベルギーが保有するF16戦闘機を2025年からウクライナに供与を始めると述べた[589]。オランダのオロングレン国防相は、「われわれのウクライナ支援を強調することが肝要だ」と述べ、「ウクライナ紛争を注視している。ウクライナはわれわれの全面的な支援を受ける」と明言した[592]。オースティン米国防長官は、必要なだけウクライナを支援するという西側諸国の誓約を改めて表明し、防空弾薬やロシアのドローンに対抗するための武器を含む2億ドル相当の軍事支援を発表した[591]。F16戦闘機が供与される時期については「最も早くて2024年春だ」と述べた[580]。ストルテンベルグNATO事務総長は、プーチンがウクライナのエネルギーインフラを攻撃して「冬を戦争の武器として再び利用する準備をしている」と批判し[591]、「われわれは準備を進めており、用意はできている。今必要なのは首脳陣からの支援だ。だから私はきょうここにいる」と述べた[592]。「われわれはウクライナを支持し、支援を提供する。これはNATO全体にとって非常に重要だからだ」と述べた[592]。
- 米国防総省は、空対空ミサイル「サイドワインダー」や高機動ロケット砲システム「HIMARS」用弾薬などを含む最大2億ドルの軍事支援を発表した[593][594]。
- イエレン米財務長官は、IMFと世界銀行の年次総会に際して記者会見を行い、ウクライナへの支援がバイデン政権の「明白な最優先課題だ」と強調した[595]。イエレン財務長官は「ウクライナ支援の中断は許されない」と明言し、「（ロシアとの）戦争に勝つために必要な支援を受けられるよう、バイデン政権が取り組んでいることに、同盟国とウクライナ国民は安心できる」と訴えた[595]。
- 英国防省は、ウクライナに侵攻するロシア軍の兵士が、心的ストレスなどで「精神衛生上の危機」に直面していると述べ、兵士らの心身両面の健康管理体制が欠如していることから、作戦成功の確率を示す戦闘効率が引き続き「最適水準を下回っている」と分析した[596]。報告によると、ロシアの心理専門家は、侵攻開始10か月後の2022年12月時点で、10万人の兵士が心的外傷後ストレス障害（PTSD）になったと指摘し、戦闘が長期化する中で適切な時期に交代が行われず休息も取れないことから「その数は現在、確実に増えている」とされる[596]。
- デンマークのポールセン国防相は、ウクライナへのF16戦闘機供与時期について第1弾として2023年3-4月に6機を引き渡す考えを明らかにした[580]。ベルギーのアレクサンダー・デ・クロー首相は、「2025年以降、F16を供与する準備がある」と発表した[580]。ゼレンスキー大統領は「力強い一歩だ」と述べ、謝意を示した[580]。

### 10月12日
- ウクライナ軍は、ロシア軍が攻勢を強める東部ドネツク州アウディーイウカについて、ウクライナ軍が堅守していると主張した[597]。ウクライナ軍参謀本部の報道官は、「わが軍は勇敢にも防衛を続けている。アウディーイウカ一帯では、敵の攻撃を10回以上撃退した」と述べた[597]。アウディーイウカのビタリー・バラバシ町長は「われわれは全てに耐えた。拠点を守り、全ての攻撃を撃退した。一部の場所では、反攻も試みた」と述べた[597]。一方、状況は「極めて緊迫」しており、今回アウディーイウカが受けた攻撃は、侵攻開始以降で「最大の攻撃」だったという[597]。
- ウクライナのハルシチェンコ・エネルギー相は、ロシアによるインフラ攻撃で冬期の停電が懸念される中、「大規模攻撃で電力網が重大な被害を受け、停電する可能性はある」と指摘し、ウクライナ政府は十分な対策を取っており、短期間で回復できると自信を示した[598]。
- 国際オリンピック委員会（IOC）は、ロシアオリンピック委員会（ROC）がウクライナ東部ドネツク州など一部地域のスポーツ組織を一方的に編入したことが五輪憲章に違反したとして、ROCを無期限の資格停止とする処分を決めた[599][600]。
- 米シンクタンク「戦争研究所」は、ウクライナ東部ドネツク州アウディーイウカでロシア軍が10月10日以降に約4.5平方キロメートルを制圧したと分析した[601]。ロシア軍は30台以上の戦車や装甲車を失ったが、攻勢は弱まっていない[601]とする一方、現在のロシア軍の兵力でアウディーイウカを陥落させることは難しいと指摘し、ロシア軍の攻勢にはウクライナ軍をくぎ付けにする狙いがあると分析した[585]。また、ロシア国内でアウディーイウカに関する戦況の情報統制が強まっていると指摘し、「ロシアはアウディーイウカ周辺の攻撃作戦で主導権を握っていると見せ掛けたいのだろう」と分析した[602]。
- 米財務省は、ロシア産石油の価格上限規制に違反したとして、トルコを拠点とするアイス・パール・ナビゲーションとアラブ首長国連邦を拠点のランバー・マリーンの海運2社のアメリカ国内の資産を凍結したと公表した[603][604]。G7・EU及びオーストラリアは2022年12月、ロシアの戦費調達に打撃を与えるため、ロシア産原油の取引価格の上限を1バレル＝60ドルに設定し、取引価格が60ドルを上回るロシア産原油を積んだ船舶への保険適用を禁止した[603][604]。2023年2月には、石油製品にも同様の措置を取った[604]。アイス・パールのタンカーは80ドル超、ランバーのタンカーは75ドル超でロシア産原油を輸送し、アメリカのサービスを利用した[603][604]。財務省高官は「ロシアが野蛮な戦争を継続する力を弱めていく」と述べた[603]。一方、G7とオーストラリアは、共同声明[605][606]で「ロシアによる違法で、不当でいわれのない戦争に対し、制裁や経済措置を講じることへの強いコミットメント」を改めて表明し、海運会社や石油企業に対し、ロシア産石油価格の価格上限措置を順守するよう勧告し、違反を確認した場合には厳しい措置を取ると強調した[603]。実効性確保に向け、業界に対し7項目の勧告を行い、「適切な資本を有する」保護や補償保険の要件、合意に基づく自動識別システム使用に関するプロトコル、リスクの高い船舶間貨物輸送のチェック強化などを盛り込んだ[607]。
- G7財務相・中央銀行総裁会議をモロッコのマラケシュで開いた[608][609][610][611]。共同声明を発表[612][613]し、「ロシアのウクライナに対する不法かつ不当で、いわれのない侵略戦争を非難する」とした[608][609]。また、「ロシアがウクライナの長期的な再建の費用を支払うようにする取り組みを続ける」と訴え、対露制裁で凍結したロシアの資産を「ウクライナ支援と復旧・復興に向け得るか探求する」とした[608][609][610][611]。ウクライナのマルチェンコ財務相も参加した[611]。

### 10月13日
- ウクライナ東部アウディーイウカ市の軍政トップであるビタリー・バラバシュは、アウディーイウカで「激しい闘いが本当に絶え間なく続いている[614]。小火器による戦闘と砲撃戦の両方が行われている」と述べた[614]。ロシアは、ウクライナの戦闘員を包囲するため「使用可能なあらゆる物を発射している」といい、「残念なことに、彼らは前線の集落だけでなく、遠く離れた後方の集落も攻撃している。ロシア軍は正面攻撃ではなく、市の南と北からの側面攻撃に集中している。こうした形で包囲計画の実行を試みている。非常に困難で緊迫した戦況だが、ウクライナ軍は4日間にわたって断固として陣地を堅持している。彼らが持ちこたえるものと確信している」と述べた[614]。ゼレンスキー大統領も、ウクライナ軍がロシア軍を食い止めていることを称賛し、「アウディーイウカ。我々は持ちこたえている」とし、「ウクライナの勇気と団結がこの戦争の終わり方を決めるだろう。我々は全員、この点を覚えておく必要がある」と表明した[614]。米NSCのカービー戦略広報調整官は、「ロシア軍はここ数日、東部で新たな攻撃を開始した」と述べた[602]。ウクライナ軍参謀本部は、「アウディーイウカ方面では勇敢に戦線を維持し、敵の攻撃を撃退した」と公表した[602]。
- G20財務相・中央銀行総裁会議は、2日間の日程を終えて閉幕した[615]。ロシアのウクライナ侵攻開始以降、過去6回のG20財務相・中銀総裁会議は全会一致が原則の共同声明を見送っており、7会合ぶりの採択となる共同声明を発表した[615]。共同声明[616][617]は、G20首脳会議が採択した首脳宣言の表現を踏襲し、「世界中の戦争および紛争による甚大な人的被害および悪影響を深い懸念と共に留意する」と指摘した[615]。
- 米NSCのカービー戦略広報調整官は、北朝鮮が9月から10月にかけてロシアに武器を供給していたとの情報分析を明らかにした[618][619][620]。見返りにロシアが北朝鮮に軍事支援を開始した可能性もあるとし、警戒を強めた[618][619]。ロシアのウクライナ侵攻開始以降、北朝鮮によるロシアへの大規模な軍事支援が確認されたのは初めてとなる[618]。9月7日以降、北朝鮮北東部羅津港を出た船舶がロシア極東沿海地方ドゥナイに入港し、そこから陸路で10月1日までに南西部チホレツクの弾薬庫に運ばれた[618][619]。ウクライナ国境から約290キロの地点にあり、「ウクライナの都市を攻撃し、ウクライナの市民を殺害し、ロシアの非合法な戦争を助長するために使用される軍需品をロシアに提供した北朝鮮を非難する」と指摘した[618][619][620]。米当局は、衛星画像などから、コンテナ1,000個分以上の弾薬や軍装備品が既に運ばれたと分析した[618][619]。この他、ロシアは、戦闘機、地対空ミサイル、装甲車、弾道ミサイルの生産設備、先端技術の提供を求めているとし、ロシアの船舶が北朝鮮国内に積み荷を降ろしたことも確認しており、ロシアによる軍事物資の輸送が始まった可能性もあるとした[618]。
- ブリンケン米国務長官は、ウクライナのクレーバ外相と電話会談し、ウクライナへ必要な支援を続けると伝達した[621]。最新の戦況や国際的なウクライナ支援の取り組みについての議論も行った[621]。
- スナク英首相は、スウェーデンで開かれたイギリスと北欧諸国の計10か国で構成される「統合遠征軍」（JEF）の首脳級会合に出席し、「私たちはイスラエルでのテロ攻撃に怒りを抱いている。ウクライナや欧州でもテロを蔓延させてはならない」と強調した[622]。議長国スウェーデンのウルフ・クリスターソン首相は、ゼレンスキー大統領を2024-25年の統合遠征軍の軍事演習の視察に招待すると明らかにした[622]。
- セルギー・コルスンスキー駐日ウクライナ大使は、日本のウクライナ支援について「ロシア軍による無人機やミサイル攻撃に対する防空装置の供与を期待している」と述べ、踏み込んだ支援に期待感を表明した[623]。

### 10月14日
- ウクライナ陸軍のシルスキー司令官は、ロシア軍が北東部ハルキウ州クピャンスクの包囲を狙っているとの見方を示し、クピャンスクから東部ドネツク州リマンにかけての前線の情勢について「ここ数日で著しく悪化している」と明らかにした[624]。
- プーチン露大統領は、ウクライナ軍の反転攻勢に強力な防戦で対応しているとし、ウクライナ北東部ハルキウ州クピャンスクや東部ドネツク州アウディーイウカなどの地域を挙げて「わが軍は前線のほぼ全ての地域、かなり広い地域で持ち直している」と述べた[624]。
- 英国防省は、ロシア海軍黒海艦隊が、ミサイル艦や潜水艦などの戦力を、司令部があるクリミア半島セヴァストポリからロシア南部ノヴォロシースクなど東に移動させ、防御態勢を強化しているとみられると分析した[625]。黒海艦隊が巡航ミサイルでウクライナを攻撃しているものの、ウクライナがドローンやミサイル攻撃などで黒海の北西部で主導権を握っており、ロシアは黒海の東部からミサイル攻撃を継続するとみられると指摘した[625]。

### 10月15日
- ロシア軍は、14-15日にウクライナ南部ヘルソン州で、住宅やインフラ施設など民間施設に相次ぎ攻撃を行った[626]。ヘルソン州の高官は、戦闘機による空爆を含むロシア軍の攻撃を繰り返し受け、インフラ施設に被害が出ていると明らかにした[626]。東部ハルキウ州でも14-15日にロシア軍による攻撃があり、住宅が破壊されて2人が死亡した[626]。
- ゼレンスキー大統領は、ウクライナ南部ヘルソン州で、ロシア軍の攻撃により電力施設が被害を受けたと明らかにし、「冬が近づくにつれ、このようなロシアの攻撃が増えるだろう」と述べ、インフラ攻撃に備えるよう呼びかけた[627]。
- SBUは、ロシア西部ベルゴロド州の変電所を無人機で攻撃したと明らかにし、グラトコフ州知事は攻撃により停電が起きたと述べた[627]。
- ウクライナ軍参謀本部は、ウクライナ南部や東部で過去24時間に57回の戦闘が起き、ロシア軍を撃退したと発表した[628]。一方、プーチン露大統領は、ウクライナ南部ザポリージャ州や東部ドネツク州、北東部ハルキウ州など「戦線全域でロシア軍が積極的に防衛し、戦況を改善している」と主張した[628]。
- 英国防省は、現在ある鉄道網がウクライナ軍の攻撃を受け脆弱化しているため、ウクライナ東部ドネツク州マリウポリににつながる鉄道を新たに建設していると分析した[627]。ロシア軍は鉄道で弾薬や燃料、人員などを前線に輸送しているため、新たな鉄道を建設することで南部ザポリージャ州前線へ物資を届ける際の輸送時間を短縮する狙いがあるとした[627]。

### 10月16日
- ロシア軍は、ウクライナ東部ドネツク州に砲撃を行い、住民2人が死亡、1人が負傷した[629]。
- ウクライナ陸軍のシルスキー司令官は、兵士らに対し、北東部ハルキウ州クピャンスクから東部ドネツク州リマンにかけての戦線「クピャンスク・リマン区域」で戦闘が「著しくエスカレートしている」とし、ウクライナ軍の防衛線を突破するためにロシア軍は攻勢を準備していると述べた[630]。ウクライナ軍は、クピャンスク周辺のほか、ドネツク州アブデーフカとマカリフカ近辺の東部戦線で戦闘が激化していると報告した[630]。
- ロシアがウクライナから連れ去った子供4人が、カタールが仲介により、ウクライナに帰還した[631][632]。カタールの外務省は、子供を家族に再会させる手続きを実現させたと発表し「重要な一歩」と強調した[631]。カタールの国際協力相は、4人の帰国は「最初の一歩だ」と強調し、ウクライナの子供のさらなる解放と帰国実現に期待を示した[632]。カタールの高官は、枠組み構築はカタールがロシア、ウクライナ両国と数か月間の秘密交渉を行った結果だと明かした[631][632]。
- ロシアのシルアノフ財務相は、現時点でロシアが使用するドローンは主に中国から調達していると明らかにし、「2025年までに全ドローンの41％をロシア製にすることを目指す」ため、国産のドローン開発に向けた新たな国家プロジェクトに600億ルーブルを投じると発表した[633][634]。
- イエレン米財務長官は、ウクライナ支援は西側諸国にとって引き続き「最優先事項」であり、「ウクライナが戦場で成功する能力を示しているのに、経済的な理由で戦争に負けることは許されない」と表明し、ウクライナの戦闘を支えるために極めて重要だと述べた[635]。また、ウクライナの持続的な経済・復興支援提供に向けたEUによる500億ユーロの基金計画を称賛し、G7・EU及びオーストラリアによるロシア産原油価格の上限設定や制裁逃れの摘発などを通じ、「無謀な戦争を行うロシアに、より大きなコストを課す」努力を続けていくと述べた[635]。
- 英シンクタンク「英国王立防衛安全保障研究所」は、8月中旬から10月14日にかけて、ロシア商船2隻が弾薬などが入ったコンテナを北朝鮮からロシアに輸送するため、少なくとも5回往復したと衛星画像から分析した[636]。

### 10月17日
- ウクライナ軍は、東部ルハーンシク州ルハーンシク市と南部ザポリージャ州ベルジャーンシク市近郊の飛行場とヘリコプターに対する「正確に狙いを定めた」夜間攻撃を成功させたと発表した[637][638]。ヘリコプター9機や防空システムのランチャー1基、弾薬の貯蔵施設1か所などを破壊した[639][640]。ゼレンスキー大統領は、「アメリカに感謝する。バイデン大統領との合意が履行されている。ATACMSは極めて正確だ」と述べ[638]、この攻撃に射程約300キロの地対地ミサイル「ATACMS」をロシア軍への攻撃に初めて使用したと明らかにした[639][640][641]。米当局者も、ATACMSの使用を認めた[638][639][640]。ウクライナにATACMSを供与したのは、ここ数日間以内で、発表すればロシア軍が警戒して装備をATACMSの射程外に移動させる可能性があったため、供与は「秘密裏」に行われた[639][640]。ウクライナのポドリャク大統領府長官顧問は、戦争の新たな章が始まったとし「国際的に認められたウクライナ国境内でロシア軍にとって安全な場所はもはやない」と主張した[638]。一方、ロシア側は、防空システムによりロケット弾を迎撃したとして、ベルジャンシクへの攻撃は成功していないと主張した[637]。ザポリージャ州の親露派当局者は、ATACMSによるクラスター弾が現地で確認されたと述べた[638]。アントノフ駐米ロシア大使は、ウクライナにATACMSを供与するアメリカの決定は重大な過ちであり、深刻な結果をもたらすと警告し「意図的に市民から隠されていたこの措置の結果は最も深刻なものになるだろう。アメリカはNATOとロシアの直接衝突を推し進め続けている」と述べた[638]。
- ペスコフ露大統領府報道官は、北朝鮮がロシアに武器を供与しているとの西側諸国の主張について、証拠に基づいていないとして否定した[642]。
- ロシア下院のウォロジン議長は、「わが国の安全保障確保のため、ロシアはCTBTの批准を撤回する」と述べた[643]。ロシアが2000年にCTBTを批准したのに対し、アメリカは「国際安全保障の問題に対する無責任な姿勢」のために批准しなかったと批判し、「ロシア連邦は自国民を守り、世界的な戦略的均衡を保持するために総力を挙げる」と強調した[643]。

### 10月18日
- ウクライナ南部ザポリージャ州のマラシコ知事は、ザポリージャ市でロシア軍による空爆があり、集合住宅1棟が破壊され、1人が死亡、少なくとも2人が負傷したと明らかにした[644]。ザポリージャ州当局者は、5人が死亡したと発表した[645]。ロシア軍の防空システム「S300」6発がザポリージャに着弾し、うち1発が集合住宅に命中した[646]。ゼレンスキー大統領は「邪悪な国家は民間人に対する戦術的な攻撃を続けている」と非難した[646]。一方、ザポリージャ州ロシア側「幹部」ロゴフは、ウクライナ軍が夜間にザポリージャ州を空爆し、ザポリージャ市の居住地域などが空爆を受けたと述べた[644]。
- ウクライナのクリメンコ内相は、中部ドニエプロペトロフスク州の村にロシア軍による攻撃があり、1人が死亡した[645]。
- ウクライナ南部ミコライウ州に、ロシア軍の砲撃があり、2人が死亡した[646]。
- ロシア国防省は、ウクライナ南部クリミア半島にウクライナ軍による2発のミサイル攻撃があり、迎撃したと発表した[645]。
- プーチン露大統領は、アメリカがウクライナに供与した射程約300キロの地対地ミサイル「ATACMS」について、ロシア軍にとって一定の脅威になると認めつつ、「戦局を変えるものではない」と主張した[647]。また、「ATACMSを供与し、さらに紛争への関与を強めている」とアメリカを非難した[647]。ウクライナ軍の反転攻勢にも言及し、「損失だけだ。成果は出ていない」と主張した[647]。
- ロシアに捕虜として拘束されているアゾフ連隊隊員の家族らは、ウクライナの首都キーウにある聖ソフィア大聖堂前の広場で、「沈黙が殺す」などと書かれたプラカードを手にし、捕虜の解放を訴えた[648]。
- マクロン仏大統領は、ゼレンスキー大統領と電話会談を行い、イスラエルとイスラム主義組織ハマースの紛争が、フランスとEUからのウクライナ支援に影響することはないと約束し、「危機が増加しても、ウクライナに対するフランスと欧州の支援はいかなる形でも弱まることはなく、必要な限り維持される」と伝えた[645][649]。また、冬季にロシア軍による主要インフラへの重点攻撃が予想されることを踏まえ、ウクライナの軍備増強について話し合ったほか、穀物輸出に向け、黒海に回廊を設置する計画についても議論した[649]。

### 10月19日
- ウクライナ軍は、ロシア軍が弾道ミサイルや巡航ミサイルやドローンなどで、ウクライナの東部、南部、北部の広範囲の軍事施設やインフラを攻撃したと発表した[650]。
- ウクライナのクレーバ外相は、アメリカから供与された射程約300キロの地対地ミサイル「ATACMS」について、より多くのミサイルの定期的な供給が見込まれるかとの質問に対して、今後も定期的に受け取る予定と述べ「これは9月下旬にワシントンで行われた個人会談でゼレンスキー大統領とバイデン大統領の間で合意された直接的な結果だ」とした[651]。
- バイデン米大統領は、ゼレンスキー大統領と電話会談し、アメリカの継続的な軍事支援について協議し、「ウクライナの主権、領土の一体性、民主的な未来の防衛に対する超党派の強い支持継続」を強調した[652]。ゼレンスキー大統領は、射程約300キロの地対地ミサイル「ATACMS」供与に関しバイデン大統領と議会に謝意を示した[652]。また、会談後のビデオ演説で「（バイデン大統領と）軍事支援のほか、ATACMSが占領者からのウクライナ解放をいかに加速できるかなどを話し合った」とし、「2024年もウクライナに対する支援を継続すること、ウクライナに対する重要な支援パッケージについても協議した」と述べた[652]。
- バイデン米大統領は、ホワイトハウスの大統領執務室で、ウクライナ情勢とイスラム原理主義組織ハマースの攻撃を受けたイスラエルについてアメリカ国民向けに演説を行い、「アメリカの指導力は世界を団結させる」と強調した[653][654][655]。ウクライナとイスラエルへの支援は民主主義諸国を共通の脅威から守り、アメリカの利益となるとし国民の支持と結束を求めた[653][654][655]。プーチン露大統領とハマースを同列に並べ「別々の脅威だが、民主主義の隣国を滅ぼそうとすることで共通する」と非難した[653][654][655]。「これらの紛争が遠くのことのように見えるのは分かる」と述べる一方で、2つの紛争の行方を他の敵対勢力が見ており、ウクライナとイスラエルの支援は「アメリカの安全保障に極めて重要」と訴えた[653][654][655]。また、約600億ドルのウクライナ支援を含む約1,000億ドルの大型追加予算案を20日に議会に申請すると述べた[653][654]。ウクライナ向け支援は兵器生産とアメリカ軍の在庫補充に使われ「アメリカ製兵器でアメリカを守る」と国民と議会の支持を求めた[653][654]。
- 英国防省は、ウクライナ南部クリミア半島とロシア本土を結ぶクリミア大橋について、「多方面での防御が必要とされ、（ロシアにとって）安全保障上の大きな負担になっている」と指摘した[650]。ロシア軍は、クリミア大橋が繰り返しウクライナの攻撃を受けているため、クリミア大橋の防衛に他地域に配備するはずの防空システムや要員を割くことになり、ロシアの戦力はそがれているとし、「この巨大で脆弱な建築物を守るというロシア治安部隊の自信は、ウクライナ軍の巧妙な作戦によって揺らいでいる」と分析した[650]。
- カザフスタンの貿易当局は、ドローンや電子部品など軍事転用可能な106品目についてロシアへの輸出を禁止した[656][657]。西側諸国から制裁を科されているロシアがカザフスタンなど中央アジアを介して制裁逃れを行っているとの疑いがある中、制裁逃れを防ぐための措置とみられる[656][657]。カイラト・トレバエフ貿易副大臣は、輸出を禁止され品目には「ドローンとその電子部品、特殊装備、チップ」が含まれると説明した[657]。ウクライナのイエルマーク大統領府長官は、「ロシアは並行輸入を通じて欧米製の機器を手に入れようとしてきた」と歓迎した[656]。
- 木原稔防衛相は、ウクライナのウメロウ国防相とテレビ会談を行い、長期化するロシアのウクライナ侵攻を「断じて認められない」と非難しつつ、ウクライナ負傷兵の受け入れなど日本側の取り組みを説明し、「引き続き可能な限りの支援を行っていく」と伝えた[658]。

### 10月20日
- ウクライナ中部ドニエプロペトロフスク州クリブイリフで、ロシア軍のミサイル攻撃があり、60歳の男性が死亡した[659]。
- ゼレンスキー大統領は、南部ヘルソン州の前線を視察し、ヴァレリー・ザルジニー総司令官ら軍幹部と協議した[660]。声明で、東部ドネツク州アブデーフカなどで敵軍に甚大な被害を与えたと述べた[659]。ロシア軍は、アブデーフカに大規模兵力を投入しているとされ、戦闘が激化している[659]。
- ウクライナの税関は、ウクライナ軍向けの人道支援として海外から送られた9000件の物資のうち、3000件が未着のまま行方不明になっていると発表した[661]。物資の送り元や内容は不明だが、国防省と税関は詐欺や関税法違反の疑いがあるとみて調査している[661]。税関などは、ウクライナの国内業者が通関手続きを簡略化するため、人道支援物資を装って商品を輸入している可能性のほか、密輸や詐欺の疑いがあるという[661]。また、これまでの調査で、387件の違法行為を確認したと明らかにした[661]。
- ロシア航空宇宙軍の新総司令官にビクトル・アフザロフ大将が任命された[662]。
- ロシア大統領府は、プーチン大統領が南部ロストフ・ナ・ドヌの特別軍事作戦司令部を訪れ、ウクライナ侵攻を統括する総司令官兼務のゲラシモフ軍参謀総長らから戦況報告を受けたと発表した[663]。
- ロシア外務省のザハロワ報道官は、バイデン米大統領がウクライナとイスラエルへの支援を「投資」と呼んだ発言に言及し、米国が思想のために戦っているのではなく、代理戦争から利益を得ていることを示すものだと述べた[664]。バイデン大統領は、前述した19日の演説で、ウクライナとイスラエルを支援することは「賢い投資で、何世代にもわたってアメリカの安全保障に配当をもたらす」と述べ、新たな支援策への支持を求めた[664]。「彼らは以前『自由と民主主義のための戦い』と言っていた」と指摘し、「今となっては単なる計算だと分かる。常にそうだった。本当は支持したことのない価値観を使って世界を欺いているだけだ」とした上で、「戦争は伝統的にアメリカにとって『賢い投資』だ」と皮肉った[664]。
- ロシア司法省は、ロシアのウクライナ侵攻を批判したゲオルギー・クナーゼ元外務次官を「外国のエージェント」に認定した[665][666][667]。声明で、クナーゼについて「ロシアに対する否定的なイメージをつくり出すことを目的に虚偽の情報を広めた。外国の組織が提供する情報空間で（質問に）回答した」と非難した[665]。
- 英国防省は、アメリカが供与した射程約300キロの地対地ミサイル「ATACMS」を使ったウクライナ軍の攻撃で、南部ザポリージャ州のベルジャンシクと東部ルハンスク州の空港で計14機の軍用ヘリが破壊されたとの分析を発表した[660]。ロシア軍が被害拡大を避けるため、拠点を前線からより離れた地点に後退させる可能性があると指摘し、ロシア軍の輸送距離が伸びれば、補給能力に影響を与えるとした[660]。
- 米シンクタンク「戦争研究所」は、ロシア軍部隊が大きな損失を受けながらもウクライナ東部ドネツク州アブデーフカ北方でわずかに前進したとの分析を公表した[668]。一方、南部ヘルソン州でドニエプル川の東岸に渡ったウクライナ部隊が進軍し、東岸に足場を築こうとしていると分析した[668]。
- エストニア国軍情報機関トップを務めるアンツ・キビゼルグ大佐は、記者会見を開き、ロシア軍は約400万発の砲弾を備蓄しているとの推計を公表し、「1日1万発という比較的少ない現在の消費量なら、1年強は使用し続けることが可能だ」と述べた[669][670]。情報当局高官も、同様の分析を明らかにした[669]。 北朝鮮によるロシアへの軍事支援に関しては、ロシア軍の約1か月分の消費量に相当する30万-35万発の砲弾がロシアに渡ったと推測し、ロシアが現時点で十分な砲弾を保有していることを踏まえると、北朝鮮の砲弾は長期戦に備えた備蓄に回ると予測した[669][670]。

### 10月21日
- ウクライナ軍参謀本部は、北東部ハルキウ州の州都ハルキウ市近郊で、郵便会社の配送施設がロシア軍のミサイル攻撃を受け、6人が死亡、16人が負傷したと発表した[671][672]。軍当局は、ロシア西部ベルゴロドから発射された地対空ミサイル「S300」が着弾したとの見方を示した[672]。ハルキウ州のシネグボフ知事は、「占領者の攻撃で6人が死亡、14人が負傷した。全員がノバ・ポシュタの職員で、施設内にいた。死傷者の年齢は19～42歳で、爆風や飛んできた破片で負傷した」と述べ[671]、「ただの民間施設だ。ロシアがまた市民へのテロに及んだ」と非難した[672]。
- ウクライナのポドリャク大統領府長官顧問は、東部ドネツク州の激戦地アウディーイウカ方面で過去1週間にロシア兵5000-6000人が戦死したという試算を示し、ロシア側の狙いについて「（ウクライナや西側諸国に）心理的（圧迫）効果をもたらし、自軍は人的損害を気にせずに戦えると示すことだ」と指摘した[673]。

### 10月22日
- ウクライナ軍参謀本部は東部ドネツク州アブデーフカ周辺で20近いロシア軍の攻撃を撃退したと発表した[674]。
- ウクライナ南部ヘルソン州のプロクディン知事は、州内の複数の村が砲撃を受け、ヘルソン市内の輸送や食料生産拠点も攻撃されたと述べた[674]。
- ウクライナ軍南部作戦管区のグメニュク報道官は、ウクライナ軍の南部ヘルソン州ドニエプル川東岸への上陸を認める一方、成果に言及するのは「時期尚早だ」と述べた[675]。
- GUR高官は、ロシア軍がウクライナ東部ドネツク州都ドネツク近郊の都市アブデーフカの制圧を狙って攻撃を激化させていると発表した[675]。ただ、ウクライナ軍に阻まれ、多くの損失を出しながら限定的な成果しか得られていないとした[675]。ドネツク州全域の制圧を狙うロシア軍はバフムト制圧後、バフムト市周辺でウクライナ軍に足止めされていることから、別の進軍ルートとしてアブデーフカの突破を狙っているとみられる[675]。米シンクタンク「戦争研究所」は、アブデーフカを巡る戦闘について、ロシア軍がアブデーフカ市北西の地域でわずかに前進したもようだと指摘したが、「ここ数日間、ウクライナ軍はロシア軍の攻勢を撃退し、人員と装備に相当規模の損害を与えた可能性が高い」と分析した[675]。

### 10月23日
- ゼレンスキー大統領は、前線への弾薬供給についてウクライナ産を含め「絶えず増加している」と主張し、弾薬不足との見方を否定した[669]。
- ウクライナの検察当局は、ロシアのウクライナ侵攻によりこれまでに508人の子供が死亡したと発表した[669]。
- ウクライナ最大の農業団体の幹部は、黒海経由の食料輸出ルートはまだ完全に機能しておらず、現在の輸出量は2022年水準を下回っていると述べた[676]。一方で、「われわれは、代替輸送ルートの整備を進めており、危機的な状況でない。ロシアが参画しなくても、先月は黒海経由で輸出できた」と説明し、「新たな回廊で（毎月）200万-250万トン輸出したい。他の穀物輸送ルートと合わせた輸出量は、月に500万-550万トンに達する可能性がある」との見方を示した[676]。
- 英国防省は、アブデーフカを巡る戦闘でロシア軍の損害がそれまでより90％増加していると指摘した[669]。また、ロシアのウクライナ侵攻開始から1年8か月でロシア側の死傷者は、24万-29万人に達したとの推計を明らかにした[677]。このうち、15万-19万人が死亡もしくは戦闘に復帰できない重傷を負ったとした[677]。また、イギリス軍がウクライナの民間技術者を招き、重要インフラを防御するためにロシア軍の兵器の特性などを学ぶ訓練を始めたことも発表した[677]。シャップス英国防相は「重要インフラに対するロシア軍の無差別攻撃によって、ウクライナの市民は命に関わる危険に直面している」として、冬にかけてインフラ分野の支援が重要になるとの考えを示した[677]。
- 米シンクタンク「戦争研究所」は、西側諸国がロシア軍と比較してどれだけウクライナに弾薬を供与できるかが「2024年の両国の戦力を決定する重要な要因になるだろう」と分析した[669]。
- 米紙ワシントン・ポストは、SBUがアメリカ中央情報局（CIA）の訓練を受け、ロシアで起きた暗殺事件に関与していたと報じた[678] [679]。2022年8月のダリア・ドゥギナの暗殺では、SBUの協力者によって、爆弾の材料が猫用キャリーバッグに入れられ、車でロシアに持ち込まれたという[678]。7月の黒海艦隊の潜水艦の元艦長が射殺された事件や2023年クレムリンドローン攻撃なども、SBUが関与したという[679]。

### 10月24日
- ウクライナ東部ハルキウ州で、ロシア軍の攻撃により民間人2人が死亡した[680]。
- ゼレンスキー大統領は、「ロシアにとって安全な基地はもはや存在しない」と主張し、ウクライナ南部クリミア半島と周辺海域全域が、ウクライナ軍の攻撃の射程圏に入るのは「時間の問題だ」と述べた[680]。ロシア軍が黒海西部で活動できなくなり、クリミアから東方に艦隊を移動させていると指摘した[680]。
- ウクライナのシュミハリ首相は、ドイツ防衛関連大手ラインメタルとウクライナの国営軍需企業との合弁会社設立し、ウクライナで軍用車両の生産や整備などを行うと発表した[680]。
- ロシア海軍黒海艦隊は、司令部を置くクリミア半島付近で水上無人艇3隻を撃退したと主張した[681]。
- ロシア石油大手ルクオイルは、ウラジーミル・ネクラソフ会長が急性心不全のため死亡したと発表した[682]。ルクオイル幹部経験者の急死は、ロシアのウクライナ侵攻開始後3人目となる[682]。ルクオイル取締役会は、ロシアのウクライナ侵攻を「悲劇的な出来事」として侵攻に懸念を示す声明を発表している[682]。
- 米シンクタンク「戦争研究所」は、ロシア軍が23日にキーウ州を攻撃した際、ロシア製の新型長距離ドローン「イタルマス」を初めて使った可能性があると分析した[681]。イラン製ドローン「シャヘド」よりも安価に製造でき、軽量なため探知や撃墜が困難だという[681]。
- ショルツ独首相は、ロシアによるエネルギー施設への攻撃激化を見据え、ウクライナに対し地上配備型迎撃ミサイル「パトリオット」や短距離空対空ミサイル「IRIS-T」などの防空システムを含む14億ユーロの越冬支援を表明した[681]。ショルツ首相は「揺るぎない連帯はイスラエルとウクライナの双方に向けられている」と述べ、パレスチナ情勢にかかわらずウクライナ支援を続けると表明した[681]。ウクライナは、暖房需要が高まる冬を前に、ロシア軍が発電所などへの攻撃を強める事態を警戒し、防空システムの支援を求めている[681]。

### 10月25日
- ウクライナ空軍は、イラン製ドローン「シャヘド」が各地に飛来し、11機すべてを撃墜したと発表した[683][684]。ウクライナ西部フメリニツキー州高官は、爆風で住宅が破損して16人が負傷したほか、破片が「重要インフラ敷地内」に落下したと述べた[683]。ウクライナのエネルギー省は、ロシア軍の攻撃の影響で、フメリニツキー原子力発電所の管理棟や研究棟の窓ガラスが割れたと発表した[683]。これにより、フメリニツキー州内で停電が起きた[683]。ゼレンスキー大統領は、原子力発電所を標的にした攻撃の可能性が高いとの見方を示し[685]、ロシアを非難した[685]。グロッシーIAEA事務局長は、原子力発電所の施設の窓ガラスが多数割れる被害が出たと報告し、現場から離れた場所に位置する放射線監視施設への送電が一時止まったとも述べた[686]。声明で「多数の窓が割れたということは爆発が非常に近くで起きたことを意味する」とし、「次はそれほど幸運でないかもしれない」との危機感を表明した[686]。「原子力発電所への攻撃は何としても避けなければならない」と訴え、「今回の事態はウクライナでの原子力の安全管理態勢が、極度に不安定な状態に直面していることを再度示した」と強調した[686]。また、「この状態は悲劇的な戦争が続く限り変わらない」と続けた[686]。
- ウクライナ軍のシュトゥプン報道官は、ロシア軍が過去1週間にウクライナ東部ドネツク州だけで約3000人の死傷者を出し、部隊の再編成に着手したため、ドネツク州アブデーフカでロシア軍の攻勢が弱まっていると報告した[687]。
- ウクライナ軍南部作戦管区のグメニュク報道官は、「敵（ロシア軍）は過去2日間で40発の誘導爆弾を投下したが、地上攻撃の回数は前日と比べ半減した」と指摘し、「こうした事態は驚きではない」と述べた[688]。ロシア軍はドネツク州で5日間に2400人の死傷者を出したとされる[688]。
- ゼレンスキー大統領は、ロシアが冬場に電力インフラを攻撃した場合「今年は守るだけではなく対抗する」と述べ、報復攻撃を警告した[689]。また、「敵はクリミアの艦隊を移動させ、航空機もウクライナ国境から遠ざけている」として、ロシアが攻撃を警戒しているとの見方を示した[689]。
- メドヴェージェフ露安全保障会議副議長は、2023年に新たに志願兵ら約38万5000人が軍務に就いたと明らかにした[690][691]。志願兵の活用を「最高司令官（プーチン大統領）が来年も続けるよう決めた」と説明し、戦況が消耗戦の様相を呈する中、兵員についてロシアは無尽蔵に近いと主張し、ウクライナと支援する西側諸国を威圧する狙いがあるとみられる[690][691]。
- ショイグ露国防相は、ウクライナ東部にあるロシア軍のボストーク司令部を視察し、高官から前線の戦況や無人機操縦者の訓練、冬季の戦闘準備について報告を受けた[692]。

### 10月26日
- ウクライナ軍の報道官は、ウクライナ東部アウディーイウカとドネツク近郊で10月10日以後、「ロシア軍の死傷者が5,000人に達する」と述べた[693]。装甲車は約400台破壊した[693]。攻撃ヘリ「Ka52」や攻撃機「スホイ25」などの航空戦力を投入し、アウディーイウカの包囲を試みている[693]。米シンクタンク「戦争研究所」も、衛星写真の分析などから、ロシア軍が10月10-20日に装甲車や戦車など少なくとも109台を破壊されたと発表した[693]。ロシア軍は、アウディーイウカに追加の兵力を投入しているが、「装甲車など兵器の損耗を埋めるのに苦労する」と指摘した[693]。長期的に、ロシア軍の作戦能力の弱体化につながる可能性もあるとした[693]。
- ウクライナのクブラコフ副首相は、黒海の新たな穀物輸出回廊について一時停止しているとの情報は誤りで、ウクライナ海軍が設定した利用可能な航路は全て有効であり、民間船舶が利用しているとした[694]。
- 米NSCのカービー戦略広報調整官は、「命令に従わないロシア軍の兵士を処刑している」との見方を明らかにし、「ロシア軍司令官が部隊全体を処刑すると脅しているという情報もある」と述べた[695][696][697][698][699]。また、ウクライナ東部ドネツク州アウディーイウカ周辺で、ウクライナ軍がロシアの戦車部隊を撃退し多くの死傷者が出ているため、「訓練や装備が不足した部隊を動員し、（ロシア軍が）人海戦術を取っている」と指摘した[695][696][697][698]。27日、在アメリカ合衆国ロシア連邦大使館は「このような異世界的虚偽を思いつくのは妄想者でしかあり得ない」とし、「こうした虚言は、大きく報じられながらも失敗に終わっているウクライナの反攻を正当化するためのものだ。ホワイトハウスの広報担当者の発言におけるこうした言及は全て虚偽だと言明する」とした[700]。
- アメリカ空軍の報道官は、ウクライナ人パイロットがアリゾナ空軍州兵第162戦闘航空団ででF16戦闘機の訓練を既に開始したと明らかにした[701]。この部隊は、同盟国に対しF16の訓練を行うことを専門にしている[701]。ウクライナ人の要員約200人に対し、F16の整備訓練も行う予定[701]。
- 英国防省は、北朝鮮によるロシアへの弾薬提供に関し、過去数週間でコンテナ1,000個以上が運ばれたとして、この水準が続けば、北朝鮮がイランやベラルーシと並んでロシアの主要な兵器供給源になるとの分析を発表した[702]。ロシアが弾薬の見返りに何を供与するのかについては、経済支援や軍事技術の提供、宇宙分野の技術協力などが考えられるが、まだ決まっていないとした[702][703]。
- リトアニアのガブリエリュス・ランズベルギス外相は、EU諸国がウクライナに供与した砲弾の数は約30万発で、北朝鮮がロシアに供与した35万発を下回っているとの見方を示した[702]。EUは100万発の供与を約束したとして、「われわれは機能停止に陥っている場合ではない」とした[702]。
- NATOとEUに加盟するスロバキアのロベルト・フィツォ新首相は、スロバキアの国民議会で外交方針を説明し、この中で「もうウクライナに武器は送らない」と明言した[704][705]。一方、人道支援や財政的な援助は継続する方針を示し[704]、「戦闘の即時停止がウクライナにとって最善の解決策だ」と述べた[705]。また、「EUは武器供給者から和平の仲裁者に変わるべきだ」とも主張し、対露追加制裁についても、スロバキア経済への悪影響がないか精査するまで支持しない考えを示した[704]。
- 上川陽子外相とブリンケン米国務長官、韓国の朴振外相は、ロシアがウクライナ侵攻で使用する武器や弾薬を北朝鮮が提供しているとして、強く非難する共同声明を出した[706]。「ロシアの侵略戦争による人的被害を著しく増大させる」と懸念を表明し、「露朝間の武器移転および関連する軍事協力が、世界の安全保障と不拡散に及ぼす有害な影響に断固として反対」すると明記した[706]。

### 10月27日
- ロシア軍は、ウクライナ南部ヘルソン州ヘルソン市中心部を砲撃し、8人が負傷し、少なくとも15棟の建物が損壊した[707]。ドニエプル川沿いのベリスラフにも砲撃し、1人が負傷した[707]。
- ウクライナ軍参謀本部は、東部ドネツク州アウディーイウカ周辺で、ロシア軍の攻撃を撃退したと発表した[708]。一方、ロシア国防省は、ドネツク州でウクライナ軍の攻撃を撃退したと主張した[708]。
- ゼレンスキー大統領は、スナク英首相と電話会談を行った[709]。ウクライナ東部ドネツク州アブデーフカの包囲を狙って攻撃を続けるロシア軍を押し戻し「敵は少なくとも一つの旅団を失った」とした[709]。また、「今週、ロシアの損失が大幅に増えた」と戦果を強調した[709]。
- ロシア国防省は、26日夜にロシア西部クルスク原子力発電所へウクライナのドローン3機が飛来したが、防空システムで「テロ攻撃を阻止した」と発表した[710]。28日、ロシア外務省は、クルスク原子力発電所の使用済み核燃料保管施設の外壁が損傷を受けたと発表し、「周辺諸国に重大な惨事を引き起こしかねない核テロ行為だ」と非難した[711]。外務省のザハロワ報道官は、無人機3機が原子力発電所を攻撃し、残りの2機も管理棟の敷地内に落下したと指摘し、攻撃はウクライナを軍事支援する欧米の許可がなければ実行不可能だと主張した[711]。
- ウクライナ最高議会の元国会議員で親露派指導者のオレグ・ツァリョフが、ウクライナ南部クリミア半島の都市ヤルタで銃撃された[708]。ツァリョフ側は、SBUによる暗殺未遂だと主張している[708]。
- EU首脳会議を、ベルギーの首都ブリュッセルで開き、ウクライナへの支援を継続する方針を改めて確認した[712][713]。採択された文書には、ウクライナ支援について「EUは今後も強力な財政、経済、人道、軍事、外交支援を継続する」と明記され、凍結したロシア資産について、ウクライナ復興などに活用するための具体案を示すよう欧州委員会に求めた[712][713]。北朝鮮に対しては、ロシアのウクライナ侵攻を支援しないよう求めた[713]。
- 米シンクタンク「戦争研究所」は、ウクライナ南部ヘルソン州ではウクライナ軍がドニエプル川東岸でわずかに前進したと分析した[708]。
- 英国防省は、ロシア航空宇宙軍爆撃航空隊がウクライナに対し、空から発射する巡航ミサイル攻撃を1か月以上、控えているとの分析を発表した[709]。ミサイルを備蓄し、冬場に電力インフラを狙う準備をしているとの見方を示した[709]。イラン製ドローン「シャヘド」を併用し、インフラ攻撃を繰り返す恐れがあると警告した[709]。

### 10月28日
- ロシア南部チェチェン共和国内務省の特殊部隊「アフマト・カディロフ名称特別任務民警連隊」のアプティ・アラウディノフ司令官は、民間軍事会社ワグネルの元部隊員が「大量に」アフマトに移籍し、引き続きウクライナでの作戦に加わっていると述べた[714][715]。
- マルタで、ウクライナが提唱する10項目の和平案[注 8]からなる「平和の公式」について議論する政府高官による国際会議が開かれ、66か国が参加した[716][717][718]。ゼレンスキー大統領は、「2022年私が初めて平和の公式を紹介した時、世界はまだ（和平実現に向けて）さまざまなビジョンや異なるアプローチを議論していた」と述懐し、「世界の多数が、共有された公正なビジョンを軸に徐々に団結しつつある」と会議の成果を強調した[716]。ウクライナのイエルマーク大統領府長官は、「西側諸国やグローバルサウスの国々の、平和の公式への支持は高まっている。世界がウクライナの勝利に関心を寄せていることの表れだ」と主張した[717]。日本からは秋葉剛男国家安全保障局長が出席し、岸田文雄首相からのメッセージを読み、「イスラエル・パレスチナ情勢への対応がある中でも、厳しい対露制裁と強力なウクライナ支援の方針は変わらない」と考えを表明した[719][720]。
- 英国防省は、「ロシア軍は最大8個旅団をこの地域に投入している」と分析した[716]。死傷者が非常に多く、ロシア国内でも軍の戦術を批判する声が上がっていると指摘した[716]。政治指導者の要求に軍が応えられていないとし、「ロシアの軍事的・政治的課題は戦争を通じて何も変わっていない」と述べた[716]。
- 米紙ニューヨーク・タイムズは、冬場に予想されるロシア軍の電力インフラへの攻撃に備えるため、ウクライナとアメリカが、現有のソ連製兵器と欧米供与兵器を組み合わせた防空システムの構築を進めていると報じた[721][722]。

### 10月29日
- ウクライナ国境警備隊は、激戦が続く東部ドネツク州アブデーフカ周辺で、ロシア軍機を対空ミサイルで撃墜したと表明した。攻撃機「スホイ25」の可能性があるという[721][722]。
- SBU当局者は、未明にロシア南部クラスノダール地方の製油所を2機のドローンで攻撃したと明らかにした[721][722]。製油所では2022年に軍用機に使用する700万トン以上の航空燃料が製造されていた[721][722]。一方、ロシア国防省はドローンを迎撃したと発表した[721]。
- ロシア国防省は、ウクライナ南部クリミア半島北西部でウクライナのドローン36機を撃墜したと発表した[715]。
- ウクライナ軍の報道官は、東部アウディーイウカで、ロシア軍兵士の投降が相次いでいると明らかにし、「ロシア軍の司令官は、威圧や暴力で兵士を無理やり戦わせている」と指摘した[723]。戦況を知らされないまま戦場に送り込まれた兵士が多数いるといい、「前日（28日）だけで約10人のロシア兵が投降した」と述べた[723]。
- ロシアが一方的に併合を宣言したウクライナ東部ドネツク州の一部を占領する自称「ドネツク人民共和国」の支配地ボルノバハの民家で、子ども2人を含む市民9人が射殺された[724][725][726]。ロシア連邦捜査委員会は、殺人容疑でロシア兵2人を拘束したと発表した[724]。ウクライナ最高議会人権委員会のルビネツは、家主の男性がウクライナ侵略に参加するロシア南部チェチェン共和国の部隊に家を明け渡すのを拒んだため殺害されたとの情報があると指摘し、「（ウクライナ市民が多数虐殺されたキーウ近郊）ブチャなどでの拷問と同じだ」と非難した[725]。
- 英国防省は、ロシア教育当局が10月中旬に、ロシア政府がロシア国内の大学に対し、ロシアでの「政治や経済、社会の否定的な動向」を学術活動で公然と議論しないよう指示したとの分析を発表した[727]。これを「戦時下での更なる情報空間の制限」と指摘し、長期的な影響として、政権寄りの似た意見ばかりになる中で政策を決定する傾向が強まるとの見方を示した[727]。2024年3月に予定されるロシア大統領選挙でのプーチン大統領の再選に向けて、侵略への否定的な見方を封じ込める狙いがあるとした[727]。

### 10月30日
- ウクライナ南部ヘルソン州のプロクディン知事は、ロシア軍によりヘルソン州の住宅街や医療施設、教育機関などが攻撃され、2人が死亡、4人が負傷したと明らかにした[728]。
- ウクライナ南部オデッサ州の造船所が、ロシア軍による攻撃を受け、負傷者が出た[728]。
- ウクライナ軍戦略的コミュニケーション部門は、「ウクライナ軍は（ロシア）占領下のクリミア西岸で、戦略的目標の一つである防空システムへの攻撃に成功した」とした[729][730]。ロシア国防省は、クリミアに向けて発射されたウクライナ軍の長距離巡航ミサイル「ストームシャドー」8発を迎撃したと主張した[729]が、射程約300キロの地対地ミサイル「ATACMS」2発を発射したとの見方もある[730]。
- ウクライナ陸軍のシルスキー司令官は、東部ドネツク州バフムトでロシア軍が部隊を大幅に増強し、防衛から転じて攻勢を強めているとの見方を示したものの、「依然として厳しい情勢が続いている」と訴えた[731][732]。ロシア軍が空挺部隊を投入し、失地を取り戻そうとしていると指摘し、自爆型ドローンの増加にも警戒感を示した[731][732]。
- ゼレンスキー大統領は、ウクライナの首都キーウで米下院議員らと会談し、アメリカ供与の地対地ミサイル「ATACMS」が効果的だと謝意を示した[732]。
- ウクライナの鉄道当局者は、黒海の新たな穀物輸出回廊が機能しており、オデーサ地方の港湾に穀物を輸送する貨物車がここ1週間で50％増加し、2676両から4032両に急増していると明らかにした[733]。
- ショイグ露国防相は、NATOがアジア太平洋での軍備増強を「仰々しい対話願望」で覆い隠しているとし、西側諸国はウクライナ紛争をアジア太平洋地域に拡大しようとしていると述べた[734]。NATO諸国がアジア太平洋地域で軍拡競争を進め、自らの軍事的プレゼンスや軍事演習の頻度と規模を拡大していると主張した[734]。また、アメリカ軍がロシアと中国を抑止するため、ミサイル発射に関する日韓との情報交換を利用するだろうと述べた[734]。一方、ロシアによるCTBT批准撤回の動きは合意の終わりを意味するものではないとし、ロシアは核兵器使用のハードルを下げないと強調した[734]。
- 国連安全保障理事会は、北朝鮮制裁委員会・専門家パネルがまとめた中間報告書を公表し、北朝鮮がロシアに兵器や弾薬を提供したと指摘した[735]。安保理決議1874は北朝鮮との武器の取引を禁じている。報告書では、武器取引ではスロバキア国籍の関係者が2022年末-23年初めに仲介していた[735]。北朝鮮がロシアに対し、20種類以上の兵器と弾薬を提供する代わりに、北朝鮮がロシアから民間航空機や日用品などを輸入したと指摘した[735]。取引を巡って、民間軍事会社ワグネルが関与したとのアメリカの指摘も盛り込んだが、ロシアは「根拠のない主張だ」と反論した[735]。
- 英国防省は、ロシア国防省系の民間軍事会社「レドゥート」が女性を戦闘要員として募集することに力を入れていると報告した[728]。
- 米シンクタンク「戦争研究所」は、ロシア軍が包囲を進めるウクライナ東部ドネツク州の最前線に位置するアウディーイウカなどに、元受刑者らでつくる突撃部隊「ストームZ」を投入していると指摘した[736]。ストームZに、砲撃の支援なしに決死の突撃を命じており、損耗率は「40-70％」との情報もあるとした[736]。

### 10月31日
- ウクライナ軍は、ロシア軍によるインフラ施設を狙った攻撃が全土であり、戦略爆撃機から発射されたミサイル50発以上のうち44発を迎撃したと発表した[737]。ウクライナの隣国、モルドバの外務省によると、迎撃されたミサイルがモルドバ北端の集落に落下し、数軒の家屋の窓が損壊した[737]。
- ゼレンスキー大統領は、ロシア海軍黒海艦隊に対するウクライナ軍の攻撃でロシアの戦力が低下しているとの見方を示し、ウクライナ軍の早急な成功を期待すべきではないと述べた[738]。「われわれは、あまりにも早急な成功に慣れてしまった世界に住んでいる。本格的な侵攻が始まったとき、世界中の多くの人はウクライナが生き残れるとは思っていなかった」とし、「後退せず、燃え尽きない全ての人々に栄光あれ」とし、同盟国の支援拡大でウクライナは最終的にはロシアに勝利すると述べた。また、「黒海の戦いでのウクライナの成功は、今日多くは語られていないが、歴史書に載るだろう」と述べた。
- ウクライナのクレーバ外相は、ロシアによる冬季の電力インフラ攻撃に備えるため、防空システムの強化が欠かせないとの考えを示した[739]。地上配備型迎撃ミサイル「パトリオット」用のミサイルの費用は1発410万ドルだが、破壊された発電所の再建には1910万ドルが必要だと主張し、「ウクライナの防空能力を今、最大限に高めておくことは理にかなっている」と強調した[739]。
- ロシア国防省は、過去24時間にウクライナ軍やエネルギー関連施設を精密誘導兵器で攻撃し「すべての目標を破壊した」と発表した[737]。攻撃は首都キーウやハリコフのほか、これまで攻撃対象となってこなかった西部のチェルニウツィー州など広範囲に及んだ[737]。
- ロシア独立系機関「レバダ・センター」は、19-25日に18歳以上のロシア国民約1,600人を対象に「仮にプーチン大統領がウクライナとの戦争停止を決めた場合、その決定を支持するか」と尋ねたところ、70％が「決定を支持する」と回答したとの世論調査結果を発表した[740]。「完全に支持する」が37％、「おおむね支持する」が33％の回答だった一方で、「あまり支持しない」は9％、「全く支持しない」は12％だった[740]。プーチン政権の「国民の大多数がウクライナでの軍事作戦を支持している」と主張が、実態とかけ離れていることを示唆した[740]。一方で「仮にプーチン大統領がウクライナとの戦争停止と、併合したウクライナ領土の返還を決めた場合、その決定を支持するか」との質問には、「完全に支持する」「おおむね支持する」とした回答者の割合は計34％に対し、「あまり支持しない」「全く支持しない」との回答者の割合は計57％に上った[740]。
- 国連安保理の会合では、国連人道問題調整事務所の高官がオンラインで報告し、ロシアのウクライナ侵攻開始以降、確認できただけでも市民の死者が9900人以上にのぼるとした[741]。各国からは、ロシアの攻撃を非難する意見が相次いたが、ロシアのネベンジャ国連大使は「攻撃しているのは軍事施設だけだ」などと主張した[741]。
- オースティン米国防長官は、「今、ウクライナへの支援を急にやめれば、プーチン氏は一段と強くなり、やりたいようにやって成功するだけだ」と米上院での公聴会で述べた[742]。
- 英紙フィナンシャル・タイムズは、ロシア事業を売却する西側企業に対しロシア政府が外貨取引に上限と期限を設け、事実上の資本規制を課していると報じた[743]。投資銀行関係者は、海外への外貨送金が1日当たり2,000万ドルに制限されていると指摘し、7日以内に売却を完了する必要があり、売り手は事実上1億4,000万ドル以上を受け取れないと述べた[743]。事業売却に関わる人物は、外国資産売却に関する政府の権限により、海外送金の上限は非公式に4億ドルに設定されているとした[743]。ロシア大統領府のペスコフ大統領報道官は「ルーブルにとって最も望ましい条件」を整えていると述べた[743]。
- 上川陽子外相は、ウクライナ情勢の悪化に伴い一時閉鎖していた国際協力機構（JICA）の現地事務所について、11月1日からの業務再開を発表した[744][745]。「支援を迅速かつ着実に実現していくため、現地の拠点となる事務所の再開が不可欠だ」と説明し、「日本らしいきめの細かい支援を実施し、復旧・復興への歩みを力強く推進する」と強調した[744]。

## 2023年11月

### 11月1日
- ウクライナ軍のザルジニー総司令官は、ロシア軍との現在の戦況は「膠着状態にある」と認め、一進一退の消耗戦に移行しているとの認識を示した[746][747]。現状打破に最も必要なのは航空優勢の確保だと強調し、ロシアが敷設した地雷の突破や、電子戦能力の強化なども必要と指摘した[746][747]。戦争の長期化は「あらゆる手段で軍事力を再編成・増強しようとするロシアに有益だ」とし、ウクライナに脅威になると強調した[746][747]。
- ウクライナ空軍は、ロシアが夜間に多数の無人機とミサイルを発射し、軍事施設と主要なインフラを攻撃したと発表した[748]。イラン製ドローン「シャヘド」20機のうち18機を破壊し、ミサイルも撃ち落とした[748]。ウクライナ中部ポルタヴァ州のプロニン州軍行政府長官は、ポルタヴァ州のクレメンチュク製油所で火災が発生したとし、「（火災は）鎮火し状況は管理下にある」と説明した[748]。
- ウクライナのクリメンコ内相は、「敵（ロシア軍）は過去24時間で、10州の118の集落を砲撃した。攻撃を受けた町村の数としては今年（2023年）最多だ」と述べた[746][749][750]。東部ハルキウ州と南部ヘルソン州でそれぞれ1人が死亡した[749]。また、東部ドニプロペトロウシク州のリサク知事は、州内の都市ニーコポリでロシア軍による無人機攻撃があり、女性1人が死亡し、4人が負傷したと明らかにした[749]。
- ウクライナ軍は、ロシアのウクライナ侵攻開始以降、残された地雷や爆発物で民間人260人以上が死亡、少なくとも571人が負傷したと発表した[750][751]。事故の4分の1は農地で発生し、未だに国土の約3分の1の地域に地雷が残っている可能性があるとした[750][751]。
- SBUは、ウクライナ国内の徴兵事務所職員らが徴兵逃れをあっせんする見返りに高額の賄賂を受け取っていたとして、関連組織を一斉に摘発したと発表した[752]。少なくとも100人の国外脱出を手助けする計画だったとみている[752]。
- 米シンクタンク「戦争研究所」は、ロシア軍がウクライナ東部ドネツク州アウディーイウカで歩兵主導の地上攻撃を再び仕掛ける準備をしていると指摘した[746]。受刑者らを中心とする部隊が正面から突撃する可能性があるという[746]。
- 大韓民国国家情報院（NIS）は、北朝鮮がロシアに100万発以上の砲弾を供与し、その見返りとして衛星技術に関する助言を受けていると明らかにした[753]。韓国国会情報委員会の劉相凡議員が、国政監査後にNISの報告内容を伝えた[753]。報告では、北朝鮮からロシアへの武器供与は8月以降少なくとも10回に上り、「計100万発以上の砲弾」が送られたといい、ロシアのウクライナ侵攻でロシア軍が使用する「約2か月分と分析されている」という[753]。また、北朝鮮はその見返りとして、軍事偵察衛星の打ち上げに関する技術的助言をロシアから受けたとみられているとした[753]。
- メローニ伊首相は、アフリカ連合（AU）委員長に成り済ました「ボバンとレクサス」からのいたずら電話に引っ掛かり、ウクライナ情勢について「みんな、とても疲れている。出口が必要だと理解する時が近づいている。国際法を踏みにじらずに（ロシア、ウクライナ）双方が受け入れ可能な解決策が見つかるかが問題だ」と述べた[754][755][756][757]。ウクライナ軍の反転攻勢については「期待したようにいかないだろう。紛争の行方を変えなかった」と懸念を示した[754][755]。また、「解決策を見つけないと（紛争は）何年も続くとみんなが気づいている」とした[755]。イタリア首相府は、この電話が9月18日にあったと認め、「だまされて遺憾だ」との声明を発表した[756][757]。

### 11月2日
- プーチン露大統領が、ロシアのCTBT批准を撤回する法案に署名し、成立した[758][759]。
- アメリカ政府は、ロシアのウクライナ侵攻に加担したとして、200を超える個人・団体を制裁対象に指定したと発表した[760][761][762]。米国務省の制裁対象には、北極圏のロシアLNGプロジェクト「アークティックLNG2」の開発、運営、保有に関わる主要事業体やロシア軍がウクライナで使用している自爆ドローンの設計、製造などに関わった約130の個人・団体などを制裁対象に指定した[760][761][762]。ブリンケン米国務長官は、声明で制裁措置は「将来の収益を破壊目的に注ぎ込むことを制限するものだ」と強調した[760]。米商務省は、ドローンを巡りロシア軍を支援したとしてロシアの企業約10社をエンティティリストに加えた[761][762]。米財務省は、軍事転用可能な製品を引き続きロシアに輸出し制裁を回避しているとしてアラブ首長国連邦、トルコ、中国に拠点を置く企業に制裁を科した[761][762]。
- 英国防省は、ロシア軍が先週、ウクライナ軍の攻撃によりウクライナ東部ルハーンシク州などでロシアにとって「軍事戦略上の重要な要素」である長距離地対空ミサイルの発射機を少なくとも4基失ったとの見方を示した[763]。ロシアの防空システムについて、西側諸国の支援を受けたウクライナ軍の使用する「近代的な精密攻撃兵器に手を焼いている」と指摘した[763]。発射機4基を喪失したことで、既存のロシア側の防空システムに一段の負荷がかかることになると予測し、発射機の補充に伴い「他の作戦地域の防空態勢が弱体化する可能性が現実味を帯びている」と説明した[763]。

### 11月3日
- ウクライナ軍当局は、ロシア軍が未明、首都キーウや南部オデーサ州、ザポリージャ州、西部リヴィウ州など全土でイラン製ドローン「シャヘド」約40機やミサイルなどを用いた攻撃を行ったと明らかにした[764][765]。負傷者は報告されていないが、インフラ施設などに被害が出た[765]。東部ハルキウ州では、大規模な火災が発生し、住宅や教育施設、給油所も被害を受けた[765]。ゼレンスキー大統領は、ドローンを半数以上撃墜したと明らかにし、「冬が近づくにつれ、ロシアのテロリストはさらに被害を与えようとするだろう。我々は反撃する」と述べた[764][765]。
- ウクライナ南東部ヘルソン州のロシアに任命されたヴォロディーミル・サルド「知事」は、ロシアが実効支配するウクライナ中部の集落チャプリンカの年金基金などが入居する建物にウクライナ軍のミサイル攻撃があり、9人が死亡、9人が負傷したと明らかにした[766]。また、アメリカ製ミサイル6発がチャプリンカに撃ち込まれ、防空システムで破壊されなかった2発が命中したと説明した[766]。
- ウクライナ東部ドネツク州アウディーイウカの当局者は、ロシア軍の音声通信の傍受により、ロシア軍にはアウディーイウカ中心部を包囲する狙いがあり、次の目標は中心部に隣接する欧州最大規模のコークス工場の掌握だと明かした[767]。コークス工場は、ウクライナ軍が要塞化しているとみられ、ロシア軍が工場を制圧すれば、中心部への補給路を断つことにつながる[767]。当局者は「地面が乾き、前進が可能になれば、いつでも攻撃は始まる」と述べ、ロシア軍の大規模攻撃が近く始まる可能性を示唆した[767]。米シンクタンク「戦争研究所」も、ロシア軍がアウディーイウカの北側で進軍したのを確認した[767]。
- ゼレンスキー大統領がSNSに投稿した画像に、地雷原を除去するなどの役割を担う戦闘車両「M1150 ABV」が確認された[767]。アメリカ海兵隊やアメリカ陸軍が使用しており、ウクライナ側に供与されたものとみられる[767]。
- プーチン露大統領は、ロシアのウクライナ侵攻により「われわれは自らの道徳的価値観や歴史、文化を守っている」と述べ、国の独立を懸けた歴史的な戦いと位置付けて侵攻を正当化した[768]。2014年のウクライナで尊厳の革命により親露派のヴィクトル・ヤヌコーヴィチ政権が崩壊しなければ、ロシアが一方的に行ったウクライナ南部クリミア半島併合も「なかっただろう」と指摘した[768]。その後に起きたウクライナ東部のロシア系住民とウクライナ政府軍の交戦を念頭に、ウクライナ侵攻開始以前にロシアは「攻撃されていた」と主張した[768]。また、ウクライナでの汚職は「事実上制度化されている」と述べ、欧米が供与した兵器が中東やアフガニスタンに横流しされていると述べた[768]。
- ロシア政府は、兵役登録の規定を、これまでは対象外としていたロシア国内で服役中の受刑者を、今後は受刑者が入隊事務所への出頭や健康診断などを受けずに「特別軍人」として兵役に登録できるように改定した[769]。
- アメリカ政府は、ウクライナに対し無人機迎撃のためのレーザー誘導兵器のほか、高性能地対空ミサイルシステム「NASAMS」と高機動ロケット砲システム「HIMARS」の弾薬などが含む最大4億2500万ドルの追加軍事支援を発表した[770][771]。
- フォンデアライエン欧州委員長は、ロシアのウクライナ侵攻開始後6度目となるウクライナの首都キーウ訪問を行った[772][773]。ゼレンスキー大統領と、ウクライナのEU加盟やウクライナ復興のための財政支援、侵攻の代償をどのようにしてロシアに支払わせるかなどについて会談した[772][773]。
- 米NBSニュースは、欧米諸国がウクライナに対し、ロシアとの和平交渉の可能性に関する協議を持ち掛けたと報じた[774][775]。戦況が膠着状態に陥りウクライナ軍の兵士不足が懸念されていることや、イスラエルとイスラム組織ハマースによる軍事衝突を背景に、欧米の支援余力が低下していることが背景にある[774][775]。10月のウクライナ支援国の会合で協議され、2023年末から2024年初めまでの和平交渉開始を視野に、ウクライナが何を譲歩するのかなどを幅広く話し合った[774]。見返りとして、NATOがウクライナの安全を保障し、ロシアによる再侵攻を抑止する案も出ているという[774][775]。

### 11月4日
- ゼレンスキー大統領は「時間がたち、人々は疲弊しているが、これは膠着ではない」と述べ、反攻が行き詰まったとの見方を否定した[776][777][778]。欧米諸国でウクライナに停戦を促す動きが出ていることに関しても「ロシアと話したり、何かを差し出したりするようわれわれに強要するパートナー国はない」と停戦圧力を否定した[776]。
- ウクライナ空軍は、南部クリミア半島のケルチの造船所へのミサイル攻撃に成功し、高精度巡航ミサイル「カリブル」を搭載できる最新鋭艦が停泊していたと発表した[779]。5日、ロシア国防省は、「ウクライナ軍が、ケルチの造船所に巡航ミサイル15発を発射し、防空システムで13発を撃ち落とした」と発表した[776]。ミサイルが命中した船1隻が損壊したとされるが、死傷者はいないとした[776]。
- ロシア軍は、東部ドニプロペトロウシク州や中部ポルタワ州などを短距離弾道ミサイル「イスカンデル」などで攻撃した[779]。
- SBUは、ロシアによるウクライナ侵攻を正当化し助長したとして、ロシア正教会の最高位キリル総主教に関する捜査に着手したと表明した[780]。キリル総主教が、ロシアの軍事・政治の最高指導部に非常に近い存在だと指摘し、プロパガンダのためにロシア正教会やウクライナ正教会の組織を利用して、信者に対しウクライナと戦うために団結するよう呼びかけたとした[780]。

### 11月5日
- ウクライナ軍は、ロシア軍が南部オデーサ州のインフラ施設をミサイル攻撃を行い、職員3人が負傷し、建物が損壊するなど周囲の家屋に被害が出たと明らかにした[781]。
- ロシア軍が24時間で、ウクライナ南部ヘルソン州に50発以上の爆弾で9回空爆し、教育機関が被害を受けた[781]。
- ゼレンスキー大統領は、西側諸国に対し「ウクライナを皆殺しにすれば、ロシアはNATO諸国を攻撃する。代償はさらに大きくなる」と述べ、制空権を握るロシアに対抗するため、防空システムの供与を加速するよう訴えた[782][783]。攻撃用無人機の供与も求めた[782]。防空システムをアメリカと共同生産する案を検討していることも説明した[782]。戦況については「膠着状態とは思わない」と述べた[782]。「長期戦で人々は疲弊している」としながら「われわれはロシアより気力で勝っている」と強調した。領土を奪還しない限り、ロシアとは交渉しない考えを示した[782]。
- 米シンクタンク「戦争研究所」は、過去2週間で900人超のロシア兵が戦死したと分析した[781]。

### 11月6日
- ウクライナ軍は、ロシア軍がミサイルや無人機でウクライナ南部を5日夜-6日未明に攻撃し、世界遺産に登録されている「オデーサ歴史地区」の120年以上の歴史がある美術館文化施設や高層住宅が被害を受けたと発表した[784][785]。住民5人が負傷し、穀物を積んだトラックが燃えたとした[784]。
- ウクライナ軍は、ロシア軍が先週ウクライナ東部および南部で前線突破を試み、過去1週間で400件の武力衝突が発生たものの、ロシアの「失敗に終わった」と発表した[786]。ウクライナ軍のアンドリー・コワリョウ報道官は、「敵は複数の方面に同時攻撃を行っている」が、ウクライナも、ドネツク州バフムート南方で独自の攻撃作戦を実施していると述べた。また、ロシア軍はウクライナが今年に入り支配権を回復した南部ザポリージャ州ロボティネ付近でも陣地回復を試みたが、成功していないという。

### 11月7日
- ウクライナ東部ドネツク州の一部を占領する自称「ドネツク人民共和国」のデニス・プシーリン「首長」は、州都ドネツクの中心部などにウクライナ側がアメリカ供与の高機動ロケット砲システム「HIMARS」から数発撃ち込み、住居や医療施設などが狙われ、市民6人が死亡、少なくとも11人が負傷したと明らかにした[787]。
- ロシア外務省は、ヨーロッパ通常戦力条約の破棄手続きが完了したと発表した[788][789]。
- 英国防省は、ウクライナ軍による南部クリミア半島のザリフ造船所に対する4日の攻撃で、2021年に進水したコルベット艦「アスコルド」が損傷を受けたのは確実との見方を発表した[787]。ロシアは造船インフラを前線から離れた場所に移転する必要に迫られ、新造艦の戦線への配備が遅れる可能性があると分析した[787]。
- 米シンクタンク「戦争研究所」は、ウクライナ軍が南部ヘルソン州で、ロシア軍支配地域のドニエプル川東岸に装甲車両を投入することに成功したと分析した[790]。10月中旬以降、ドニエプル川東岸においてウクライナ軍が数百人規模の部隊で戦闘を継続しているとの見方を示し、「ロシア側がウクライナ軍の兵たんを阻止できていない状況を示唆している」と指摘した[790]。
- オランダは、ウクライナ人操縦士の訓練に使用する5機のF16戦闘機をルーマニアのF16操縦士訓練センターに初めて送った[791][792]。オランダは計12-18機のF16を操縦士訓練センターに送る予定で、今回が第1陣となる[791]。

### 11月8日
- ウクライナ軍は、南部オデーサ州の港で、ロシア軍が民間船をミサイルで攻撃し、1人が死亡、フィリピン国籍の乗組員3人や港湾職員が負傷した[793][794][795][796]。船はリベリア国旗を掲げて中国に鉄鉱石を輸送中だったが、入港する際に船の上部にミサイルが命中した[793][794]。
- ゼレンスキー大統領は、ウクライナ軍の反転攻勢について「2023年内に戦果を示したい」と述べ、消耗戦で損失が増えており「（結果を出すのは）非常に重要だ」と強調した[797][798][799]。反転攻勢が遅れ、戦況が膠着状態に陥っているとの指摘に対しては「ゆっくりとではあるが南部で前進しており、東部でも同様だ」と反論し、「容易ではないが、成功を確信している」と述べた[797]。
- ウクライナ軍参謀本部は、東部ドネツク州アウディイウカ周辺で「陣地を維持し、敵に大きな損害を与えている」と主張し、ロシア軍が包囲進めているものの徹底抗戦の構えを強調した[790]。
- ウクライナ最高議会は、15日に期限切れとなる戒厳令と総動員令を2024年2月14日までの90日間延長を承認した[798]。
- ウクライナは、ウクライナ東部ルハーンシク州の一部を占領する自称「ルガンスク人民共和国」の軍トップを務め、2014年以降はルハンスク州で親ロ的な分離独立運動に携わってきたとされるミハイル・フィリポネンコを自動車爆弾で暗殺したことを明らかにした[800][801]。ウクライナ軍の諜報機関は即座に犯行声明を出し、他にも「テロリストのロシア」に協力する人物は同様の「報い」を受けると警告した[800]。ロシア連邦捜査委員会は、今回の爆発を巡って犯罪捜査を立ち上げたと明らかにした[800]。GURは、フィリポネンコが、ルハーンシク州のロシア側占領地域での組織的な拷問に関わってきた人物とし、戦争捕虜や民間人の人質に非人道的な拷問が加えられ、「フィリポネンコ氏自身、人々を残虐に拷問していた」とした[800]。
- ロシアのロストフ・ナ・ドヌ軍事裁判所は、ウクライナ東部ドネツク州マリウポリで巡回に当たっていた際、ロシアからの潜入者と疑われた民間人2人を呼び止め、うち1人を殺害した罪で起訴されたウクライナ海軍の歩兵アントン・チェレドニクに対し、懲役19年を言い渡した[802]。
- 国連のグテーレス事務総長は、黒海穀物イニシアティブについて「われわれは努力を続けている。しかし、（復活は）難しいだろう」と述べた[803]。
- 欧州委員会は、EU加盟候補国のウクライナについて、汚職対策の強化など、ウクライナによる国内改革の完了が交渉入りの条件に、加盟交渉入りを認めるよう加盟国に勧告する報告書を公表した[804][805][806][807]。ゼレンスキー大統領は、EU加盟の道を開く「歴史的な一歩だ」と歓迎した[804]。
- イギリス政府は、ロシアが外貨獲得に使う石油や金などの産業に関わる29の個人・団体に、新たな制裁を科したと発表した[808]。G7・EU及びオーストラリアが導入した原油上限価格の影響を逃れるためロシアが利用したとされるエネルギー関連企業も対象とした[808]。クレバリー英外相は、声明で「ロシアのプーチン大統領を支援してきた者たちに打撃を与えるだろう」と述べた[808]。
- 米紙ウォール・ストリート・ジャーナルは、ウクライナ侵攻の長期化に伴う兵器不足を補うため、ロシアがエジプト、パキスタン、ブラジル、ベラルーシに対して、これまでに売却した軍事兵器や部品の返還を求めたと報じた[809]。エジプトは12月にも、軍用ヘリコプター「Mi8」と「Mi17]」のエンジン約150個のロシアへの引き渡しを始める[809]。引き換えとして、ロシア側はエジプトの支払いの遅れを免除するほか、穀物を支援する[809]。ベラルーシも応じた一方でブラジルは断ったという[809]。
- 岸田文雄首相は、ゼレンスキー大統領と電話会談を行い、日本が官民一体で復旧・復興を支援する「日ウクライナ経済復興推進会議」を2024年2月19日に東京で開催することで合意した[810]。岸田首相は「ウクライナと共にあるという日本の立場は決して揺るがない」と伝え、ゼレンスキー大統領は謝意を示した[810]。同日開かれたG7外相会合について触れ、厳しい対露制裁と強力なウクライナ支援の継続が確認されたと説明した[810]。越冬支援などエネルギー分野の協力を続ける考えも示した。両首脳は、国際社会の連携を維持・強化するため引き続き緊密に連携することを申し合わせた[810]。

### 11月9日
- ウクライナのゼレンスキー大統領が、戒厳令と総動員令を2023年2月14日まで90日間延長する法令に署名[811]。
- ロシア国防省は、ウクライナ南部クリミア半島沿岸の黒海上空で、ウクライナの巡航ミサイル「ネプチューン」を防空システムで撃墜したと発表した[812]。
- 英国防省は、ウクライナ南部クリミア半島などに配備していたロシア軍の防空システム「トリウームフ」を数基損失し、再配備を余儀なくされているとの分析を発表した[812]。ロシア国内の重要拠点にあるトリウームフを移送する可能性があり、防空システムの弱体化はほぼ確実だと指摘した[812]。

### 11月10日
- GURは、ウクライナ南部クリミア半島西部のウズカヤ湾で海上ドローン攻撃を行い、ロシア海軍の小型揚陸艇2隻を撃沈したと発表した[813][814]。2隻が黒海海域でロシア軍の防空を担っていたと指摘し、今回の喪失により、ロシア軍の防空力がさらに低下するとした[813][814]。
- ウクライナ軍のザルジニー総司令官は、東部ドネツク州アブデーフカの防衛戦を巡り、1か月でロシア軍に約1万人の人的損害を与えたほか、ロシア軍の戦車や装甲車計350両、攻撃機「スホイ25」7機を撃破したと明らかにした[813]。
- ウクライナ南部ヘルソン州の検察は、州都ヘルソンにロシア軍の砲撃があり、1人が死亡、2人が負傷したと発表した[815]。直撃した民家で火災が発生し、集合住宅も被害を受けた[815]。
- ゼレンスキー大統領は、ヘルソン奪還1年に合わせて「敵の力に屈しなかった人々は世界を鼓舞した。ロシアの支配が永遠に続くことはない」と訴えた[815]。
- ペスコフ露大統領府報道官は、受刑者がウクライナの戦場に送られ、恩赦を与えられている問題について、受刑者は「血で罪をあがなっている」として動員を正当化した[816]。
- IMFは、3月に承認されたウクライナへの総額156億ドルの融資枠のうち約9億ドルの金融支援に関し、ウクライナ当局と事務レベルで合意したと発表した[817]。改革の進展などが背景で、正式合意にはIMF理事会の承認が必要となる[817]。

### 11月11日
- ウクライナの首都キーウに9月以来のミサイル攻撃が行われた[815]。キーウ市当局は「52日間の停止を経て、敵が攻撃を再開した」と述べ、弾道ミサイル「イスカンデル」が使われたと指摘した[815]。キーウでは警報発令前に爆発音が響いた。ウクライナ空軍のイグナット報道官は、弾道ミサイルは速度が速くレーダーでの覚知が難しい場合があると説明した[815]。
- 米シンクタンク「戦争研究所」は、ロシアの首都モスクワ南東にあるリャザン州で貨物列車が爆発して脱線した事故について、ウクライナの情報総局が関与したと指摘した[818]。
- ロシア国営通信社RIAノーボスチは、戦争捕虜を含むウクライナ軍の元要員がロシアのために前線で戦うことを志願したと報じた[819]。戦争捕虜をロシア軍に強制従軍させる措置は、ロシアを含む全ての国連加盟国が採択している1949年のジュネーブ条約に違反するとみられる[819]。RIAノーボスチが今週公開した動画には、「志願兵」とされるウクライナの戦闘服を着た男性十数人がライフル銃を手に、式典でロシアへの誓いの言葉を述べる様子が映っている[819]。男性らの所属部隊について「ウクライナ軍の元兵士で構成された最初の大隊で、志願大隊の名称は（ウクライナ・コサックを率いた17世紀の軍事指導者である）ボグダン・フメリニツキーにちなむ」と報じた[819]。この大隊は10月にロシア軍の作戦戦闘戦術組織「カスケード」に組み込まれたという[819]。米シンクタンク「戦争研究所」は、ロシアが10月後半、複数の流刑地からウクライナの捕虜70人を「採用」したと指摘し、「ロシア当局はウクライナの戦争捕虜を脅し、ウクライナで戦う『志願』部隊への加入を強制した可能性が高い。これは戦争捕虜について定めたジュネーブ条約の違反に当たるとみられる」と分析した[819]。

### 11月12日
- ゼレンスキー大統領は、「11月も半ばを過ぎようとしており、インフラ施設に対する敵のドローンやミサイルによる攻撃増加に備えなくてはならない」と指摘し、「ロシアは冬に向けて（攻撃強化を）準備している。われわれは防衛に全ての注意を傾けるべきだ」と訴えた[820][821]。氷点下の冬を前にロシア軍がエネルギー供給網を標的に攻撃を強化する可能性があるとして、ウクライナ国民に警戒を呼び掛けた[820]。
- ウクライナ軍参謀本部は、東部や南部の前線で過去1日間にロシア軍との戦闘が80回起き、1,100人の人的損害を与えたほか、戦車7両や装甲車32台を撃破し、いずれも撃退したと発表した[822]。うち計40回の戦闘が東部ドネツク州の州都ドネツク市近郊の小都市アブデーフカとマリインカ周辺で起きたほか、ドネツク州バフムト方面でも10回の戦闘が起きたという[822]。
- ロシア国防省は、ウクライナ東部ドネツク州ドネツク市近郊で1日間の戦闘でウクライナ軍に250人の人的損害を与え、装甲車3台を破壊したと主張した[822]。
- GURは、11日にウクライナ南部ザポリージャ州メリトポリで行われたロシア軍の会合でレジスタンス運動のメンバーらが爆発を行い、少なくとも3人の将校が死亡したと明らかにした[818]。
- 先日、ロシア軍に北朝鮮軍特殊部隊が参加したが、11日ゼレンスキー大統領は「ロシア西部で、およそ5万人の敵と交戦中だ」と発言した。[823]

### 11月13日
- ウクライナ軍のザルジニー総司令官は、米軍制服組トップのチャールズ・ブラウン・ジュニア統合参謀本部議長と電話会談し、ロシアの侵攻に対する冬季の反転攻勢計画などを協議した[824]。両者は、ウクライナ東部ドネツク州や北東部ハルキウ州の戦況を分析し、ザルジニー総司令官は「複雑化しているが、コントロールされている」との認識を示した上で、差し迫って防空兵器が必要だと訴えた[824]。
- ウクライナのイエルマーク大統領府長官は、米シンクタンク「ハドソン研究所」で講演し、ロシアのウクライナ侵攻について「2024年は決定的な年になる」と述べ、転換期を迎えると指摘した[825]。ウクライナ軍がドニエプル川の東岸に拠点を築くなどと「一歩ずつ、クリミアの非武装化に向けて進んでいる。我々の反転攻勢は進展している」と強調し、西側諸国に対ロシア制裁強化とウクライナへの武器供与を求めた[825][826]。
- ウクライナへのF16戦闘機供与に向け、欧米12か国が支援する「欧州F16訓練センター」が、ルーマニア南東部フェテシュティ空軍基地で発足した[827]。当面は訓練にあたる教官らを再訓練し、2024年前半中にもウクライナ軍操縦士が現地入りする[827]。F16の製造会社であるロッキード・マーティン社の技術者も常駐し、地上要員のメンテナンス指導も行う予定[827]。

### 11月15日
- ウクライナ南東部ヘルソン州のロシアに任命されたサルド「知事」は、南部ヘルソン州でロシア軍が支配するドニエプル川東岸の集落クルインキ方面に「1個半中隊程度のウクライナ軍がいる」と指摘し、ウクライナ軍のドニエプル川東岸上陸を認めた[828][829][830]。ただ、「渡河作戦中や東岸進出後にウクライナ軍は露軍の攻撃を受け、1個半か2個の大隊を喪失した」とも主張し、東岸近くのクリンキー村で前進を阻まれ、士気も低く、毎日複数のウクライナ兵が「ロシア軍に投降している」と述べた[828][829]。過去2-3日のウクライナ軍の死傷者は、100人に上るとも主張した[828]。
- ゼレンスキー大統領は、ウクライナ東部ドネツク州や南部ザポリージャ州でロシア軍によるミサイル攻撃があったと指摘し、「大変な一日だった。ロシアはまだ悪事を働くことができる」と述べた[828]。
- ロシア外務省のザハロワ報道官は、ウクライナのNATO加盟は「部分的であれ、いかなる形であれ、ロシアにとって容認できない」と述べた[831]。

### 11月16日
- ゼレンスキー大統領は、ウクライナの攻撃によってロシア軍艦船が黒海の東側に移動し、西側の安全を確保したとして「黒海で主導権を奪い返した」と主張した[832]。黒海穀物イニシアティブから離脱したロシアの妨害を受けながらも、黒海経由での船舶によるウクライナ産穀物輸出が行われていると強調した[833]。ロシアについて「世界の食料市場を崩壊させ、世界各地で混乱を引き起こすため、我が国の港を封鎖した」と批判し、「ロシアは黒海を利用して世界の他の地域を不安定化させることはできていない」と述べた[833]。ウクライナ軍が無人艇で編成する艦隊を黒海に展開させていることも明らかにした[833]。
- ロシアのモスクワ軍事裁判所は、反プーチン政権の武装集団「ロシア義勇軍団」を率いるデニス・ニキーチンに対し、2023年ベルゴロド州への攻撃で住民2人を死亡させたとして、テロなどの罪で本人不在のまま終身刑を言い渡した[834]。
- ロシア西部レニングラード州にあるサンクトペテルブルク裁判所は、スーパーマーケットの値札を反戦スローガンに置き換えたとして、芸術家のサーシャ・スコチレンコに懲役7年の判決を下した[835]。
- 米国務省の関連団体「紛争監視団」は、ウクライナの子供連れ去りにロシアの同盟国ベラルーシが関与していたとの報告書を公表した[836][837][838]。プーチン、ルカシェンコの両大統領が最終的に意思決定し、治安機関が進めていたとした[836][837][838]。ロシアのウクライナ侵攻を始めた2022年2月から2023年10月までに、6-17歳の少なくとも2442人がウクライナから連れ去られ、ベラルーシの13か所以上の施設に移された[836][837][838]。障害のある子や貧しい家の子、孤児ら社会的弱者が標的とされ、ロシア連邦捜査委員会と、ロシアが一方的に併合を宣言したウクライナ東部ドネツク州、ルガンスク州の教育省が選定し、ロシアを経由して鉄道でベラルーシに運ばれた[836][837][838]。
- 英国防省は、ロシア軍がウクライナ東部ドネツク州アウディーイウカで、ウクライナ軍の守備拠点がある欧州最大級のコークス工場に迫っているとの分析を発表した[839]。工場は、何重にも塹壕を掘るなどして要塞化しているため、ロシア軍が攻め落とすのは容易ではないが、制圧されれば、ウクライナ軍のアウディーイウカへの補給線が断たれることになる[839]。
- デーヴィッド・キャメロン英外相は、ウクライナの首都キーウを訪問し、ゼレンスキー大統領と会談した[840][841][842]。キャメロン外相は、「道徳、外交、経済、軍事上の支援をどれほど時間がかかっても続ける」と述べ、ウクライナへ多方面の支援を継続することを約束した[840]。ウクライナ支援に熱心だったボリス・ジョンソン元英首相に触れ「彼とは一致しない面もあるが、ウクライナ支援は素晴らしかった」と述べ、ウクライナを支えていく考えを強調した[840]。ゼレンスキー大統領は、イスラエルとイスラム組織ハマースの衝突を念頭に「世界の関心が分割されるのは助けにならない」とし、欧米で広がる「ウクライナ支援疲れ」に懸念を表明し、そうした中での訪問を「とても重要」と歓迎した[840]。
- フィンランド政府は、ロシアからの不法越境者が増加しているため、ロシアとの国境にある検問所のうち南部4か所について18日から2024年2月まで閉鎖すると発表した[843]。フィンランドがNATOに加盟したことに対するロシアによる対抗措置との見方が出ており、フィンランド政府は14日に「ロシア当局は適切な書類を持たない人がフィンランドへ越境することを許可している」と非難していた[843]。

### 11月17日
- ウクライナ海兵隊は、南部ヘルソン州のドニエプル川東岸への渡河作戦で、東岸に複数の拠点を確保したと明らかにし、ロシア側に大きな打撃を与えたと主張した[832]。ウクライナは水陸両用車で東岸に装甲車を運び込むなどして、川から約2キロ離れたクリンキなどに部隊を展開した[832]。渡河作戦が始まって以降、ロシア軍の兵士1,200人以上を殺害し、多くの兵器を破壊したと主張した[832]。

### 11月26日
- ロシア国防省は首都周辺のモスクワ州やトゥーラ州・カルーガ州・スモレンスク州・ブリャンスク州に飛来してきた、少なくとも24機のウクライナ軍の無人機を撃墜したことを明らかにしたと共に、アゾフ海上空で、地上を攻撃するために改造したウクライナ所有の2発の「S200」の地対空ミサイルを撃墜したことも明らかにしている[844]。また、トゥーラ州のアレクセイ・ジュミン知事は、トゥーラ州の迎撃したドローンが集合住宅に当たり、1人が負傷したことを明らかにした[844]。モスクワ市のソビャニン市長は「夜間に大規模無人機攻撃が試みられた」と述べて、モスクワ州の複数の地域において、ウクライナ軍所有の無人機が撃墜されたことを明らかにした[844]。ロシアの新聞・コメルサントの報道では、「ドローン攻撃が原因でモスクワの主要空港で航空便が遅延したり欠航した」と伝えている[844]。